# Rhétorique
Vous lisez un « article de qualité » labellisé en 2009.
Pour les articles homonymes, voir Rhétorique (homonymie).

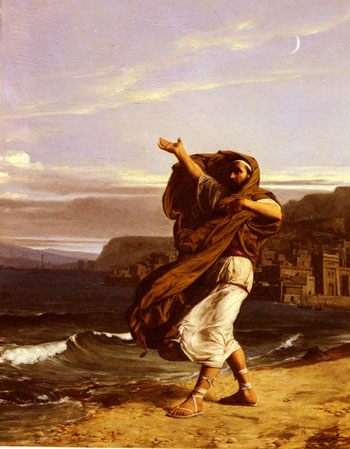
Démosthène s'exerçant à la parole, toile de Jean-Jules-Antoine Lecomte du Nouÿ (1842-1923).

La rhétorique est l'art de l'action du discours sur les esprits. Le mot provient du latin rhetorica, emprunté au grec ancien ῥητορικὴ τέχνη / rhêtorikê tékhnê, « technique, art oratoire ». Plus précisément, selon Ruth Amossy : « telle qu’elle a été élaborée par la culture de la Grèce antique, la rhétorique peut être considérée comme une théorie de la parole efficace liée à une pratique oratoire ».
La rhétorique est d’abord l’art de l’éloquence. Elle a d’abord concerné la communication orale. La rhétorique traditionnelle comportait cinq parties : l’inventio (invention ; art de trouver des arguments et des procédés pour convaincre), la dispositio (disposition ; art d’exposer des arguments de manière ordonnée et efficace), l’elocutio (élocution ; art de trouver des mots qui mettent en valeur les arguments → style), l’actio (diction, gestes de l’orateur, etc.) et la memoria (procédés pour mémoriser le discours). La rhétorique a ensuite concerné la communication écrite et a désigné un ensemble de règles (formes fixes) destinées au discours. Au XXe siècle, la linguistique et l’analyse des textes littéraires ont relancé l’intérêt pour la rhétorique.
Au-delà de cette définition générale, la rhétorique a connu au cours de son histoire une tension entre deux conceptions antagonistes, la rhétorique comme art de la persuasion et la rhétorique comme art de l'éloquence. La rhétorique grecque, telle qu'elle fut pratiquée par les sophistes et codifiée par Aristote, se préoccupait principalement de persuader. Dans l'Antiquité romaine se fait jour une nouvelle conception de la rhétorique comme art de bien dire, « bene dicendi scientia » selon les mots de l'orateur romain Quintilien. À l'époque classique, la rhétorique s'étend à l'étude des textes écrits, et notamment aux textes littéraires et dramatiques, la conception romaine de la rhétorique l'emporte progressivement sur la conception grecque. La rhétorique s'est ainsi progressivement restreinte à la stylistique, c'est-à-dire à un inventaire de figures relevant des ornements du discours. Il en résulte une conception de la parole rhétorique qui se distingue de l'argumentation et de la dialectique par l'usage d'effets pathétiques et éthiques du discours sur le public. Contre cette évolution, l'école rhétorique contemporaine de Chaïm Perelman renoue avec la rhétorique grecque en proposant une « nouvelle rhétorique » qui est une théorie de l'argumentation.

## Définition
La rhétorique correspond à l'art de la persuasion. L'expression a été fondée par Aristote, puis elle fut qualifiée de « manipulation de l'auditoire » par Platon. Plus précisément, la rhétorique est l'art de bien parler, de la faculté dans un discours d'exposer ses arguments afin de convaincre un auditoire.

## Problématiques de la rhétorique

### Polémiques autour d'une définition
Marc Fumaroli comme Joëlle Gardes-Tamine ont étudié les conceptions de la rhétorique au cours des siècles et relèvent que celles-ci peuvent se rattacher à deux traditions philosophiques :
- la définition d'origine sophistique, selon laquelle la rhétorique doit persuader. Bien que propagée par les sophistes comme Gorgias, il s'agit de la conception héritée d'Aristote qui la définit comme « la faculté de considérer, pour chaque question, ce qui peut être propre à persuader »[6] ;
- la définition d'origine stoïcienne qui pose qu'elle est l'art de bien discourir. Elle requiert une bonne moralité et se rapproche en cela d'une représentation de la sagesse. Ses représentants sont Quintilien et Cicéron.

Cette double tradition a conduit les auteurs, au cours des siècles, à multiplier les définitions de l'art rhétorique. « Méta-langage (dont le langage-objet fut le « discours ») qui a régné en Occident du Ve siècle av. J.-C. au XIXe siècle apr. J.-C. » pour Roland Barthes, la rhétorique est pour Arthur Schopenhauer ou John Stuart Mill la technique du discours public, alors que, pour Antelme Édouard Chaignet, dans La Rhétorique et son histoire (1888), elle consiste à « persuader et convaincre », deux buts qui lui sont associés systématiquement dans la conscience populaire et même dans l'enseignement du français. Pour le philosophe anglais Francis Bacon, elle est « l'art d'appliquer la raison à l'imagination pour mieux mouvoir la volonté », alors que, pour l'Américain Richard Weaver, elle est « un art de l'emphase ».
En dépit de toutes ces définitions, parfois nettement divergentes, l'expression d'« art rhétorique » renvoie avant tout, et historiquement, au « système rhétorique », c'est-à-dire l'ensemble des techniques pour structurer son discours, en vue de convaincre ou persuader l'auditeur. Partant de là, selon Michel Meyer, il existe trois définitions historiques concurrentes de la rhétorique :
- la rhétorique est une manipulation centrée sur l'auditoire (cette idée prévaut chez Platon qui y voit, pour une part, un mouvement verbal fallacieux. Mais d'autre part, Platon appréhende la rhétorique sous un jour positif lorsque celle-ci est au service du discours philosophique. Il s'agit alors de distinguer, conformément à la méthode dialectique, entre une mauvaise rhétorique faisant abstraction du bien, du juste et du vrai, et une bonne rhétorique ordonnée à la saisie du bien) ;
- la rhétorique est l'art de bien parler (suivant la formule latine de Quintilien, la rhétorique est un « ars bene dicendi » (un « art du bien dit »), notion qui renvoie à celle d'éloquence ;
- la rhétorique est le fait d'un orateur ; en ce sens, elle est l'exposé d'arguments ou de discours qui doivent persuader l'auditoire au sein d'un cadre social et éthique. Selon Michel Meyer, l'humanisme incarne cette définition.

Michel Meyer parle par ailleurs, dans son Histoire de la rhétorique des Grecs à nos jours, de véritable « casse-tête » quant à donner une définition acceptable de la rhétorique ; il ajoute : « on peut tirer la rhétorique de tous les côtés, mais ça sera aux dépens de son unité, si ce n'est par réduction et extension arbitraires qui se verront de toute façon opposées par une autre ». Le spécialiste et universitaire Jean-Jacques Robrieux souhaite quant à lui mettre un terme au débat, dans Éléments de rhétorique, en expliquant qu'on peut : « essayer de résumer très simplement : la rhétorique est l'art de s'exprimer et de persuader ». Enfin, Michel Meyer ajoute que « la rhétorique lisse et arrondit les problèmes, qui s'estompent du même coup sous l'effet du discours éloquent », se focalisant alors sur la portée utile de la discipline oratoire, qui reste un assemblage de techniques prévalant dans une situation de communication socialement cadrée.
Les recherches contemporaines ont disséqué la rhétorique et les interprétations se sont multipliées. En dépit de cela, remarque Michel Meyer, la rhétorique est demeurée cohérente avec ses fondements. En effet, « L'unité est une exigence interne de la rhétorique » selon cet auteur, autrement dit, il existe un « noyau technique » irréductible au sein de la discipline, en dépit d'applications très différentes les unes des autres. Il existe ainsi une rhétorique judiciaire, une autre politique, une troisième scolaire, etc. Cette logique interne à la discipline concerne en effet à la fois le droit, la littérature, la vente, la publicité, le discours religieux comme politique et bien sûr le parler quotidien. Ainsi pour les Grecs, la rhétorique est « la discipline de la parole en action, de la parole agissante ».
Une définition globale de l'art rhétorique doit donc prendre en considération l'acte de communication et la dimension proprement personnelle de celui-ci :

« La rhétorique est la discipline qui situe [les problèmes philosophiques, comme scientifiques] dans le contexte humain, et plus précisément inter-subjectif, là où les individus communiquent et s'affrontent à propos [des] problèmes qui en sont les enjeux ; là où se jouent leurs liaison et leur déliaison ; là où il faut plaire et manipuler, où l'on se laisse séduire et surtout, où l'on s'efforce d'y croire. »

### Trois notions centrales: le logos, le pathos et l'êthos

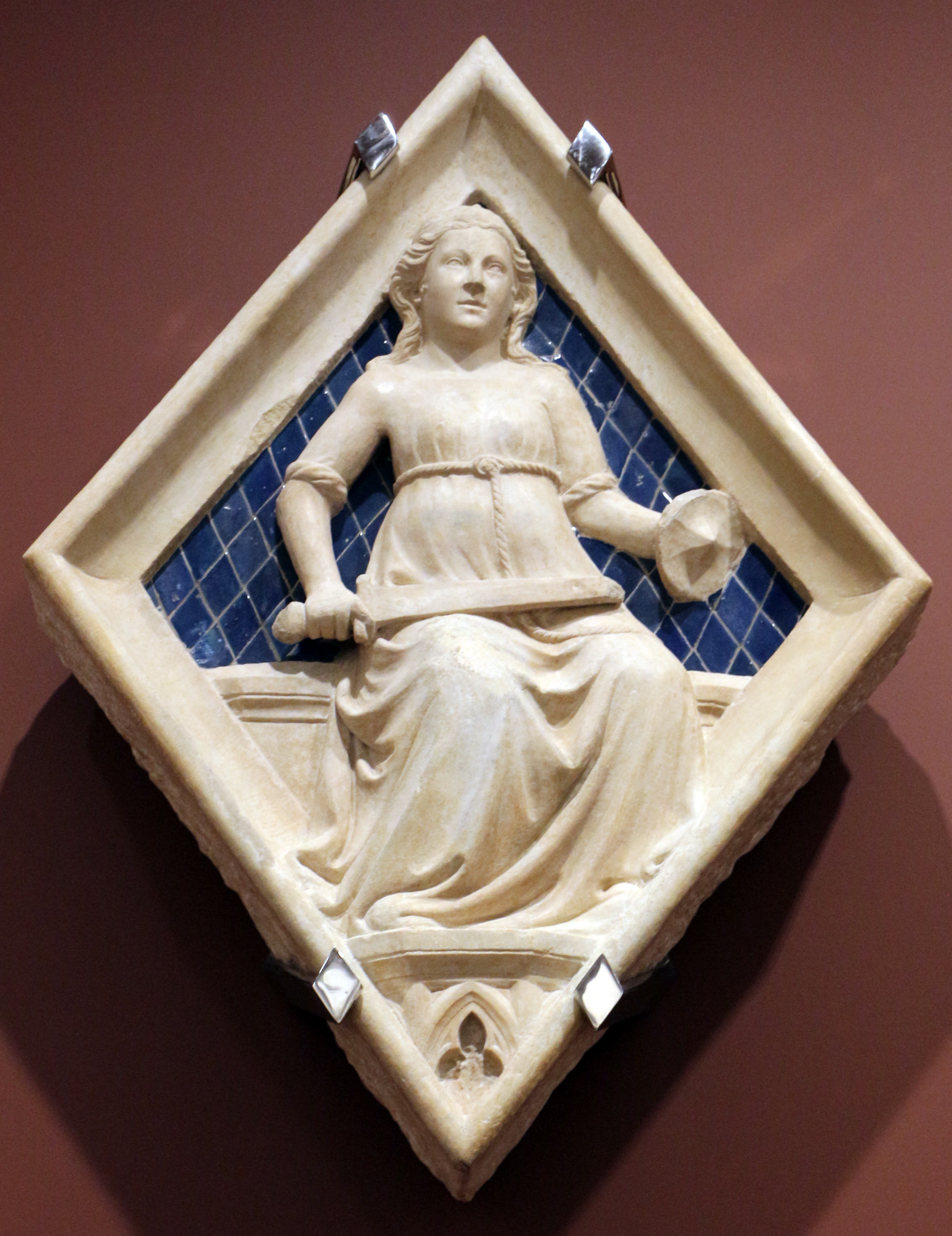
Allégorie de la rhétorique.

La rhétorique utilise, dès ses fondements, trois notions centrales dans la pensée grecque et latine, que résume Cicéron lorsqu'il dit que la rhétorique consiste à « prouver la vérité de ce qu'on affirme, se concilier la bienveillance des auditeurs, éveiller en eux toutes les émotions qui sont utiles à la cause ».
Michel Meyer les nomme les « instances oratoires », dont les relations déterminent les genres rhétoriques ou « institutions oratoires » (juridique, politique, littéraire ou économico-publicitaire principalement).
1. Tout d'abord, la rhétorique est un discours rationnel, ce que traduit le grec λόγος / lógos. L'argument permet ainsi, par la logique, de convaincre l'auditoire. Mais le logos désigne à la fois la « raison » et le « verbe » (la parole). Selon Joëlle Gardes-Tamine en effet, dès les débuts grecs, les deux conceptions ont existé. La conception d'une rhétorique comme discours rationnel fut promue par le philosophe Socrate alors que celle d'un art (praxis) avant tout lié à la parole fut prônée par l'orateur Isocrate[note 3].
2. Cependant, il existe aussi une relation émotionnelle, que véhicule la notion de πάθος / pathos. L'auditoire doit être séduit ou charmé ; la raison n'est ainsi pas le seul but de la rhétorique. Selon Michel Meyer, le pathos comporte trois éléments passionnels : la question choc, le plaisir ou le déplaisir qu'elle occasionne et la modalité sous forme de jugement qu'elle engendre comme l'amour et la haine par exemple.
3. L'ἦθος / êthos, enfin, est la dimension de l'orateur, ses vertus et ses mœurs exemplaires, même si c'est avant tout une image que donne l'orateur de lui-même[note 4]. Cette notion est davantage romaine, mise en avant par Cicéron notamment, alors que le pathos et le logos sont des acquis grecs. Pour Aristote, en effet, le logos est premier, a contrario de Platon pour qui « le pathos, et non la vérité, commande le jeu de langage »[17], la raison étant l'apanage de la philosophie, discipline maîtresse pour Platon.

La linguistique et la sémiotique modernes fonderont leur discours épistémologique sur la reprise de ces trois pôles de la rhétorique classique. Roland Barthes liait ainsi l'êthos à l'émetteur, le pathos au récepteur et le logos au message. Néanmoins, l'histoire de la rhétorique peut aussi se voir comme, à certaines périodes, une focalisation particulière sur l'une ou l'autre de ces notions.

### Évolution de la définition: linguistique et rhétorique
Cette triple conception de l'art rhétorique a ainsi parcouru toute l'histoire de la rhétorique, l'une ou l'autre des notions prenant le pas sur les autres, et, par extension, déterminant tout un art oratoire d'une zone géographique ou d'une période données. Ce phénomène fut largement le moteur de la dispersion de la rhétorique comme discipline, qui culmina en 1890, en France, avec sa disparition au programme des bacheliers.
Les conceptions modernes, qui ont vu le jour au XXe siècle grâce aux travaux des linguistes comme Ferdinand de Saussure, John Searle, le Groupe µ ou Roman Jakobson parmi les plus importants, vont ainsi redécouvrir l'art oratoire. Les notions de logos, de pathos et d'êthos sont réinterprétées à la lumière de la sociolinguistique notamment, discipline qui examine l'usage du langage au sein des groupes humains. Des concepts comme ceux d'argumentation ou de négociation permettent ainsi de dépasser les imperfections des définitions classiques pour aboutir, selon les mots de Michel Meyer, à une conception selon laquelle « la rhétorique est la négociation de la différence entre des individus sur une question donnée », définition qui influence profondément les modèles communicationnels actuels. Michel Meyer nomme ces théories modernes foisonnantes de propositions « les rhétoriques ». Cependant, tout au long du XXe siècle, « la rhétorique a été réduite à ce qu'elle a de plus linguistique, c'est-à-dire la théorie des figures », au mépris du discours en lui-même et de sa dimension relationnelle et sociale. Elle ne fut dès lors comprise et étudiée qu'à travers le prisme de la grammaire ou de la stylistique. Ce n'est que récemment qu'elle fut redécouverte comme discipline autonome ayant sa propre épistémologie.
La redécouverte de la rhétorique, par les intellectuels comme Kenneth Burke mais aussi par les professionnels de la communication (publicité, médias, politique, etc.), permit de redécouvrir les textes classiques et toute la richesse et les techniques de cet art oratoire. Pour Jean-Jacques Robrieux, la « société du savoir » et de la communication y est pour beaucoup, le locuteur du XXe siècle a en effet « un besoin d'expression [et] de décoder des messages de plus en plus complexes ».
Les termes « rhétorique » ou « sophistique » (qui lui est souvent, par méconnaissance, associé) sont souvent utilisés de nos jours avec un sens péjoratif, quand le locuteur souhaite opposer les paroles creuses à l'action, ou séparer l'information de la désinformation, de la propagande, ou encore pour qualifier des formes douteuses de discours pseudo-argumentatif. Il est ainsi courant d'entendre que tel politicien « fait de la rhétorique ». Michel Meyer résume ainsi la représentation de la discipline dans l'esprit commun : « Le sophiste est l'antithèse du philosophe comme la rhétorique est le contraire de la pensée juste ». Jean-Jacques Robrieux explique, lui, que l'usage du terme est souvent en usage pour « dévaloriser des modes d'expressions affectés, ampoulés ou artificiels ». La rhétorique est ainsi vue traditionnellement comme l'apanage de la démagogie, du discours politique, de la publicité ou du marketing.

### Rhétorique et argumentation
La confusion entre la rhétorique comme art de l'éloquence, mise en œuvre de techniques de séduction au moyen du langage, et l'argumentation comme déroulement d'un raisonnement existe depuis les débuts de la discipline. Souvent confondue avec la dialectique, l'argumentation met « en œuvre un raisonnement dans une situation de communication » selon Philippe Breton. La dialectique (étymologiquement, l'« art de la discussion »), ancien terme pour désigner le champ argumentatif, était en effet subordonnée à la rhétorique. Le philosophe grec de l'Antiquité Zénon d'Élée comparait ainsi la dialectique, technique du dialogue, à un « poing fermé » alors que la rhétorique lui paraissait semblable à une « main ouverte ». L'orateur romain Cicéron explique ainsi que « l'argumentation devra s'élever en proportion de la grandeur du sujet ». Pourtant, les différences tant théoriques que d'usages sont nombreuses.
Pour Michel Meyer, la différence principale tient au fait que « la rhétorique aborde la question par le biais de la réponse, présentant [la question] comme disparue, donc résolue, tandis que l'argumentation part de la question même, qu'elle explicite pour arriver à ce qui résout la différence, le différend, entre les individus ». La publicité est à ce sujet éclairante : il s'agit, par la rhétorique, de plaire sans forcément démontrer le bien-fondé d'un produit, alors que le milieu juridique, au tribunal, lui, use d'argumentation pour « manifester la vérité ». Une autre différence notable tient aux buts des deux disciplines. Si l'argumentation recherche la vérité (dans la démonstration mathématique par exemple), la rhétorique cherche avant tout le vraisemblable. Aristote explique en effet le premier que « le propre de la rhétorique, c'est de reconnaître ce qui est probable et ce qui n'a que l'apparence de la probabilité ». De là vient l'image quelque peu péjorative, synonyme de « discours fallacieux », que véhicule l'art rhétorique depuis ses débuts, notamment au sein de la sphère politique. Or, l'art oratoire ne s'occupe que de l'opinion (doxa) selon Joëlle Gardes-Tamine.

## Histoire de la rhétorique

### Préambule à l'histoire de la rhétorique

#### Une double histoire de la rhétorique
La rhétorique, qualifiée par Roland Barthes de « métalangage » (discours sur le discours), a comporté plusieurs pratiques présentes successivement ou simultanément selon les époques. La rhétorique n’a jamais été abandonnée tout au long de l’histoire car les besoins de convaincre et persuader ont toujours existé au sein de groupes sociaux. Mais, selon les époques, elle a eu des statuts bien différents. En schématisant fortement son évolution, on peut dire qu’elle a constamment oscillé entre une conception sociale et pratique et une conception formaliste. La rhétorique comme système autonome a périclité au XIXe siècle, avant de renaître, de manière spectaculaire, au XXe siècle. L'histoire de la rhétorique peut se lire suivant deux voies :
1. une histoire de sa conception sociale, qui est celle qui mise principalement sur le discours en public et la controverse (philosophique et politique surtout). Cette conception de la rhétorique a surtout été défendue durant l'Antiquité par les stoïciens grecs, comme Démosthène, puis les romains Cicéron et Quintilien en particulier ;
2. une histoire à l'approche formaliste se focalise, elle, sur les techniques discursives, et notamment sur celles qu'étudiait l'élocution [sens ?], à travers des auteurs comme Ramus, Dumarsais, Pierre Fontanier, ou, au XXe siècle Gérard Genette et le Groupe µ.

Dès la basse Antiquité, en effet, à la suite de la disparition de la cité antique, la fonction politique de la rhétorique s'est perdue : l’éloquence perd son statut d'instrument politique pour devenir simple fin recherchée en elle-même. De pratique, la rhétorique devient un art pour l'art. La rhétorique se réduit alors à l'étude des ornements relevant de lelocutio et en premier lieu les figures de style. C'est pourquoi l'approche sociale de la rhétorique tend à maintenir intacte l'opposition entre rhétorique et poétique, alors que la seconde approche, l'approche formaliste, à l'abolir, voyant dans les deux disciplines une étude des structures des textes et discours. Pour Gérard Genette la rhétorique n'a eu de cesse d'être dépouillée de ses éléments constitutifs ; il parle en effet d'une « rhétorique restreinte » concernant la discipline actuelle, une rhétorique se focalisant d'abord sur l'élocution puis aux tropes.
On peut constater parallèlement que peu à peu chacune des parties du grand édifice conceptuel qu’elle constituait a pris son indépendance, tant dans le domaine des disciplines théoriques que dans celui des disciplines pratiques. Les moyens expressifs comme les figures de style sont ainsi l'objet d'une discipline autonome, la stylistique. D'un autre côté, l'étude des mécanismes de démonstration a débouché sur la logique formelle. L'art mnémotechnique est devenu autonome et s'est séparé de la rhétorique également. La linguistique ou la pragmatique se sont littéralement emparées du système rhétorique enfin.

#### Une discipline d'origine essentiellement européenne
La rhétorique est un héritage gréco-romain qui ne peut être transposé que difficilement dans les autres cultures et civilisations. Cependant, des études ethnologiques et historiques ont montré que des arts oratoires, sans pour autant présenter une complexité de classification similaire à celle des Grecs et des Romains, se sont développés dans les différentes aires de civilisation. François Jullien a ainsi montré dans Le détour et l'accès. Stratégies du sens en Chine, en Grèce qu'il existait dans l'Empire du Milieu un art oratoire fondé également sur la persuasion. Les travaux des anthropologues Ellen E. Facey et de David B. Coplan, concernant les cultures orales d'Afrique et d'Australasie, vont également dans ce sens. La rhétorique concerne également les civilisations proches du monde gréco-romain, comme l'Égypte. David Hutto a en effet montré que la civilisation égyptienne a développé son propre art de persuasion alors qu'Yehoshua Gitay a analysé les modes d'argumentation propres au judaïsme. Dans le monde indien, le « Kavyalankara » ou la science des ornements poétiques qui traverse les poèmes sanskrits connus sous le nom de « kavya » peut s'apparenter à une elocutio, sans toutefois que le système rhétorique soit aussi complexe que celui des Grecs puis des Romains.
Cependant, la rhétorique au sens propre est une discipline de tradition européenne, que le droit et la politique ont notamment exportée de par le monde.

### Rhétorique dans l'Antiquité grecque

#### Polymnie, la muse de la rhétorique
Sur les rapports entre musique et rhétorique, voir : 

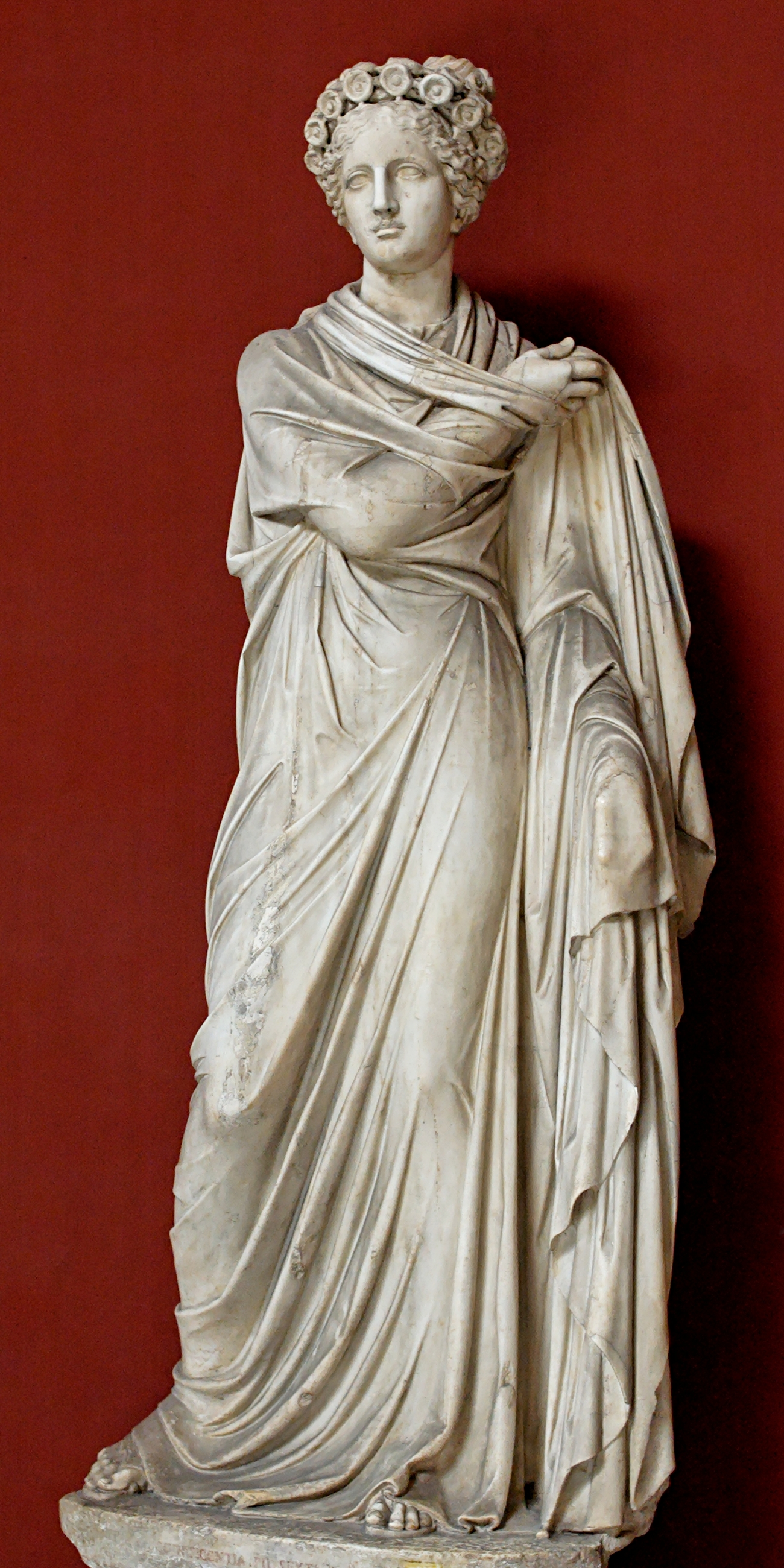
Représentation de la muse Polymnie.

Polymnie, Πολυμνία, ou Polymnía, « celle qui dit de nombreux hymnes » étymologiquement, est la muse des chants nuptiaux, du deuil, et de la pantomime. Elle personnifie la rhétorique mais aussi la musique. Le rapport à la musique n'est cependant pas totalement incongru. Nombre d'auteurs voient dans l'architecture musicale une transposition savante des principes rhétoriques. Ainsi le professeur de musique canadien Michael Purves-Smith étudie les prologues composés, au XVIIe siècle, par Philippe Quinault et Jean-Baptiste Lully dans leurs tragédies lyriques comme autant d’ouvertures ou d’exordes rhétoriques. Purves-Smith note également les métaphores constantes des musiciens qui comparent ces prologues d'opéra à des vestibules ou à l’entrée d’un édifice. Polymnie est aussi connue sous le nom d'« Eloquentia » mais elle est peu représentée en littérature ou en iconographie. Elle apparaît cependant comme personnage du conte de Charles Perrault, Fées ainsi que dans certains tableaux d'inspiration antique. Elle est couronnée de fleurs, quelquefois de perles et de pierreries, avec des guirlandes autour d'elle, et est toujours habillée de blanc. Sa main droite est en action comme pour haranguer, et elle tient de la main gauche tantôt un sceptre, tantôt un rouleau sur lequel est écrit le mot latin « suadere », signifiant « persuader » ainsi que les noms des deux grands orateurs, Démosthène et Cicéron.
De façon générale, la rhétorique est toujours personnifiée par des femmes.

#### Un art politique

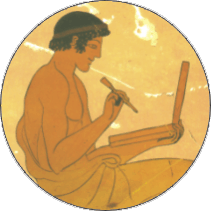
La rhétorique est le premier des « sept arts » à maîtriser dans le cursus scolaire du monde gréco-romain avec la grammaire, la dialectique, la géométrie, l'arithmétique, l'astronomie et la musique.

Dans l'Antiquité la rhétorique s'intéressait à la persuasion dans des contextes publics et politiques, comme les assemblées et les tribunaux. À ce titre, elle s'est développée dans les sociétés ouvertes et démocratiques avec des droits de libre expression, de libre réunion, et des droits politiques pour une partie de la population, c'est-à-dire dans les sociétés tenant de la démocratie athénienne. Les théoriciens de la rhétorique (Anaximène, Aristote, Démétrios, Cicéron, Quintilien, Hermagoras de Temnos, Hermogène, d'autres encore), grecs et latins, ont formalisé la discipline, tant sur le plan pratique que sur le plan théorique et principalement au sein de la sphère politique ou judiciaire.
Dès les origines, la rhétorique a un versant pratique et un versant théorique et philosophique. D’un côté, elle s'est constituée en ensemble de « recettes » se mettant à la disposition de l'orateur ou de l'écrivain, au sein des débats judiciaires ou politiques, ludiques également. Mais, très tôt, elle a mobilisé des questions théoriques de première importance. En effet, elle situe son action dans le monde du « possible » et du « vraisemblable » : « Elle se prononce sur l'opinion, non sur l'être ; elle a sa source dans une théorie de la connaissance qui se fonde sur le vraisemblable (eikos), le plausible et le probable, non sur le vrai (alethes) et la certitude logique. » explique Philippe Roussin. En s'occupant du vaste domaine des sentiments, des opinions, la rhétorique pose des questions comme la crédibilité, le lieu commun ou l'évidence, que la sociologie ou les sciences du discours assumeront par la suite.
La rhétorique en tant que discipline autonome naît vers 465 av. J.-C. en Grèce antique lorsque deux tyrans siciliens, Gelon et Hiéron, exproprient et déportent les populations de l'île de Syracuse, pour le peuple de mercenaires à leur solde. Les natifs de Syracuse se soulevèrent démocratiquement et voulurent revenir à l'état antérieur des choses, ce qui aboutit à d'innombrables procès de propriété. Ces procès mobilisèrent de grands jurys devant lesquels il fallait être éloquent. Cette éloquence devint rapidement l'objet d'un enseignement dispensé par Empédocle d'Agrigente, Corax et Tisias (à qui est attribué le premier manuel), enseignement qui se transmit ensuite en Attique par les commerçants qui plaidaient conjointement à Syracuse et à Athènes.

#### Les sophistes
La rhétorique fut ensuite rendue populaire au Ve siècle av. J.-C. par les sophistes, rhéteurs itinérants qui donnaient des cours de rhétorique. L'objet central de leur préoccupation était l'éthos et le pathos, ils laissaient de côté le logos car pour eux la fonction du langage est de persuader et non pas d'expliquer. La réputation de manipulateurs, qui date des actes des sophistes, a été propagée par Platon, à tel point que l'historien Jacob Burckhardt a qualifié de « monstrueuse aberration » la rhétorique de l'Antiquité.
Ils définissent les parties du discours, analysent la poésie, distinguent les synonymes, inventent des stratégies d'argumentation. Leur but est en effet avant tout pratique : permettre de comprendre les types de discours et les modes d'expression les plus à même de convaincre leur auditoire et d'accéder aux plus hautes places dans la cité. « Les Sophistes s'adressent à quiconque veut acquérir la supériorité requise pour triompher dans l'arène politique » explique Henri-Irénée Marrou, dans Histoire de l'éducation dans l'Antiquité. Les sophistes sont en effet des enseignants réputés qui ont été les premiers à répandre l'art rhétorique.
Les sophistes les plus célèbres furent Protagoras, Gorgias (qui, auprès de Socrate disait pouvoir soutenir n'importe quelle thèse), Prodicos de Céos (l'un des premiers à étudier le langage et la grammaire) et Hippias d'Élis qui prétendait tout savoir. Protagoras est considéré comme le père de l'éristique, l'art de la controverse. Son enseignement repose sur l'idée que sur n'importe quelle question, l'orateur peut soutenir deux thèses contraires, le vrai et le faux étant inutiles pour convaincre. Gorgias était surtout connu pour le travail du style de ses textes épidictiques. Il développe une véritable prose d'art pour remplacer la métrique et la musicalité du vers. Il inaugure quant à lui le genre épidictique. L'enseignement des sophistes enfin est fondé sur quatre méthodes : les lectures publiques de discours, les séances d'improvisation sur n'importe quel thème, la critique des poètes (comme Homère ou Hésiode) et l'éristique (ou art de la discussion).

#### Platon: la dialectique

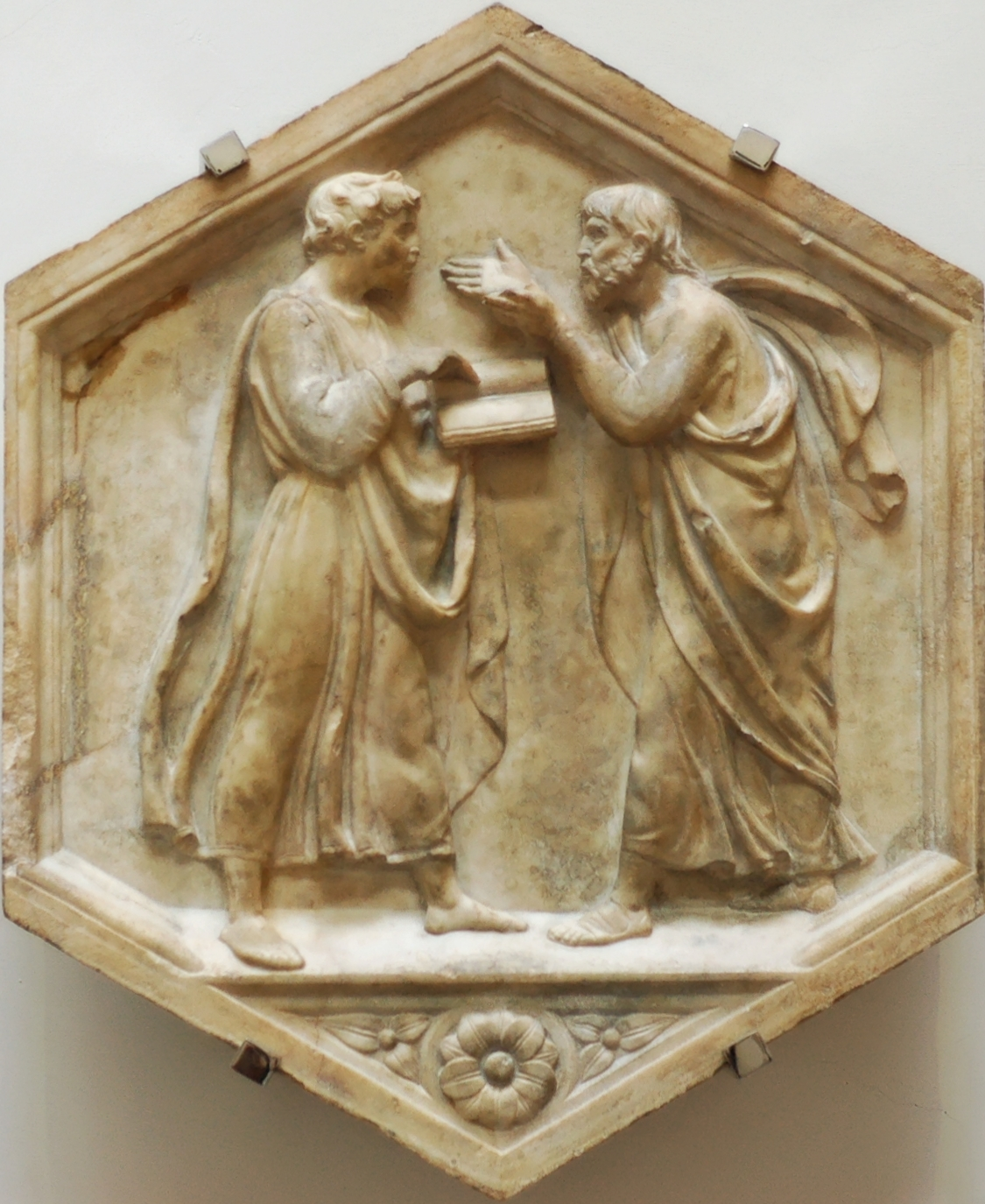
Platon et Aristote discourant.

C'est contre les sophistes que Platon (428 av. J.-C. - env. 347 av. J.-C.) s'élève en premier lieu. Posant que la vérité doit être l'objet et le but de la rhétorique, il en vient à rapprocher art oratoire et philosophie, à travers la méthode de la dialectique : la raison et la discussion mènent peu à peu à la découverte d'importantes vérités. Platon pensait en effet que les sophistes ne s'intéressaient pas à la vérité, mais seulement à la manière de faire adhérer autrui à leurs idées. Ainsi, il rejetait l'écrit et recherchait la relation verbale directe et personnelle, l'« ad hominatio ». Le mode fondamental du discours est le dialogue entre le maître et l'élève.
Platon oppose ainsi deux rhétoriques :
1. la « rhétorique sophistique », mauvaise, qui est constituée par la « logographie », qui consiste à écrire n'importe quel discours et a pour objet la vraisemblance et qui se fonde sur l'illusion ;
2. la « rhétorique de droit » ou « rhétorique philosophique », qui constitue pour lui la vraie rhétorique qu'il appelle « psychagogie »[note 11],[46].

Les deux dialogues de Platon concernant précisément la rhétorique sont le Gorgias et le Phèdre. Dans ce dernier dialogue, Socrate explique que la rhétorique use de deux procédés antagonistes : la « division » et le rassemblement.
Toute l'histoire de la rationalité en philosophie est traversée par le débat mis en forme par Platon entre la rhétorique, qui argumente sur des opinions probables et transitoires afin de convaincre, et la philosophie, qui argumente sur des vérités certaines. Toute l'histoire de la philosophie politique également en est le reflet : depuis Platon il y a une politique du vrai, de l'absolu, du dogme, et des politiques du possible, du relatif, du négociable (ce qui était précisément comment les sophistes définissaient la pratique rhétorique, fer de lance, pour eux, de la démocratie délibérative).

#### Aristote et la logique des valeurs

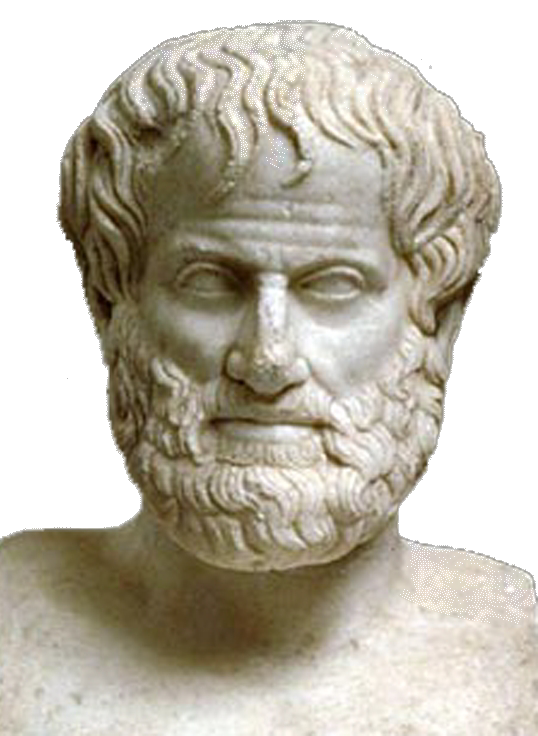
Aristote, le fondateur du système rhétorique.

Aristote (384 av. J.-C. - 322 av. J.-C.) est l'élève de Platon. Il compose trois ouvrages de rhétorique majeurs : la Poétique, la Rhétorique et les Topiques. En matière de rhétorique, il est l'auteur le plus central, tant par son esprit d'analyse que par son influence sur les penseurs successifs. Pour Aristote, la rhétorique est avant tout un art utile, plus précisément, elle est un « moyen d'argumenter, à l'aide de notions communes et d'éléments de preuve rationnels, afin de faire admettre des idées à un auditoire ». Elle a pour fonction de communiquer les idées, en dépit des différences de langage des disciplines. Aristote fonde ainsi la rhétorique comme science oratoire autonome de la philosophie.
Par ailleurs, Aristote va développer le système rhétorique, rassemblant l'ensemble des techniques oratoires. En distinguant trois types d'auditeurs, il distingue ainsi, dans la Rhétorique, trois « genres rhétoriques », chacun trouvant à s'adapter à l'auditeur visé et visant un certain type d'effet social :
- le délibératif qui s'adresse au politique et son objectif est de pousser à la décision et à l'action et qui a pour fin le « bien » ;
- le judiciaire qui s'adresse au juge et vise l'accusation ou la défense et qui a pour fin le « juste » ;
- le démonstratif ou « épidictique » qui fait l'éloge ou le blâme d'une personne et qui a pour fin le « beau » (en termes actuels : la « valeur »).

À chaque discours s'accordent une série de techniques et un temps particulier : le passé pour le discours judiciaire (puisque c'est sur des faits accomplis que portent l'accusation ou la défense), le futur pour le délibératif (l'orateur envisage les enjeux et conséquences futures de la décision objet du débat), enfin le présent essentiellement mais aussi passé et futur pour le démonstratif (il est question des actes passés, présents et des souhaits futurs d'une personne). Le mode de raisonnement varie aussi. Le judiciaire a le syllogisme rhétorique (ou enthymème) comme instrument principal, le délibératif privilégie l'exemple et l'épidictique met en avant l'amplification.
Chaque ouvrage d'Aristote permettra ainsi de rendre une méthodologie rationnelle de l'art oratoire. L'héritage platonicien, en dépit de divergences fondamentales entre les deux philosophes, est ainsi conservé à travers la dialectique. Aristote en définit les règles dans les « livres V » des Topiques et VI des Réfutations sophistiques, de lOrganon. Celles-ci se fondent sur la logique, également codifiée par Aristote. Les Topiques définissent le cadre des possibilités argumentatives entre les parties, c'est-à-dire les lieux rhétoriques. Pour Jean-Jacques Robrieux, « Ainsi est tracée, avec Aristote, la voie d'une rhétorique fondée sur la logique des valeurs ». Par ailleurs, Aristote a surtout permis la « tripartition « êthos, pathos, logos » » selon l'expression de Michel Meyer.

### Rhétorique dans l'Antiquité romaine

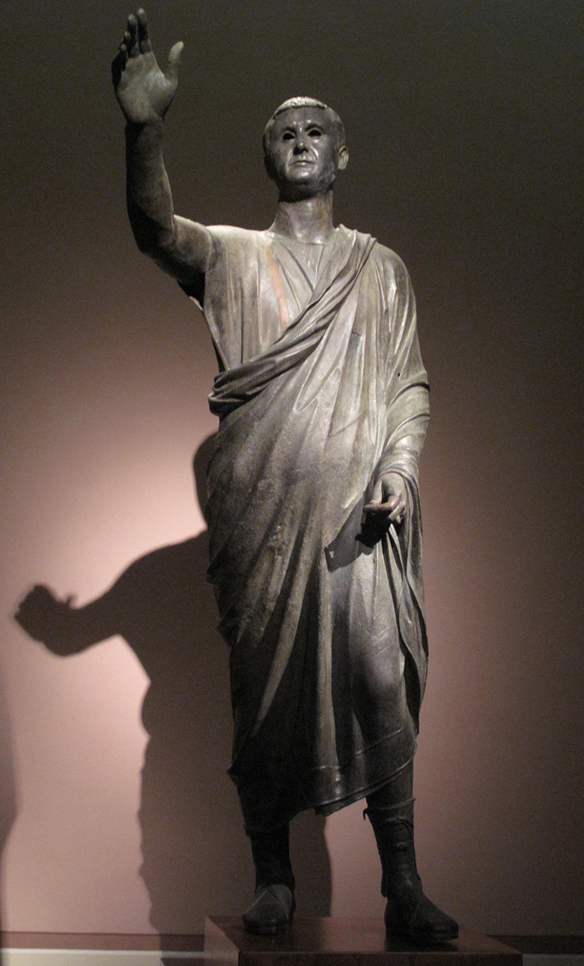
L'orateur, statue en bronze grandeur nature. Musée archéologique national, Florence

Les Romains chez lesquels l'art oratoire était devenu une partie importante de la vie publique, tenaient les rhéteurs grecs en si grande estime qu'ils engagèrent certains d'entre eux dans leurs écoles. La rhétorique faisait partie intégrante des « humanités » (« humanitas » en latin) qui promouvaient la réflexion sur l'homme et l'expression écrite et orale. La rhétorique romaine repose donc largement sur des bases grecques bien qu'elle ait préféré une approche pratique à des réflexions théoriques et spéculatives. En réalité, les Romains n'ont rien apporté de nouveau à la pensée grecque. L'orateur Cicéron et le pédagogue Quintilien furent les deux autorités romaines les plus importantes dans l'histoire de la rhétorique. Leurs travaux s'inscrivent toutefois dans la lignée d'Isocrate, de Platon et d'Aristote. Ces trois auteurs, et un quatrième demeuré anonyme, ont marqué la rhétorique romaine.

#### La Rhétorique à Herennius
Bien que peu connu à l'époque romaine, l'ouvrage La Rhétorique à Herennius (parfois attribué à Cicéron ; son auteur était peut-être un rhéteur latin de l'île de Rhodes, voire un jeune sénateur proche des Populares), qui date des années -86 ou -82, est le premier texte de la rhétorique latine présentant en détail et de manière formelle le système rhétorique. Il est même le premier manuel complet en ce domaine que nous connaissions. Les parties rhétoriques sont examinées, une à une. Les trois styles (« simple », « moyen » et « sublime ») sont également présentés. Il s'agit d'une synthèse des apports d'Aristote, dans un esprit davantage pratique, témoin de l'importance de l'éloquence à Rome, depuis le IIe siècle av. J.-C. La Rhétorique à Herennius fournit un aperçu des débuts de la rhétorique latine et au Moyen Âge et à la Renaissance. En effet, l'ouvrage fut largement publié et utilisé comme un manuel de base de la rhétorique dans les écoles de grammaire.

#### Cicéron

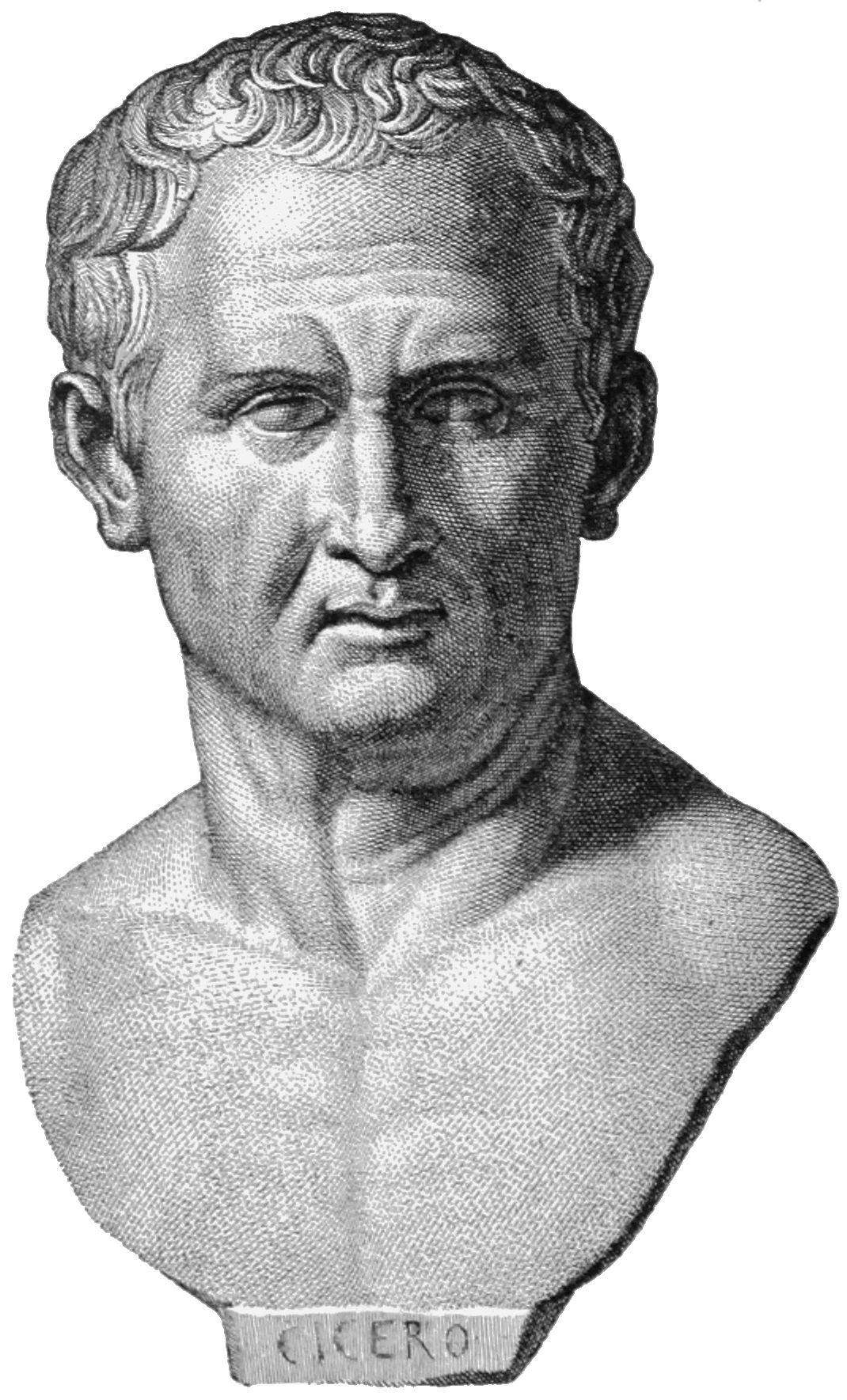
Portrait de Cicéron, un des plus grands rhétoriciens de l'Antiquité.

L'orateur et homme politique romain Cicéron (106-43 av. J.-C.), est, aux côtés de Quintilien, l'expert en rhétorique romain le plus célèbre et le plus influent.
Son œuvre inclut le De inventione oratoria, le De Oratore (un traité complet des principes de la rhétorique sous forme dialoguée), les Topiques (un traité rhétorique des lieux communs dont l'influence fut très grande à la Renaissance), le Brutus (une histoire des orateurs grecs et romains les plus célèbres) et l'Orator ad Brutum enfin qui concerne les qualités que doit avoir l'orateur idéal. Cicéron a laissé un grand nombre de discours et de plaidoiries qui posent les bases de l’éloquence latine pour les générations à venir. Il mit surtout en avant la notion d'êthos ainsi que les valeurs civiques et citoyennes inévitablement à la base de tout discours. Ce fut la redécouverte des discours de Cicéron (comme la Défense d'Archias) et de ses lettres (Lettres à Atticus), mais aussi des œuvres d'Aristote que Cicéron commente, par des érudits et écrivains italiens tels Pétrarque, qui fut à l’origine du mouvement culturel de la Renaissance.
Le style et les principes mis en lumière par Cicéron ont constitué les fondements, avec Aristote et Quintilien surtout, de l'art rhétorique en Europe. Il s'agit selon Roland Barthes d'une véritable tradition qu'il nomme « cicéronienne » et qui influença notamment la démocratie américaine et le droit germano-romain.

#### Quintilien

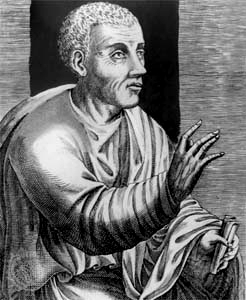
Quintilien.

La renommée de Quintilien (entre 30 et 35 - v. 100 ap. J.-C.) est très grande depuis l'Antiquité. Il est ainsi connu comme ayant placé la rhétorique comme science fondamentale : 

« L'éloquence comme la raison est la vertu de l'homme. »

Sa carrière commença comme plaideur dans un tribunal. Sa réputation grandissait tant que Vespasien créa une chaire de rhétorique pour lui à Rome. Son Institutio oratoria (Les Institutions oratoires), un long traité où il discute de l’entraînement pour être un rhéteur accompli et recense les doctrines et opinions de nombreux grands rhéteurs qui l’ont précédé, a marqué l'histoire de la discipline. Quintilien y montre en effet l’organisation nécessaire des études de rhétorique qu’un futur orateur doit suivre. La première phase de cet enseignement commence ainsi par l'apprentissage du langage qui doit être assuré par des nourrices s'exprimant dans un langage impeccable. La deuxième phase (à partir de 7 ans) repose sur l'apprentissage en classe du « grammaticus » de la lecture, de la découverte de la poésie. L'élève doit aussi réaliser des rédactions, comme raconter des fables. La troisième phase débute vers 14 ans. Il s'agit de découvrir la rhétorique en rédigeant des narrations (panégyriques élémentaires, parallèles et imitations) et des declamationes (ou discours sur des cas hypothétiques). La rédaction de discours dans un cadre pédagogique ou pour s’entraîner se répandit et se popularisa sous le nom de « déclamation ».
Les différentes phases de l’entraînement rhétorique en lui-même étaient au nombre de cinq et furent suivies pendant des siècles, en devenant les parties du système rhétorique :
1. Inventio (invention) ;
2. Dispositio (disposition, ou structure) ;
3. Elocutio (style et figure de style) ;
4. Memoria (apprentissage par cœur du discours et art mnémotechnique) ;
5. Actio (récitation du discours).

Quintilien tente de décrire non seulement l’art rhétorique mais aussi la formation de l’orateur parfait comme un citoyen politiquement actif et soucieux de la chose publique. Sa mise en avant de l’application de l’entraînement rhétorique dans la vie réelle témoigne d’une nostalgie pour l’époque où la rhétorique était un instrument politique important et en partie une réaction contre la tendance croissante dans les écoles romaines de rhétorique à séparer les exercices scolaires et la pratique juridique réelle.

### Rhétorique au Moyen Âge en Europe et dans le monde

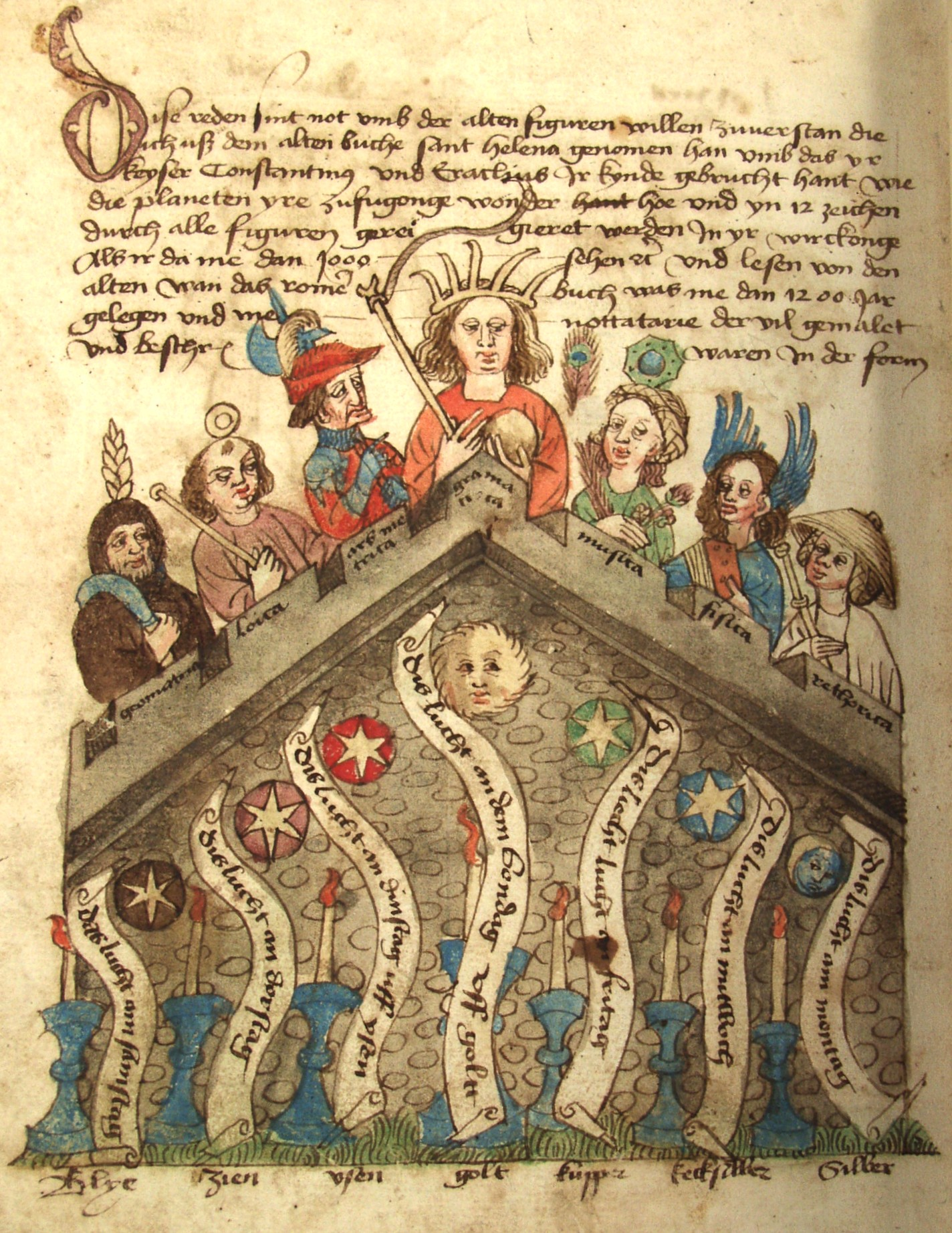
Les sept arts libéraux. Maison de Tübingen, bibliothèque de l'université de Tübingen. De gauche à droite : Géométrie, Logique, Arithmétique, Grammaire, Musique, Physique, et la Rhétorique.

Au Moyen Âge européen, la rhétorique est une discipline faisant partie des arts libéraux. Essentiellement orale, elle est dispensée par des professeurs s'opposant aux écoles ecclésiastiques (Abélard par exemple, a marqué cette période). Elle est inscrite, avec la grammaire et la dialectique au programme d'enseignement de base du « trivium » dans les écoles cathédrales et monastiques tout au long de la période : 

« En enseignant l'art de comprendre et de se faire comprendre, d'argumenter, de construire, d'écrire et de parler, la rhétorique permettait d'évoluer avec aisance dans la société et de dominer par la parole. C'est à son école que se formaient les hauts fonctionnaires, les magistrats, les officiers, les diplomates, les dignitaires de l'église, en un mot, les cadres. La rhétorique assurait une formation libérale, c'est-à-dire une formation professionnelle à long terme. »

— Michel Meyer, La Rhétorique
Elle est ainsi surtout utilisée par les clercs pour l'élaboration des sermons et des prêches et nécessite une bonne connaissance du latin et des auteurs antiques, qu'il s'agit d'imiter. La rhétorique est néanmoins peu utilisée jusqu'à la Renaissance, où la poétique la fera ressusciter. Les érudits lui préfèrent en effet la grammaire, où s'illustrent Aelius Donatus au IVe siècle et Priscien, ou la logique qui « absorbe l'essentiel des sciences du langage » de l'époque.
Dans le monde arabo-musulman, le philosophe Farabi a écrit des traités de rhétorique de tradition aristotélicienne. La rhétorique ou ‘ilm al-balagha (« science de l'éloquence », de tradition essentiellement arabe mais aussi perse) se fonde essentiellement sur l'œuvre d'Al-Jahiz et le commentaire coranique d'Al-Farra'. La Balagha est elle plus particulièrement la rhétorique restreinte aux figures. Elle se fonde sur la pureté du langage (fasaha ou « éloquence »), dans le choix des mots, dans la correction morphologique et enfin dans la clarté de la syntaxe.

### Rhétorique à la Renaissance et jusqu'auXVIIesiècle

#### Réhabilitation de l'art oratoire antique

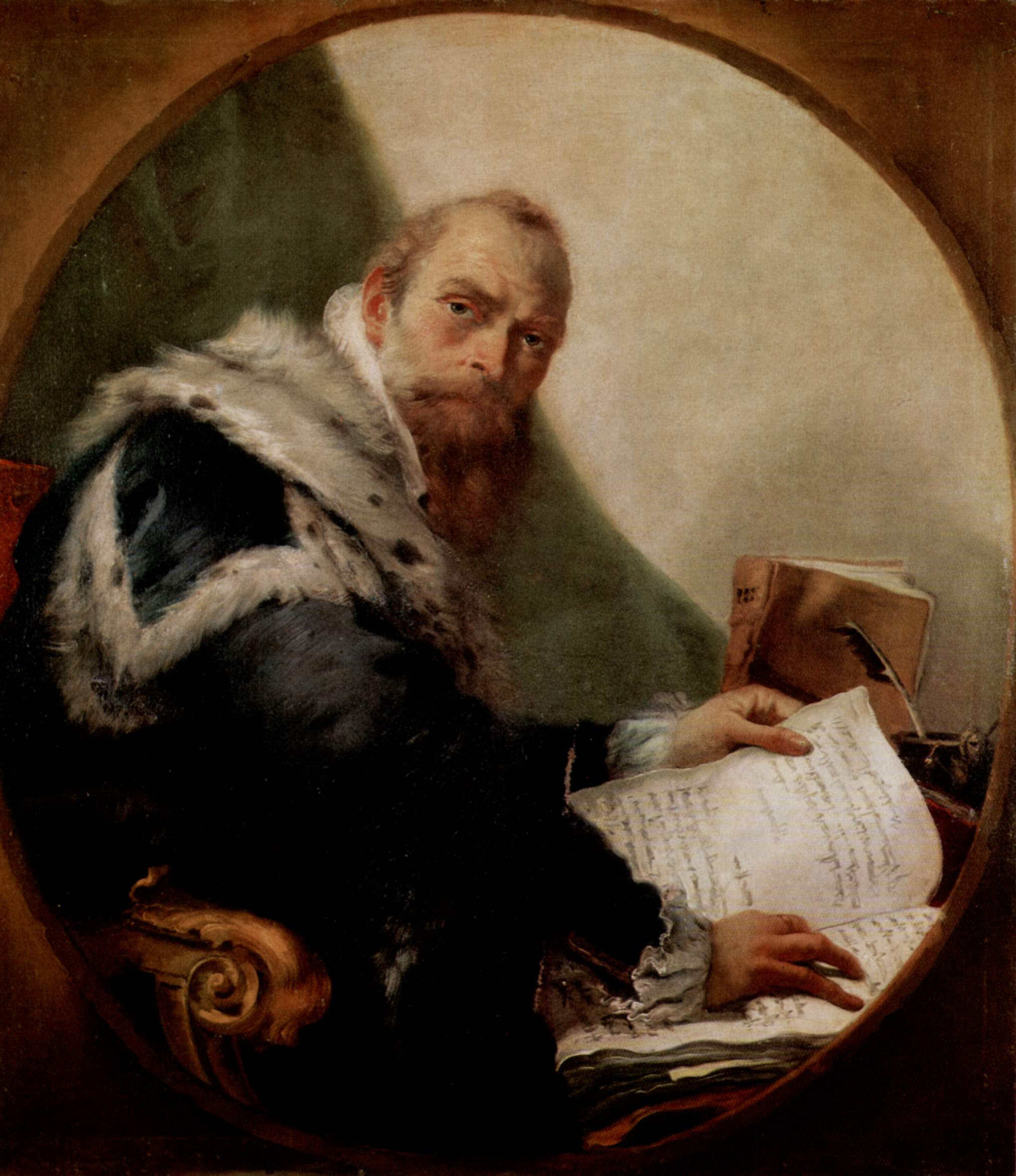
Antonio Riccobono (1541–1599)
Professeur de rhétorique à l’Université de Padoue
Giambattista Tiepolo, vers 1743
Pinacoteca dell’Accademia dei Concordi, Rovigo

À la Renaissance, c'est la dialectique, l'un des sept « arts majeurs », qui prend le pas sur la rhétorique. L'argumentation naît ainsi comme discipline autonome. « Antistrophe » de la rhétorique selon Aristote, l'argumentation va influencer la naissance également de la grammaire. Néanmoins, dès le XIVe siècle, la rhétorique va prendre une place considérable dans le savoir religieux, « jou[ant] un rôle dans tous les domaines liés de près ou de loin au sacré ». Les parties de l'« elocutio » et de l'« inventio » se détachent de la rhétorique ; la première se verra affiliée à la théologie alors que la seconde donnera naissance à la poétique.
Une des figures centrales dans la renaissance de la rhétorique classique fut Érasme (1466 ap. J.-C. - 1536 ap. J.-C.). Son ouvrage, De Duplici Copia Verborum et Rerum (1512), connut plus de 150 tirages à travers toute l’Europe et devint l'un des manuels de base sur le sujet. Son traitement de la rhétorique est moins étendu que celui des ouvrages classiques de l’Antiquité mais il fournit une analyse classique de la « res verba » (« de la matière et de la forme du texte »). Son premier livre traite de l’« elocutio » montrant aux étudiants comment utiliser les tropes et lieux communs. Le deuxième recouvre l’« inventio ». Il insiste largement sur la notion de « variation » si bien que les deux livres donnent des recettes pour éviter les répétitions, la paraphrase, et sur la manière d’introduire la plus grande variété dans le texte. L'Éloge de la Folie eut également une influence considérable sur l’enseignement de la rhétorique à la fin du XVIe siècle par l'utilisation qui en est faite de l'allégorie et de l'ironie.

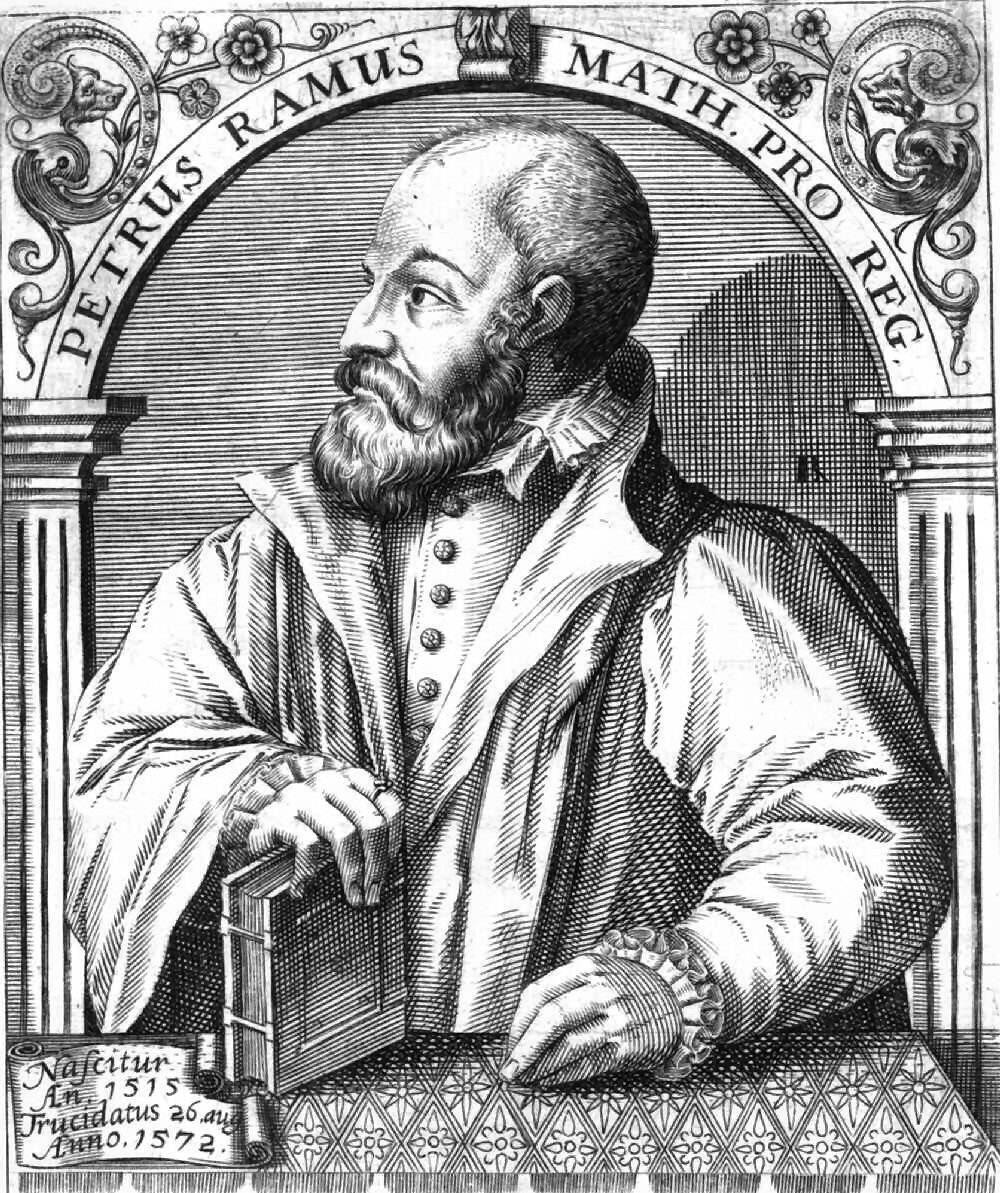
Pierre de La Ramée.

Pierre de La Ramée (dit « Ramus ») et ses disciples, Omer Talon et Antoine Fouquelin, fondent dès 1545 le groupe des grammairiens du Collège de Presles qui, jusqu'en 1562, publie des ouvrages d'étude rhétorique intitulés les Ciceronianus où ils proposent, entre autres, une typologie des tropes et des procédés d'éloquence. Ramus marque, selon Jean-Jacques Robrieux, la fin de la rhétorique comme discipline maîtresse, notamment sur la philosophie et les sciences. Gérard Genette affirma de son côté qu'à partir du XVIe siècle et depuis Ramus, la rhétorique s'est réduite à l'élocution et au seul inventaire des figures. L'influence de Ramus sera décisive sur l'histoire de la rhétorique.
C'est cependant surtout en Angleterre que les premiers signes d'apparition de la poétique se font jour, avec George Puttenham (1530 ap. J.-C. - 1600 ap. J.-C.) surtout. Puttenham classe les tropes selon une échelle des effets qu'ils réalisent sur l'auditeur ou le lecteur. Il dégage par ailleurs un certain nombre d'effets, qui vont de la mémorisation au plaisir que procure la figure de rhétorique. Cette conception déjà « stylistique » de la rhétorique comme pathos, trouve sa concrétisation à travers le courant éphémère de l'euphuisme.

#### Développement de l'héritage antique
Ce sont les écoles jésuites qui sont les principaux vecteurs de l'enseignement rhétorique, et ce durant toute la période classique en Europe comme en France. Les jésuites écrivent de nombreux ouvrages, en latin, reprenant le schéma d'Aristote, mais le perfectionnant. René Bary publie ainsi en 1653 La Rhétorique française et Bernard Lamy compose La Rhétorique ou l'art de parler en 1675. La pédagogie des jésuites en la matière est de qualité, notamment à travers l'exercice de composition littéraire nommé « chries », qui inspirera les classes de rhétorique jusqu'au XIXe siècle.

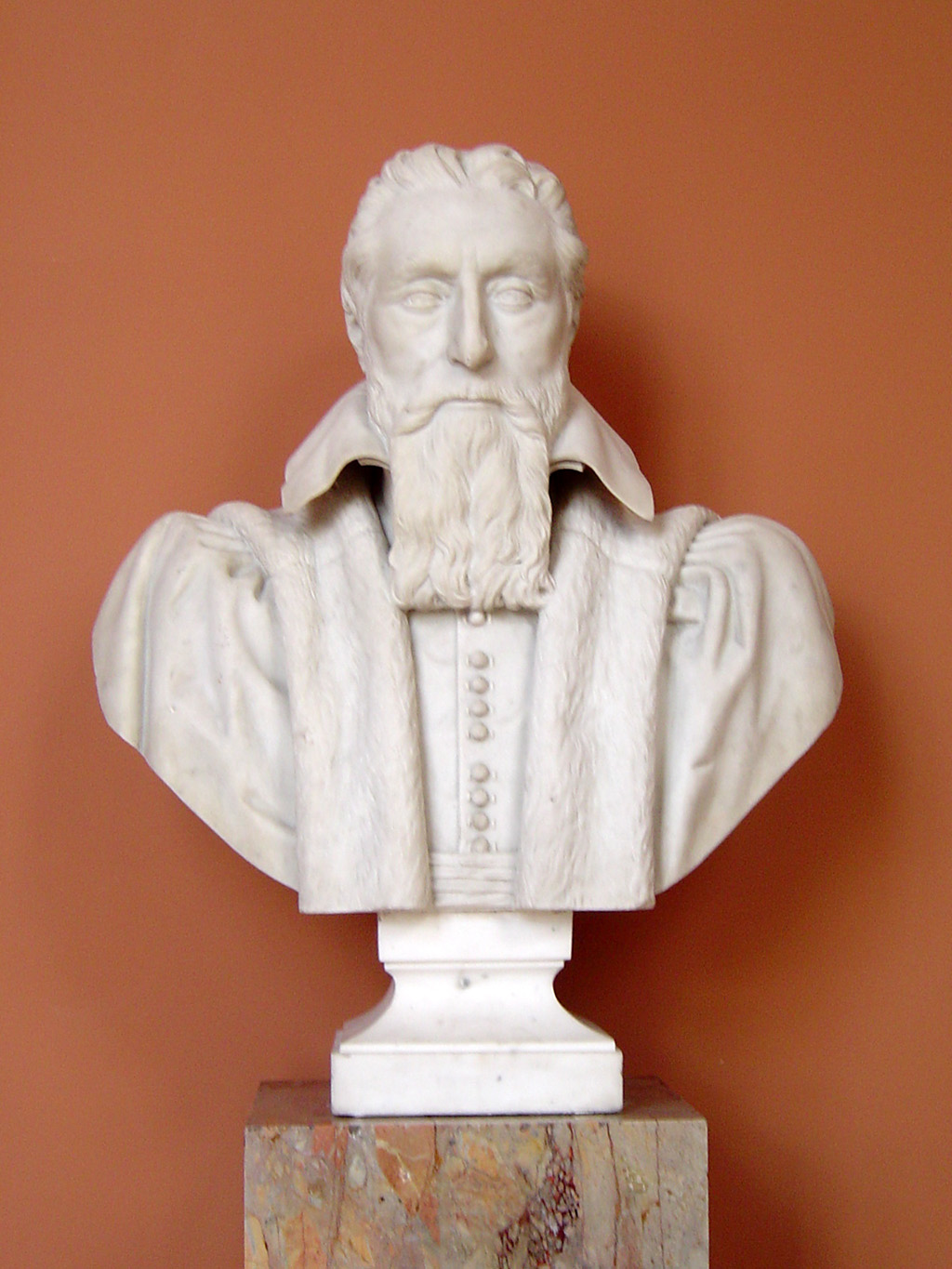
Le magistrat Guillaume du Vair est le représentant d'un usage judiciaire de la rhétorique.

Le magistrat parisien Guillaume du Vair synthétise cet esprit. Dans son Traité de l'éloquence française et des raisons pourquoi elle est demeurée si basse (1594), Du Vair condamne la corruption de l'éloquence initiée depuis le début du siècle. Michel Meyer cite par ailleurs, en Hollande, le courant de pensée représenté par Gerardus Johannis Vossius (1577 ap. J.-C. - 1649 ap. J.-C.) qui défend, au nom du libre-arbitre religieux, une conception éthique de la rhétorique ; « il est en cette matière la principale référence du XVIIe siècle protestant » explique-t-il.

#### Tournant duXVIIesiècleet Classicisme

##### D'une rhétorique universelle à une rhétorique nationale
Pour Michel Meyer, « Ce siècle verra s'achever le lent basculement de la tension entre l’êthos et le pathos vers une autre tension, cette fois entre le pathos et le logos ». Selon lui, il faut attendre Bernard Lamy et sa Rhétorique pour voir apparaître une synthèse de cette division entre sensibilité et rationalité. Avant Lamy cependant le mouvement artistique du baroque, associé à la Contre-Réforme, va opérer cette synthèse. Il s'agit en réalité bien plutôt d'une « confusion des notions dêthos et de pathos ». La sensibilité baroque trouve sa représentation parfaite avec la monumentale encyclopédie (16 livres) de la rhétorique de Nicolas Caussin (1583 ap. J.-C. - 1651 ap. J.-C.) intitulée Parallèles des éloquences sacrée et humaine (1619).
Dès lors, la langue et la rhétorique deviennent le moyen d'intégration sociale et l'outil d'existence du courtisan. Se développe selon Marc Fumaroli une « rhétorique de Cour en France » et, a fortiori en Europe. La clarté française étant le modèle linguistique de l'époque. La période classique commence, avec l'avènement de l'absolutisme royal de Louis XIII, dont les auteurs phares (François de Malherbe et Pierre Corneille) rejettent l'esthétique baroque. La dimension éthique du discours passe au second plan et le modèle social de l'« honnête homme » privilégie la forme.

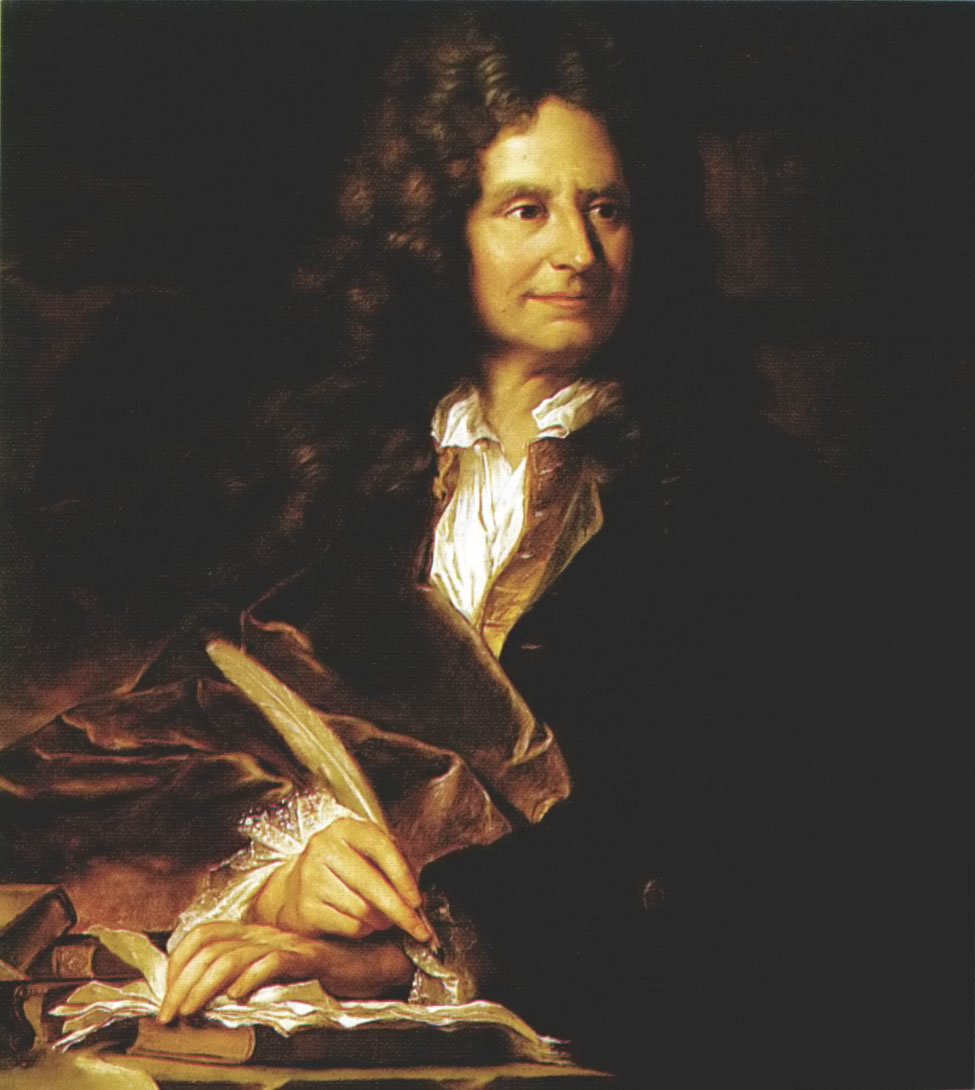
Nicolas Boileau.

La conception classique, qui marquera durablement l'histoire de France, trouvera son aboutissement avec la fondation de l'Académie française, en 1635, grâce à la volonté de Richelieu. Celle-ci ne défend plus une rhétorique qui cherche à convaincre ou persuader mais qui ambitionne d'offrir une vitrine à la politesse française, de représenter la bienséance et l'autorité monarchiques. Avec elle, le conformisme devient la règle et le logos est de nouveau mis en avant. Prônée par Claude Favre de Vaugelas dans ses Remarques sur la langue française utiles à ceux qui veulent bien parler et bien écrire (1647), Jean Chapelain et René Bary avec sa Rhétorique française (1653) mais aussi avec Les secrets de notre langue (1665), le poète Nicolas Boileau surtout, la rhétorique a pour but de fortifier et de promouvoir une langue résolument nationale.
La conception classiciste d'une langue claire et d'une rhétorique à la faveur du pouvoir royal (celui de Louis XIV) s'institutionnalise. Le logos sert alors la foi chrétienne à la Cour de France. L'École française de Spiritualité créée par le cardinal de Bérulle est un courant christologique (qui considère que Jésus est le centre de l'histoire). Les modèles deviennent Saint Augustin, Longin et Nicolas Boileau qui traduit le Traité du sublime du pseudo-Longin en français en 1674. L'Art poétique de ce dernier est un véritable manifeste de la rhétorique classique dont le but est d'abord « de plaire et de toucher ».
La conception classique entend dépasser la simple imitation des Anciens. Il ne s'agit pas non plus, insiste Michel Meyer, d'annoncer les Modernes. En réalité, la rhétorique classique marque un retour au pathos antique, tout en affirmant la supériorité de son éloquence sur le passé.

##### Bernard Lamy et la «nouvelle rhétorique»
Le père Bernard Lamy (1640 - 1715), oratorien de renom, publie en 1675 L'Art de parler qui expose une conception de la rhétorique à la charnière entre acquis classiques et lucidité moderne, ouvrage qui sera cité par de nombreux auteurs. Lamy fait en premier lieu le tour des conceptions de l'époque, qu'il synthétise dans son ouvrage. En réalité il est le premier à exprimer une réflexion non plus sur la forme mais sur le langage en lui-même, vision qui influencera après lui Condillac, Denis Diderot, Jean-Jacques Rousseau et Nicolas Beauzée. Pour Lamy, la rhétorique émane avant tout des passions, qui est [qui sont ?] la force du discours. Les figures permettent ainsi de transmettre les sentiments de l'orateur, ainsi que sa représentation du monde ; le langage devient donc, par le discours, l'instrument de relations interpersonnelles.

### Rhétorique en France et ailleurs auxXVIIIeetXIXesiècles

#### Théories de la rhétorique et traités
Selon Michel Meyer, dès le XVIIe siècle le logos devient l'objet de la rhétorique, qui passe ainsi dans le discours des philosophes comme, au siècle des Lumières, Emmanuel Kant ou Jean-Jacques Rousseau. Cependant, cette rhétorique n'est pas coupée des sentiments et du pathos ; d'une part l'avènement du sujet permet de constituer un système rhétorique où le locuteur est premier. Celui-ci peut dès lors libérer à la fois ses idées personnelles et ses émotions ; il parle aussi d'une « esthétique rhétorique préromantique ».
D'autre part, certains types de discours ne défendent plus des valeurs personnelles mais sont mis au service du pouvoir. En France, la rhétorique est perçue, après la Révolution de 1789, comme un élément de l'Ancien Régime ; elle sera de fait exclue de l'enseignement jusqu'en 1814. Les harangueurs de la Révolution française, dans toute l'Europe, useront ainsi d'une rhétorique à dimension éthique et collective, fondée sur la raison. La conception française se fixe en effet, jusqu'à aujourd'hui, à travers le Discours sur l'universalité de la langue française d'Antoine Rivarol, en 1784, qui associe la « clarté » à la raison, et donc au français, langue claire et censée être « incorruptible ».

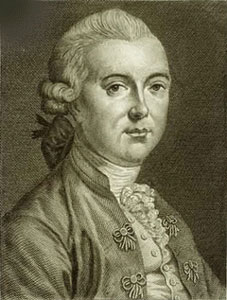
César Chesneau Dumarsais.

Le grammairien et encyclopédiste César Chesneau Dumarsais dans son Traité des Tropes (1730), son œuvre principale, s'attache aux figures de rhétorique. Il consomme définitivement le divorce entre l'art oratoire d'une part et l'art poétique d'autre part. Il expose d’abord ce qui constitue le style figuré, et montre combien ce style est ordinaire à l'écrit comme à l'oral. Il appelle « trope » une espèce particulière de figure qui modifie la signification propre d'un mot. Il détaille ainsi l’usage des tropes dans le discours, en appuyant ses observations d’exemples. Il définit le trope (notion non encore différenciée de celle de « figure de style ») comme

« des figures par lesquelles on fait prendre à un mot une signification qui n'est pas précisément la signification propre de ce mot. »

Grammairien avant tout, Dumarsais excelle néanmoins dans l'analyse du genre de l'éloge.

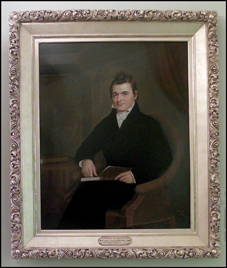
George Campbell.

Le philosophe écossais George Campbell dans sa Philosophie de la rhétorique (1776) considère que la rhétorique ne doit pas persuader mais doit chercher l'adhésion volontaire, par la démonstration de l'« évidence », des interlocuteurs. Campbell entend par là contrer le scepticisme et le relativisme alors en développement et battant en brèche le sentiment religieux. Il distingue deux types de discours : celui de l'historien (qui est « probable ») et celui du poète (qui est « plausible »). La vérité devient le maître-mot de la rhétorique anglaise, qui devient pragmatique en somme avant l'heure et au sein de laquelle le discours est 

« une production et un déploiement d'effets de sens et d'effets sur nos sens. »

Pierre Fontanier, un grammairien français, est l'auteur de deux manuels qui recensent et étudient de manière systématique les figures de style. Ces deux ouvrages formèrent la base de l'enseignement de la rhétorique en France au XIXe siècle. Il s'agit du Manuel classique pour l'étude des tropes (1821) et de Des figures autres que tropes (1827) inséparables l'un de l'autre. Les Figures du discours (1821 - 1830) constituent l'« aboutissement de la rhétorique française ». Les Figures du discours représentent une des tentatives les plus rigoureuses pour définir avec précision le concept de figure, pour établir un inventaire systématique et pertinent. Mais Fontanier veut également définir le plus rigoureusement possible le concept de « figure de style ».

#### Développement d'une rhétorique du discours politique
Selon Michel Meyer, la rhétorique perd son statut d'art noble au profit de l'histoire et de la poésie au XIXe siècle. Sa dimension éthique disparaît et elle devient un instrument oratoire au service du pouvoir principalement, dimension accentuée par l'usage qui en est fait par les révolutionnaires français. Il y a donc dans un premier temps une réduction du champ rhétorique au profit d'autres disciplines. Par ailleurs, au sein même du système rhétorique, seule une tradition éthique demeure au sein des cercles catholiques conservateurs qui accusent la Décadence de l'éloquence, titre de l'ouvrage de l'évêque de Troyes, Étienne Antoine Boulogne (1747 - 1825), publié en 1818, se maintient. Parallèlement, partout en Europe, les manuels de rhétorique classique se multiplient, véhiculés par l'idéal de liberté amené par la Révolution française et propagés par les conquêtes napoléoniennes.
Cependant, le mouvement esthétique du Romantisme déclare la guerre à la rhétorique, art royaliste par excellence, symbolisant l'Ancien Régime. Victor Hugo, chef de file des romantiques français proclame ainsi dans son recueil de poésie intitulé Les Contemplations en 1856 :

« Guerre à la rhétorique et paix à la syntaxe ! »

L'attaque romantique aboutira, par le débat politique, à la suppression de la rhétorique des programmes d'enseignement, en 1885, par Jules Ferry.

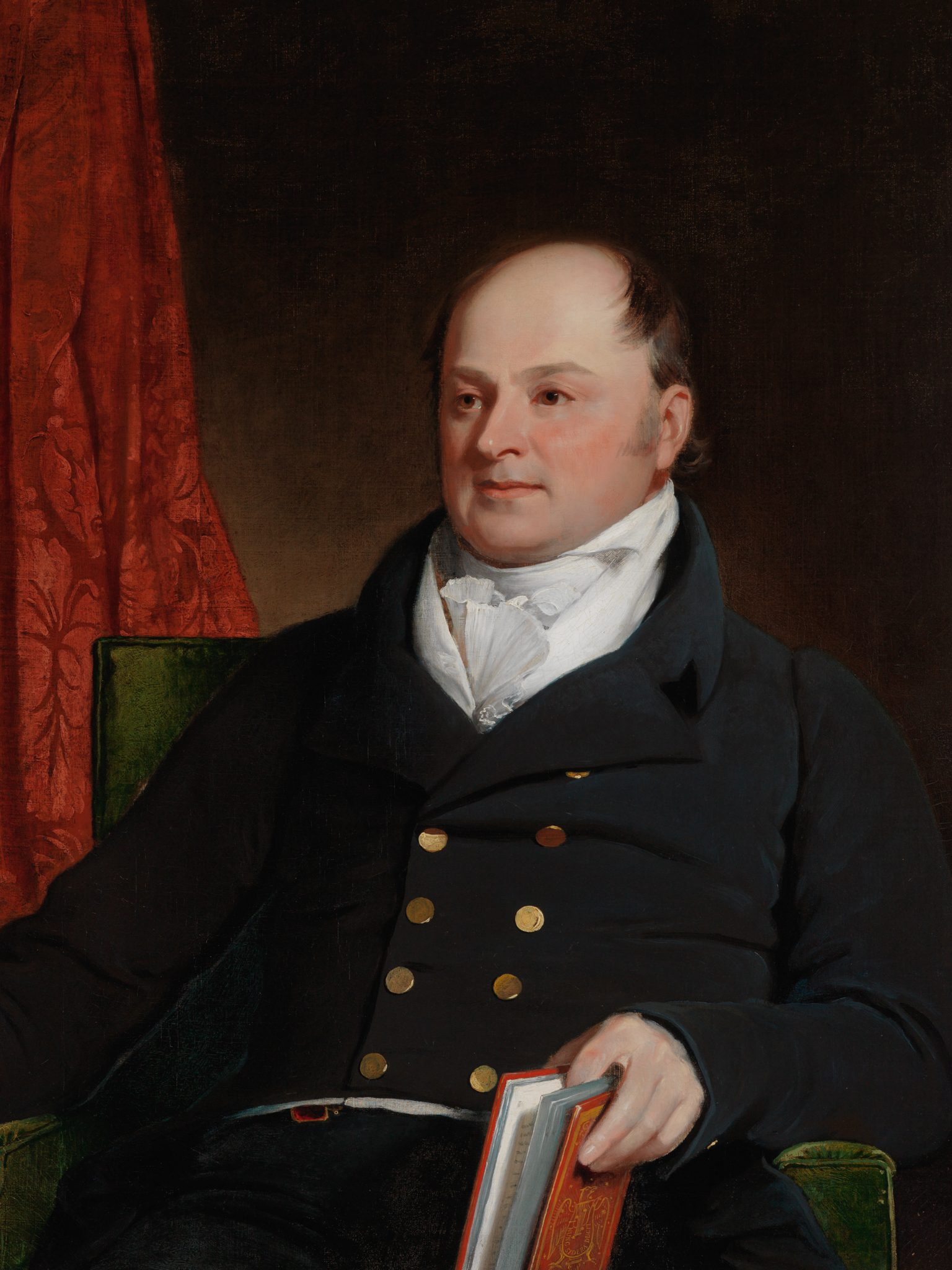
John Quincy Adams.

Aux États-Unis, selon Michel Meyer, la rhétorique est associée au débat politique et démocratique, à l'élévation sociale et à la défense du justiciable. Les philosophes américains prennent en compte l'histoire de la rhétorique et comparent les différentes traditions. Ainsi, Thomas Jefferson écrit un Manuel de pratique parlementaire et une partie de la Déclaration d'indépendance des États-Unis alors que Thomas Smith Grimké rédige lui une Comparaison des éloquences grecques et américaines. Le professeur de rhétorique John Quincy Adams sera ainsi élu en 1825 à la présidence.

### Rhétoriques modernes auXXesiècle

#### Conditions d'un retour de la rhétorique
Pour J. Bender et D. E. Wellbery, dans The Ends of Rhetoric: History, Theory, Practise le XIXe siècle a d'abord marqué la « mise à l’écart de la rhétorique ». La pensée positiviste, qui voit dans l’écriture scientifique le seul type de discours permettant d'accéder à la vérité absolue, rejette la rhétorique comme l'art du mensonge institué, notamment dans l'enseignement. En littérature, le romantisme considère que l'art oratoire constitue une entrave à la liberté d’écriture et à l'inspiration de l'écrivain ; cette conception marquera durablement la littérature du XXe siècle. La notion de style bat déjà en brèche l'institution du système rhétorique qui sera consommé au début du XXe siècle.
La différence essentielle avec la rhétorique ancienne est que la contemporaine n'entend plus fournir des techniques, mais avoir un caractère scientifique, en ceci qu'elle veut dégager les règles générales de la production des messages. Il ne s'agit plus de former des rhéteurs mais de réfléchir sur les rhéteurs et le discours, sur les rôles du locuteur et de l'interlocuteur. Il s'agit d'une période riche en conceptions et théories, parfois très personnelles voire uniquement le fait d'un auteur. Par ailleurs, un ensemble de sciences éclairent le discours sur l'art oratoire, qui s'enrichit des apports de la linguistique, de la psychologie ou encore des mathématiques. Pour Michel Meyer, contrairement aux siècles précédents, le XXe siècle réalise la synthèse des trois rhétoriques originelles, celles fondées alternativement sur l'êthos, le logos et le pathos. Par ailleurs, remarque-t-il, la confusion entre argumentation et rhétorique est constante au sein des conceptions modernes tendant à établir un système général du discours persuasif. C'est le cas des rhétoriques de Chaïm Perelman ou d'Oswald Ducrot par exemple. La rhétorique a surtout été étudiée par les spécialistes français, mais aussi anglo-saxons. Les études françaises ont cependant considérablement marquées la discipline. Sept « néo-rhétoriques » de langue française naissent dans la seconde moitié du XXe siècle.

#### La Nouvelle Rhétorique: renouveau de la tradition aristotélicienne
Le philosophe Chaïm Perelman a grandement contribué à la résurrection de la rhétorique au XXe siècle en proposant en 1958 une « nouvelle rhétorique » dans son Traité de l'argumentation, la nouvelle rhétorique, co-écrit avec Lucie Olbrechts-Tyteca. Perelman s'inscrit dans la continuité de la tradition rhétorique d'Aristote et d'Isocrate qui conçoit la rhétorique comme la théorie du discours persuasif. Perelman reprend notamment la distinction aristotélicienne entre raisonnement analytique et raisonnement dialectique. À charge pour la logique d'étudier le premier et pour la rhétorique le second. Autrement dit, là où la logique s'occupe des arguments formels dont la vérité des conclusions suit nécessairement la vérité des prémisses par inférence déductive, la rhétorique s'occupe de l'argumentation non-formalisée qui est affaire de vraisemblance. Ainsi, Perelman affirme-t-il que « le but d’une argumentation n’est pas de déduire les conséquences de certaines prémisses, mais de provoquer et d’accroître l’adhésion d’un auditoire aux thèses qu’on présente à son assentiment ». Pour Perelman, la rhétorique se doit ainsi d'être une discipline distincte, quoique complémentaire, de la logique. En outre, le point de départ de la nouvelle rhétorique est la recherche par Perelman d'un fondement pour les jugements de valeur.
La postérité de la Nouvelle Rhétorique est large dans les études francophones sur la rhétorique et l'argumentation. Citons notamment le philosophe Michel Meyer qui s'inscrit explicitement dans une filiation avec Chaïm Perelman. Il s'en éloigne quelque peu en ce qu'il reprend la définition de la rhétorique comme art de bien dire de Quintilien et critique les rhétoriques d'Aristote et Perelman pour leur trop grande focalisation sur le logos au détriment du pathos et de l’ethos. Dans une perspective voisine, Olivier Reboul propose une synthèse de l'approche argumentative de la nouvelle rhétorique et l'approche stylistique du groupe µ. Ces travaux visent notamment à pallier le défaut souvent reproché à la nouvelle rhétorique d'abandonner des aspects importants de la rhétorique classique telle que l'élocution. Marc Angenot étudie quant à lui les effets manipulateurs du discours, dans La parole pamphlétaire (1982). Des auteurs américains[Qui ?] ont enfin complété la ligne théorique de Perelman, évoqués par Christian Plantin dans Essais sur l'argumentation (1990) ; en Allemagne, Heinrich Lausberg poursuit ses travaux.

#### L'approche stylistique et sémiotique du groupe µ et de Roland Barthes

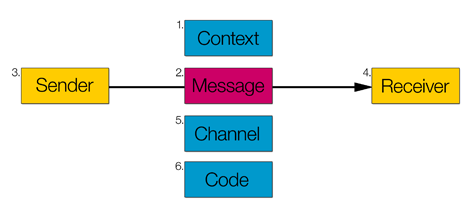
Le schéma de la communication selon Roman Jakobson.

Dans les années 1960, la linguistique a en effet été en quête de structures linguistiques qui seraient spécifiques à la littérature, recherche que la stylistique ne permettait pas de mener. Dès 1958, Roman Jakobson donnait une nouvelle jeunesse au couple métaphore/métonymie, et dès 1964 Roland Barthes notait que la rhétorique méritait d'être repensée en termes structuraux. Cette approche met l'accent sur la rhétorique des tropes ou figures d'écart, la réduisant à l'élocution. « La rhétorique n'est plus l'art de persuader, mais simplement de plaire » dorénavant.

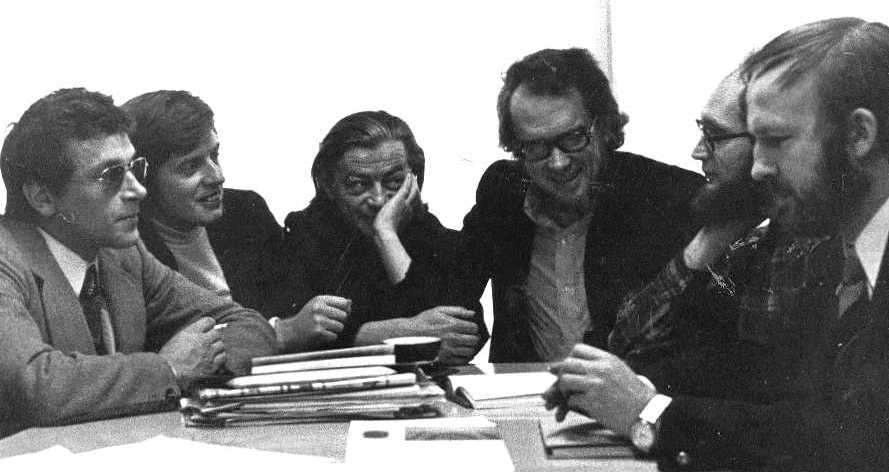
Le Groupe Mu (ou µ) en 1970, à Liège. De gauche à droite : F. Pire, J.-M. Klinkenberg, H. Trinon, J. Dubois, F. Edeline, P. Minguet.

Le Groupe µ (se prononce « mu ») de l'Université de Liège, est un collectif de linguistes dont les travaux portent essentiellement sur les mécanismes sémiotiques à l'œuvre dans la figure et reposant davantage sur la rhétorique classique. Visant une rhétorique générale (1982), les travaux du groupe µ ont permis d'adapter la notion de figure à d'autres sémiotiques que la langue, comme à la sémiotique visuelle.
Sous l'impulsion de Marc Fumaroli, fondateur de la Société internationale pour l'histoire de la rhétorique, avec Nancy Struever et Brian Vickers, se développe, à partir des années 1970 et sur la base des études de la Renaissance et du classicisme, une « École française de rhétorique » qui incarne vraiment ce qu'on nomme le « rhetorical turn », suivi par la création d'une chaire de rhétorique au Collège de France et dont les préoccupations s'étendent de la mythologie indo-européenne (Georges Dumézil) aux travaux de Jacques Derrida sur la voix, en passant par le Moyen Âge latin avec Alain Michel, la Renaissance avec Pierre Laurens, le 17e avec Roger Zuber, Marc Fumaroli enfin pour l'époque moderne et contemporaine.
Partant des techniques de persuasion, dès les années 1950, à travers le discours publicitaire, l'approche communicationnelle est une démarche sémiologique héritée du structuralisme. D'abord psycho-sociologique, avec Vance Packard, dans La persuasion clandestine (1958), la sémiologie de Roland Barthes va marquer cette approche qui place le discours rhétorique au cœur de la société de consommation. Barthes, dans son article Rhétorique de l'image analyse les codes et les réseaux de signification d'une image publicitaire. Cette approche analyse également les messages non verbaux, conditionnés par la sociologie et le groupe. Pour Roland Barthes, rejoint sur ce point par le Groupe µ, « Il est [même] probable qu'il existe une seule forme de rhétorique, commune par exemple au rêve, à la littérature et à l'image », et pour laquelle la sémiologie donne les clés de compréhension. Les figures de style deviennent ainsi un instrument d'analyse du discours et de l'imaginaire existant en arrière-plan de celui-ci (c'est notamment les travaux de Jacques Durand, dans son article). Kenneth Burke, poète, rhétoricien et philosophe américain est l'auteur d'une analyse des motivations psychologiques en rhétorique, à travers ses ouvrages : Counterstatement (1931), A Grammar of Motives (1945), A Rhetoric of Motives (1950), et Language as Symbolic Action (1966). La rhétorique doit pour lui éduquer ; elle s'enracine dans la fonction symbolique du langage.

#### La pragmatique
Initiée par Jean-Claude Anscombre et Oswald Ducrot, l'approche pragmatique dite de l'« école d'Oxford », s'efforce de restituer les actes de langage dans le contexte énonciatif. Le discours est ainsi un ensemble de présupposés et d'implicites. Néanmoins, son objet reste la langue et non spécifiquement le discours, au sein desquels le locuteur comme personne sensible et intentionnelle a une place prépondérante. Pour Claude Hagège, la rhétorique est l'ancêtre de la pragmatique actuelle, héritée de Peirce et de Searle. Les tropes et les figures sont ainsi des moyens détournés, pour le locuteur, de convaincre son interlocuteur, par le recours à des spécifications du discours. Le travail de Ivor Armstrong Richards (1893 - 1979) est lié à ce courant. Richards est un critique littéraire, auteur de The Philosophy of Rhetoric (1936), texte important de la rhétorique moderne, dans lequel il définit l'art oratoire comme « une étude du malentendu et de ses remèdes » (« a study of misunderstandings and its remedies »).

#### Orientations trans-disciplinaires
Le XXIe siècle est marqué par la naissance d'études trans-disciplinaires sur, ou partant, de la rhétorique. L’analyse de discours est une première approche multidisciplinaire qui s'est développée en France, en Grande-Bretagne et aux États-Unis à partir des années 1960. Elle emprunte de nombreux concepts aux champs de la sociologie, de la philosophie, de la psychologie, de l’informatique, des sciences de la communication, de la linguistique et de l’histoire. Elle s'applique à des objets aussi variés que, par exemple le discours politique, religieux, scientifique, artistique. Néanmoins, la multiplication des champs d'études sur les modalités et l'implication sociale de la rhétorique n'apparaît qu'avec le XXIe siècle. La psychologie d'abord s'y intéresse, et notamment dans la mesure où le discours reflète l'état d'esprit de celui qui le professe, des auteurs, surtout américains, la rapprochent d'autres domaines dans une dimension sociale et historique. Dans At the Intersection : Cultural Studies and Rhetorical Studies (ouvrage collectif sous sa direction) Thomas Rosteck établit une étude des rapports de la rhétorique avec la culture. Glenn Stillar quant à lui, dans Analyzing Everyday Texts: Discourse, Rhetoric and Social Perspectives explore les conditions sociologiques présidant à la constitution des discours. Enfin, sur internet, la revue Kairos rassemble de multiples universitaires travaillant sur l'apport technologique à l'analyse du discours, à travers la notion de « technorhétorique » (l’écriture assistée par ordinateur).
Enfin, la redécouverte du système rhétorique est pour certains auteurs comme Olivier Reboul et Chaïm Perelman un retour à une unité de la discipline, qui redevient une théorie générale de l'argumentation et de la communication. Le discours juridique, scientifique, pédagogique, philosophique, etc. sont autant de pratiques particulières de la rhétorique. Ainsi conçue, elle couvre « le champ immense de le pensée non-formalisée », à tel point que selon le philosophe allemand Walter Jens « elle est l'ancienne et nouvelle reine des sciences humaines ».

## Système rhétorique
Le « système rhétorique » se présente sous la forme d'un classement : « on décompose la rhétorique en quatre parties, lesquelles représentent les quatre phases par lesquelles passe celui qui compose un discours » explique Olivier Reboul. Il s'agit en fait des grands chapitres des premiers traités de rhétorique. Le « système rhétorique » est traditionnellement, depuis Quintilien, divisé en cinq éléments dans la rhétorique. Cependant, ce classement a surtout valu pour l'enseignement de l'éloquence et de la rhétorique ; pour Aristote en effet, ces parties sont superflues alors que l'énoncé de la thèse et des arguments qui la prouvent sont fondamentaux. Ces phases sont surtout connues sous leur nom latin (en raison du fait que le traité de rhétorique de Quintilien a été longtemps pris comme base d’enseignement) : « inventio », « dispositio », « elocutio », « actio » et « memoria ». Chacune de ces étapes suppose ou appelle l'élaboration ou l'intervention de disciplines distinctes (la stylistique pour l'« elocutio », la logique pour la « dispositio », etc.).

### L'«Invention»
L'invention (ou « inventio » ou « heurésis » en grec) est la première des cinq grandes parties de la rhétorique. L'invention est la recherche la plus exhaustive possible de tous les moyens de persuasion relatifs au thème de son discours. La découverte du genre de discours le mieux adapté au propos doit cependant être centrale. Cette partie correspond à l'adage « Rem tene, verba sequentur », qui se traduit par l'expression « Possède le sujet, les mots suivront » de Caton l'Ancien. Selon la Rhétorique à Herennius :

« L'invention consiste à trouver les arguments vrais ou vraisemblables propres à rendre la cause convaincante. »

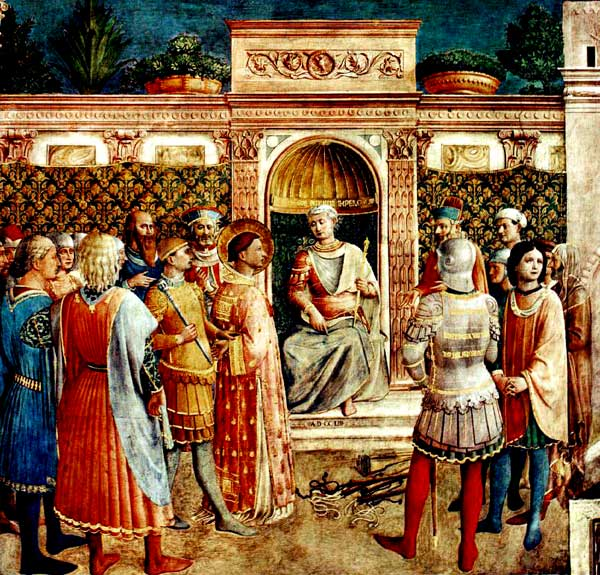
La Condamnation de saint Laurent par l'empereur Valérien, Fra Angelico.

L'invention pose par conséquent les fondamentaux du système rhétorique, à savoir : la cause (le sujet), le genre à utiliser, le cadre de l'argumentation et le raisonnement.

#### Connaissance du sujet: l'enjeu de la rhétorique
L'orateur doit parfaitement maîtriser son sujet, appelé aussi la « cause » (ou le « fait » dans le genre judiciaire), sans quoi, selon Aristote ou Quintilien, il ne pourra pas persuader ou convaincre son auditoire. Il s'agit, selon Joëlle Gardes-Tamine, d'un véritable « enjeu » que les traités classiques nomment la « matière » (« materia »). Les auteurs recommandent d'user de questions permettant d'en cerner les contours (néanmoins ces questions correspondent au type de discours pris en charge) :
1. exploration du fait : le fait a-t-il lieu ou pas ?
2. définition : en quoi consiste le fait ?
3. qualification : en quoi peut-on le caractériser ?
4. référence à la légalité : en vertu de quel droit l'examine-t-on ?

Michel Meyer note que le rhétoricien du XVIIe siècle Vossius envisage une cinquième question, qu'il nomme le « status quantitatis » qui permet de quantifier le fait (le préjudice subi ou la violation du droit pour le discours judiciaire par exemple).

#### Les trois genres de discours
La rhétorique classique distingue trois grands genres de discours : le « discours judiciaire », le « discours délibératif » et le « discours démonstratif ». Le terme de « genre » ne doit pas être ici confondu avec celui qui désigne les genres littéraires (roman, théâtre, poésie…) même s'ils entretiennent avec ces derniers des rapports étroits ; il s'agit en fait de la fonction qu'exerce le discours sur les « trois sortes d'auditoires ». Chaque genre étant spécifique, tous se démarquent quant aux actes, aux temps, aux valeurs et enfin aux arguments types mis en avant :
|                | Auditoire  | Temps        | Acte                      | Valeurs          | Argument type           |
| -------------- | ---------- | ------------ | ------------------------- | ---------------- | ----------------------- |
| Le judiciaire  | Juges      | Passé simple | Accuser - défendre        | Juste - injuste  | Enthymème (ou déductif) |
| Le délibératif | Assemblée  | Futur simple | Conseiller - déconseiller | Utile - nuisible | Exemple (ou inductif)   |
| L'épidictique  | Spectateur | Présent      | Louer - blâmer            | Noble - vil      | Amplification           |

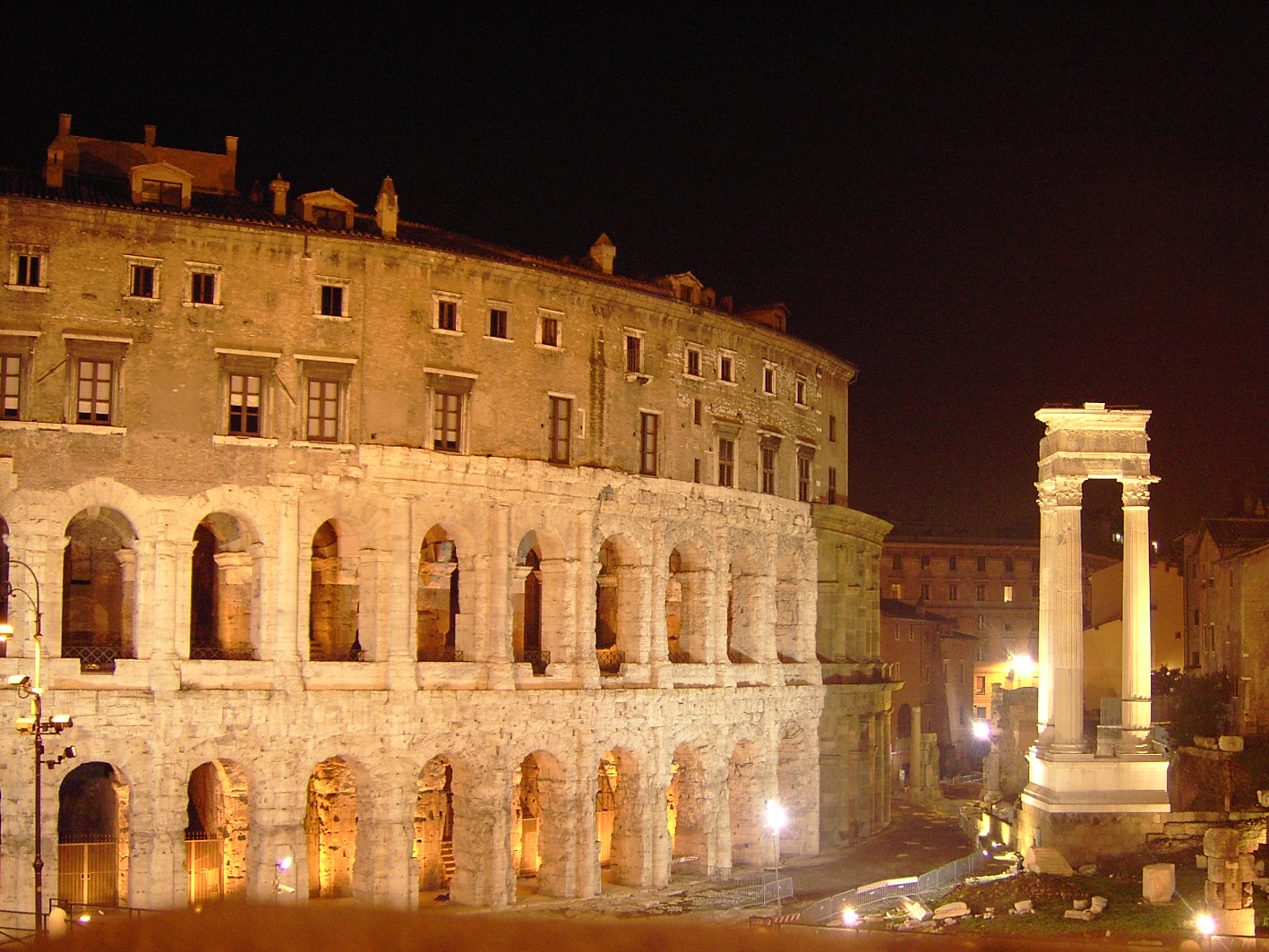
Le théâtre antique emploie les trois genres rhétoriques. Rome, Théâtre de Marcellus.

Pour Chaïm Perelman, la distinction entre ces genres discursifs n'est qu'artificielle. Perelman cite, en guise d'exemple majeur le fameux discours d'Antoine dans le Jules César de William Shakespeare qui mêle les trois genres. Il propose donc de relativiser cette classification.

#### Les trois types d'arguments
Après avoir déterminé les discours, l'orateur doit trouver ses arguments. Il s'agit des « moyens de persuader », traduction du grec « pisteis » mais qu'Aristote nomme les « preuves » au nombre de trois :
1. l'« êthos » est le caractère que doit prendre l'orateur pour inspirer confiance ; son « équité est presque la plus efficace des preuves » explique Aristote[98]. L'êthos regroupe alors la sincérité, la sympathie, la probité et l'honnêteté. Cette dimension du discours est citoyenne, étroitement identifiée à l'idéal démocratique ;
2. le « pathos » est l'ensemble des émotions, passions et sentiments que l'orateur doit susciter. Aristote consacre ainsi le livre II de sa Rhétorique à l'examen des passions et de la psychologie des auditoires[note 29] ;
3. le « logos » concerne l'argumentation proprement dite du discours. Il s'agit pour Aristote de la dialectique, qu'il examine dans ses Topiques, se fondant sur deux types d'arguments : l'enthymème et l'exemple.

#### Les preuves

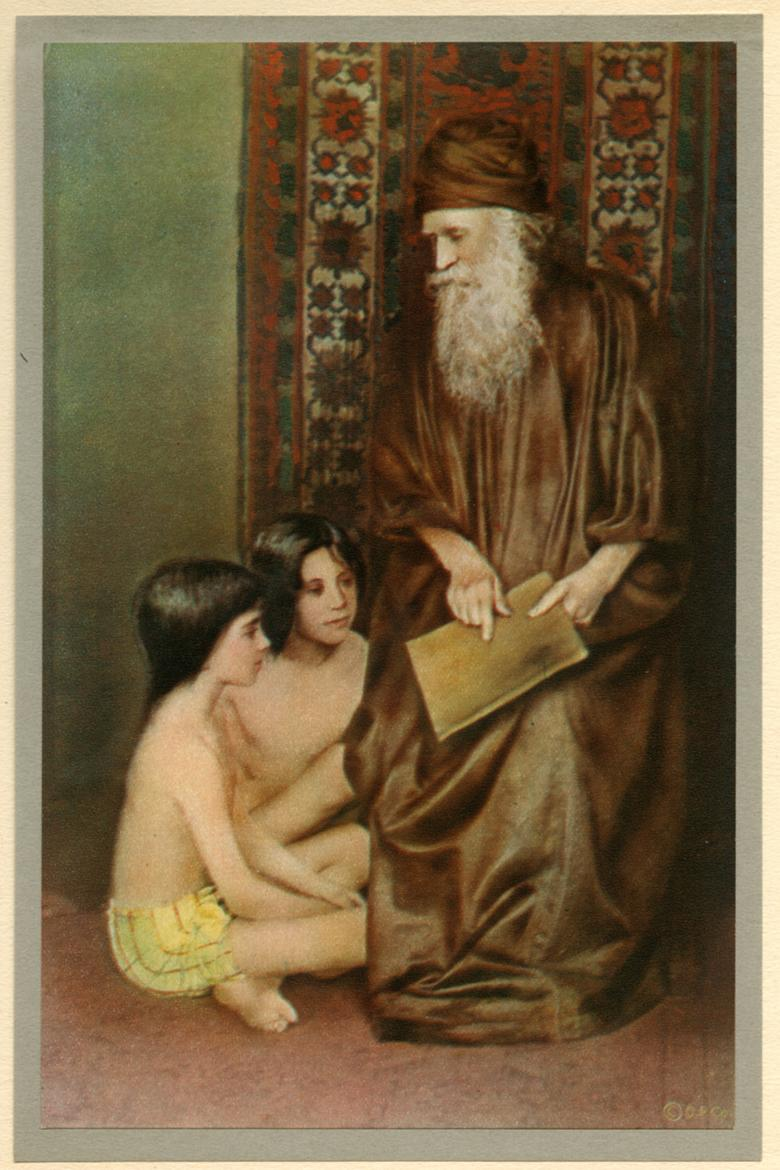
L'art oratoire repose sur une méthodologie et une pédagogie précises.

L'orateur a à sa disposition deux types de preuves. Aristote appelle les premières « atechnai », soit extra-rhétoriques, et les secondes « entechnai », intra-rhétoriques. La rhétorique moderne les nomme preuves extrinsèques et intrinsèques (ou naturelles et artificielles selon la conception du XVIIe siècle parfois, chez Bernard Lamy notamment).
Les « preuves extrinsèques » sont celles données avant toute invention. Selon Aristote, elles sont au nombre de cinq et regroupent les textes de lois (jurisprudence et coutume également), les témoignages anciens (autorité morale des grands hommes) et nouveaux, les contrats et conventions entre particuliers, les aveux sous la torture (des esclaves) et enfin les serments.
Les « preuves intrinsèques » sont créées par l'orateur comme l'amplification d'un détail biographique dans le cadre de l'éloge funèbre. Jean-Jacques Robrieux les classe néanmoins en deux catégories : l'exemple au sens large d'argument inductif, et l'enthymème, au sens de syllogisme.

#### Les lieux et la topique
Les « lieux » ou « topoï » sont la façon de découvrir les arguments dans le cadre intra-technique. Il s'agit du concept le plus important de la rhétorique, selon Georges Molinié. Il s'agit d'un « stéréotype logico-déductif » que la linguistique moderne a classé comme figure de style. Cependant les lieux rhétoriques dépassent les cadres de la phrase et concernent bien plutôt le texte. Molinié les nomme ainsi des figures « macrostructurales ».
Dans la rhétorique ancienne, les lieux forment les preuves techniques de l'argumentation, ainsi que la matière de l'inventio. La Logique de Port-Royal les définit ainsi : « chefs généraux auxquels on peut rapporter toutes les preuves dont on se sert dans les diverses matières que l'on traite ». Aristote est le premier à en donner une méthodologie, dans son ouvrage Topiques. Pour lui, le lieu rhétorique est ce sur quoi se rencontrent un grand nombre de raisonnements oratoires, se développant sur certains sujets, selon certains schémas que l'art oratoire a préétabli. Selon Cicéron,

« les lieux […] sont comme les étiquettes des arguments sous lesquelles on va chercher ce qu'il y a à dire dans l'un ou l'autre sens. »

La stylistique les classe dans les lieux communs, ou « clichés » lorsqu'ils deviennent trop usités et éculés. Parmi ces lieux communs, il y a le célèbre « Quis, quid, ubi, quibus auxiliis, cur, quomodo, quando ? » (c'est-à-dire le « Qui, quoi, où, par quels moyens, pourquoi, comment, quand ? »), les « lieux de la personne » (sa famille, sa patrie, sa façon de vivre, son métier, etc.) ou les « lieux littéraires » (le lieu paisible et pittoresque, le lieu de la rencontre amoureuse, etc.).

### La «Disposition»
La disposition (« taxis » en grec ; « dispositio » en latin) étudie la structure du texte, son agencement, en cohérence avec les lieux rhétoriques. Elle a pour Olivier Reboul une fonction d'économie : elle permet de ne rien omettre ou de ne pas se répéter au cours de l'argumentation. Elle a par ailleurs une fonction heuristique (elle permet de s'interroger de façon méthodique) et est en somme en elle-même un argument selon Olivier Reboul.
La fonction de la disposition est de « rendre la cause intelligible, [de] faire adopter le point de vue de l'orateur ». Pour l'auteur anonyme de la Rhétorique à Herennius,

« la disposition sert à mettre en ordre les matériaux de l'invention de manière à présenter chaque élément à un endroit déterminé. »

La disposition doit présenter les preuves et arguments, tout en ménageant des moments pour émouvoir. Les canons rhétoriques de la disposition (garder le meilleur argument pour la fin, aller aux faits le plus tôt possible, ménager des transitions, etc.) se retrouvent ainsi dans les méthodologies des dissertations ou des commentaires composés utilisés dans l'enseignement. Les plans analytiques, oppositionnels, par examen du problème, thématiques ou encore chronologiques en sont dérivés. La disposition est également un canevas très utilisée en littérature, dans la poésie comme dans les lettres ou au théâtre.

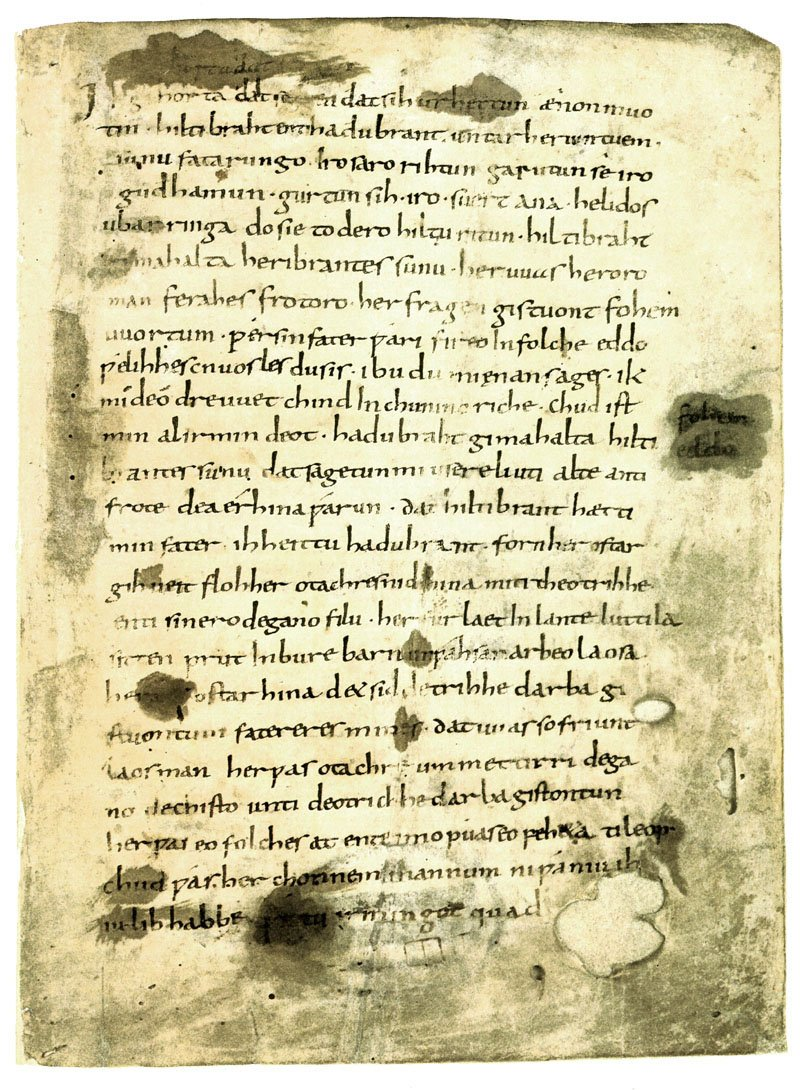
La structure du discours permet de soutenir le raisonnement.

La rhétorique classique propose trois rythmes canoniques :
1. celui qui consiste à instaurer des arguments forts en exorde et en épilogue et ménager le public entre-temps, appelé l'« ordre homérique »[111] ;
2. celui qui consiste à commencer par des arguments faibles puis à progresser de manière ascendante (ou l'inverse) est recommandé par Quintilien ;
3. celui qui consiste enfin à mettre en premier les arguments logiques puis ceux qui plaisent et enfin ceux qui émeuvent suivant l'ordre formulé par l'adage « docere, placere, movere ».

De nombreux auteurs ont proposé au cours de l'histoire des plans-types, allant de deux à sept parties parfois ; cependant, la tradition rhétorique n'en retient que quatre.

#### L'exorde
L'exorde (ou « prooimion » en grec ; « exordium » en latin) est l'introduction du discours, sa fonction première est phatique : elle a pour but de capter l'attention de l'auditoire (c'est la « captatio benevolentiae »). L'objectif est, selon Olivier Reboul, de le rendre docile (en état d'apprendre), attentif (le maintenir dans le raisonnement) et bienveillant (par l'èthos). Le genre épidictique utilise ainsi un exorde qui cherche à impliquer l'auditoire. La rhétorique de l'exorde consiste parfois à le supprimer et à commencer le discours ex abrupto (dans le vif du sujet) comme dans cette phrase de Cicéron : « Jusqu'à quand, Catilina, vas-tu exploiter notre patience ? ». L'exorde doit néanmoins présenter le sujet ou les faits.

#### La narration
La narration (« diegésis » en grec ; « narratio » en latin) est l'exposé des faits concernant la cause, sur un mode objectif, dans le sens du discours cependant. Selon Cicéron, la narration est la source (« fons » en latin) de toutes les autres parties car elle réclame le meilleur du talent de l'orateur. Pas indispensable dans le genre délibératif, elle est centrale dans le judiciaire car elle permet de matérialiser le raisonnement à suivre. La narration peut s'appuyer sur l'histoire, la légende ou la fiction. Le logos constitue la narration qui doit être :
- « claire » : le récit doit être chronologique ;
- « brève » : l'inutile doit être éliminé pour la clarté du propos ;
- « crédible » : par l'énoncé des faits et des causes. Le fait peut être faux, mais doit être vraisemblable.

La narration deviendra au Moyen Âge une pratique à part, se détachant du genre judiciaire, à travers le sermon et les exempla, et jusqu'à la propagande moderne.

#### La digression
La digression (ou « parekbasis » en grec) a pour fonction de distraire l'auditoire, de le ménager avant la conclusion. Elle recourt souvent à des figures comme l'hypotypose ou l'ekphrasis, sortes de descriptions comme vivantes et mises sous les yeux de l'auditoire. Selon la Rhétorique à Herennius la partie de la digression peut présenter « l'indignation, la commisération, la détestation, l'injure, l'excuse, la conciliation, la réfutation des propos outrageants ».

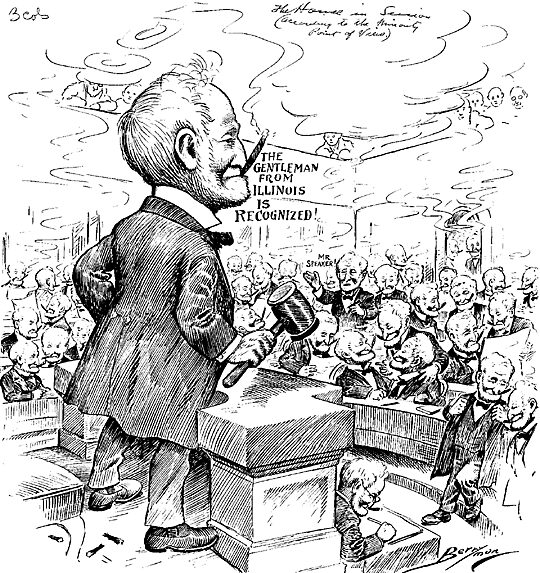
Faire rire est une des nombreuses techniques dont dispose l'orateur, lors de la digression, pour gagner la faveur du public.

C'est aussi, selon Joëlle Gardes-Tamine, le moment de la plaisanterie, de la raillerie ou de l'ironie permettant la distraction (mais toujours dans un but de persuasion ou d'argumentation) du public. Pour Chaïm Perelman, l'ironie (comme celle de Socrate) est fortement manipulatrice en soi. Elle se fonde en effet sur l'accord explicite de l'interlocuteur, dont la recherche ponctue le discours, à des moments clés, de manière à le faire raisonner dans le cadre argumentatif voulu par l'orateur.

#### La péroraison
La péroraison (ou « epilogos » en grec ; peroratio en latin) met fin au discours. Elle se fonde elle-même sur trois parties :
1. l'« amplification » (ou « auxèsis ») qui convoque le pathos et les valeurs pour demander le châtiment par exemple dans le genre judiciaire et qui s'appuie principalement sur les lieux rhétoriques ;
2. la « passion », qui permet de susciter soit la pitié soit l'indignation, au moyen des apostrophes notamment ;
3. la « récapitulation » (ou « anaképhalaiosis » en grec) qui résume l'argumentation, sans ajout de nouvel argument cependant.

La péroraison est le domaine propre du pathétique : il s'agit d'émouvoir et de convoquer les passions de l'auditoire. C'est le lieu de l'« appel à la pitié » selon Joëlle Gardes-Tamine.

### L'«Élocution»
L'élocution (« elocutio », ou « lexis » en grec) est la rédaction (écrite) du discours, l'oral étant le ressort de l'action. Pour Cicéron elle est le propre de l'orateur et « adapte à ce que l'invention fournit des mots et des phrases appropriées. »
L'étude des figures de rhétorique constitue la partie générale de l'élocution, qui forme l'apport du talent de l'orateur au sein du discours, le style étant purement personnel, en dépit de règles prescrites. C'est aussi la partie la plus littéraire de la rhétorique. Pour Olivier Reboul elle est en effet le point de rencontre de l'art rhétorique avec la littérature, se focalisant sur la notion de style. Elle doit en effet être le lieu d'une bonne expression et de l'ornement (« ornatus »). Il s'agit selon Olivier Reboul d'une véritable prose qui a su se démarquer de la poésie et de ses codes. L'élocution concerne ainsi le choix des mots et la composition des phrases (les membres de phrases ou « cola » doivent être équilibrés), le rejet des archaïsmes et des néologismes, l'usage de métaphores et des figures adaptées aux propos (à condition toutefois qu'elles soient claires, autrement il s'agit de fautes d'expression), enfin, le rythme doit être souple et au service du sens. La Rhétorique à Herennius recommande ainsi « l'élégance, l'agencement des mots, la beauté ». L'élocution repose sur deux éléments : le style d'une part et les figures de rhétorique d'autre part.

#### Les styles
Cicéron distingue, dans les Divisions de l'art oratoire deux types d'élocution : « l'une qui se déroule librement, l'autre à formes travaillées et variées », distinction qui correspond à celle entre le style inspiré et le style travaillé. Le style, en rhétorique, doit s'adapter au sujet ; il existe ainsi trois style différents, délivrés par le traité Du Style du pseudo-Démétrios et repris dans la Rhétorique à Herennius :
1. le « style noble », ou « grave » qui vise à émouvoir ;
2. le « style simple », ou « tenue » qui permet d'informer et d'expliquer ;
3. le « style agréable », ou « medium » qui met en avant l'anecdote et l'humour.

La distinction de la notion de style en trois, voire en davantage de catégories a une histoire complexe. Elle remonte sans doute à Antisthène et à Théophraste ; Denys d'Halicarnasse et Pline l'Ancien en parlent déjà. Dès ces origines, les types de style ont pour parangon des auteurs de renommée certaine ; l’historien Thucydide représente le style élevé (« noble ») alors que l'orateur Lysias utilise lui le style simple et qu'Isocrate a un style agréable (moyen). Il existe deux règles de style à respecter :
- la « convenance », pour laquelle l'usage d'un style se retrouve pour un moment du discours et pour un type de preuve :

| Styles | But                    | Preuve | Moment du discours                        |
| ------ | ---------------------- | ------ | ----------------------------------------- |
| Noble  | émouvoir (« movere »)  | pathos | péroraison et digression                  |
| Tenue  | expliquer (« docere ») | logos  | narration, confirmation et récapitulation |
| Medium | plaire (« delectare ») | èthos  | exorde et digression                      |

- la « clarté » : l'adaptation du style à l'auditoire. Pour Quintilien, la clarté est la « première qualité de la parole »[117]. Elle permet d'éviter les amphigouris, l'implicite ou encore les ambiguïtés.

La rhétorique classique, et en particulier romaine (qui a le plus insisté sur la notion de style) reconnaît d'autres qualités. Théophraste prône quant à lui la clarté, la correction, la convenance et l'ornement alors que Cicéron dans ses Divisions de l'art oratoire distingue cinq « flambeaux » (« lumina », c'est-à-dire des traits de style notables) : la brièveté, la convenance, l'éclat, l'agrément et la clarté. À la suite de George Campbell, Olivier Reboul y adjoint une troisième règle, tenant de l'orateur, qui doit se montrer vivant. Campbell la nomme « vivacity » (la vivacité) et explique qu'elle repose sur le choix des mots concrets, sur les maximes et sur la détermination à vouloir se faire comprendre par tous.
La notion de « style » a traversé toute l'histoire littéraire, jusqu'à nourrir une discipline fille de la rhétorique, la stylistique, née notamment des réflexions des écrivains, à l'aune de l'art rhétorique. Ainsi Victor Hugo définit le style littéraire comme le respect de ces trois critères alors que, au demeurant, il combat la rhétorique comme une discipline archaïque :
- la correction, « indispensable mérite d'un écrivain dramatique »[119] ;
- la simplicité, « vraie et naïve » ;
- la grandeur, c'est-à-dire l'art de toucher à des sujets universels.

#### Les figures rhétoriques
Les figures de rhétorique (ou « schèmata » en grec) sont des procédés stylistiques qui proviennent de la qualité de l'orateur. Elles procurent en premier lieu un plaisir (ou « delectatio ») car « leur mérite manifeste [est] de s'éloigner de l'usage courant » selon Quintilien. Pour la rhétorique classique, la figure s'écarte de l'usage minimal de la langue. Cette conception de la figure comme écart est l'un des points théoriques sur lequel la linguistique moderne a achoppé. La rhétorique voit dans la figure un moyen de persuasion reposant sur l'imagination de l'orateur. La stylistique est née de la scission de la partie de l'élocution d'avec le reste du système rhétorique. La notion de « figure de rhétorique » est ainsi à examiner, notamment au sein de la catégorie plus vaste des figures de style.

### L'«Action»
L'action (« actio », ou « hypocrisis » en grec) est la phase de prononciation du discours, que l'on peut désigner par le terme actuel d'élocution, à ne pas confondre avec la partie rhétorique du même nom. Pour Démosthène, il s'agit du but de la rhétorique alors qu'Aristote l'évoque au livre III de sa Rhétorique, mais de manière elliptique. La racine grecque renvoie également à l'hypocrisie ; en effet, l'orateur doit paraître ce qu'il veut paraître durant l'action. Cicéron parle ainsi de l'« élocution du corps » que constitue l'action. Les gestuelles et les attitudes codées (tels les plis de la toge) sont en effet importantes, ainsi que le travail de la voix (c'est l'éloquence proprement dite), du ton, du débit et du souffle. Le rythme est capital et Quintilien rapproche l'action de la musique (eurythmie).

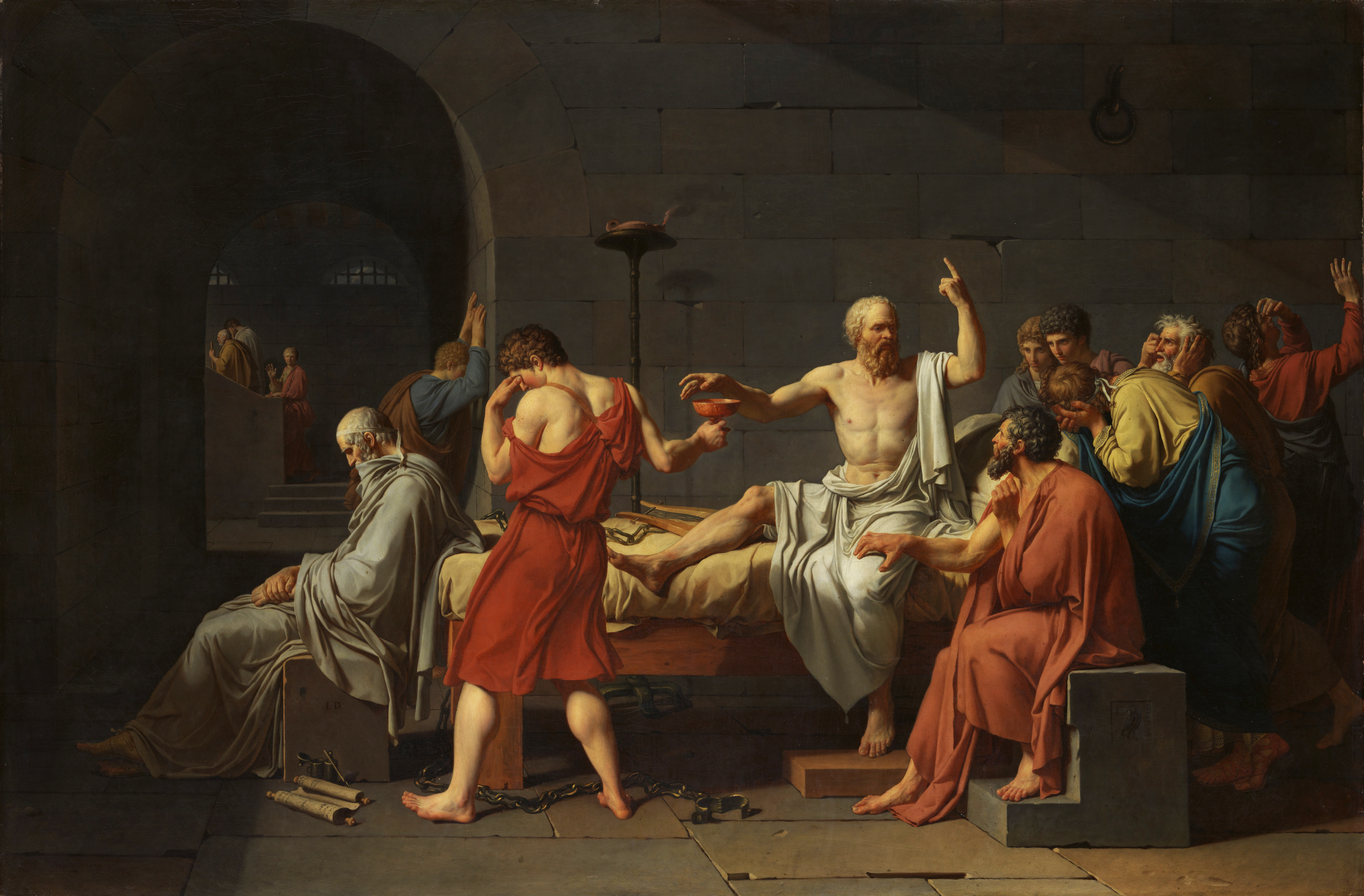
Jacques-Louis David, La Mort de Socrate (1787). Socrate est mort en discourant.

La voix est, en particulier, le noyau de l'action rhétorique. Elle doit, selon l'auteur de la Rhétorique à Herennius, être puissante, résistante et douée de souplesse. L'archétype est ici le rhéteur Démosthène qui réussit à vaincre son handicap (il bégayait) par la pratique d'exercices de déclamation, face à la mer et en dépit du bruit du ressac. Les expressions du visage, les mouvements des mains ainsi que les postures sont tous des éléments importants pour l'action, codifiés. La « chironomie » ou « art de régler les gestes des mains, et plus généralement les mouvements du corps, dans la comédie et dans la chorégraphie » est un élément important de l'action rhétorique (un mouvement lent exprime ainsi la promesse et l'assentiment par exemple), développé au XVIIe siècle par John Bulwer.
L'art du spectacle, théâtral surtout, s'en est largement inspiré. L'orateur y est un « actor », un acteur. Antoine Fouquelin note quant à lui que c'est de l'action que l'échange tire toute sa force, car, contrairement aux mots, les gestes sont universels et compréhensibles par tous.

### La«Mémoire»
La mémoire (« memoria », ou « mnèmè » en grec) est l'art de retenir son discours. Partie souvent oubliée de l'art rhétorique et des études modernes, Cicéron en fait néanmoins une qualité naturelle de l'orateur alors que Quintilien en fait une technique se fondant sur la structure du discours d'une part et sur les procédés mnémotechniques d'autre part. Il est important de remarquer à ce titre que la mémoire ne figure pas dans les traités de rhétorique d'Aristote. Le but de ces techniques est avant tout de retenir les arguments, lors des procès par exemple. La mémoire est une partie ajoutée tardivement, par certains traités latins, et notamment l'auteur anonyme de la Rhétorique à Herennius qui la définit par ailleurs comme un « trésor qui rassemble toutes les idées fournies par l'invention et qui conserve toutes les parties de la rhétorique ». Cet auteur distingue par ailleurs deux mémoires :
1. la « mémoire naturelle », qui demeure un don ;
2. la « mémoire artificielle » (au sens technique), liée à l'apprentissage et à la pratique de l'art oratoire.

La mémoire artificielle prend ainsi appui principalement sur le sens visuel, sur des images et des techniques permettant de décrire un objet ou une personne comme s'ils étaient sous les yeux de l'auditoire. Il faut ainsi pour Cicéron ranger ces images et souvenirs dans des emplacements mentaux appropriés. Dans le système rhétorique, elle est ainsi mobilisée pour se souvenir des lieux communs, elle requiert ainsi de se remémorer convenablement et en détail (dans le cas des hypotyposes par exemple) des scènes constituant la culture greco-romaine, comme les scènes mythologiques ou épiques. La doctrine de l'imitation (l'orateur doit faire référence aux Anciens) se fonde donc sur l'art de mémoire. Parce qu'elle est le médium entre le passé et le présent, entre les origines cosmogoniques (les mythes) et l'actualité du débat, la mémoire est un don divin. Cicéron considère, dans De L'Orateur, qu'elle fut prodiguée par les dieux au poète Simonide de Céos, lors d'un drame domestique. Depuis ce mythe, la mémoire est liée à l'ordre car c'est l'ordre des convives avant la chute du toit de la maison qui permit au poète de retrouver les cadavres et de les identifier.
L'art de mémoire a ainsi perpétué cette technique à travers l'époque médiévale. Albert le Grand voit ainsi dans la métaphore l'expression de la mémoire, et qui permet d'émouvoir. Pour Frances Yates elle est à l'origine des créations d'allégories médiévales, qui enrichirent la statuaire.

## Fondements de la rhétorique
Si le système rhétorique est avant tout formel, il repose également sur deux notions centrales : l'« argumentation » d'une part et les « figures de rhétorique » d'autre part, même si cette dernière compose, au XXe siècle la discipline annexe de la stylistique. Les arguments types doivent avoir une place à part, étant donné qu'ils sont souvent à la frontière des deux premières notions. Mais, la notion d'auditoire donne tout son sens à l'art rhétorique.

### L'auditoire: «convaincre» et «persuader»
Le discours rhétorique s'adresse à un public, et ce même dans le cas d'un échange entre deux personnes car le discours est alors du domaine littéraire puisqu'il peut être porté à la connaissance du lecteur. Depuis Aristote, la problématique quant à la nature de l'auditoire est un point clé du système rhétorique. Le philosophe grec en distinguait trois différents, selon le discours rhétorique à mettre en pratique. Par ailleurs, les notions de « pathos », d'« èthos » et de « logos » ne se comprennent qu'en tenant compte de l'auditoire ; en d'autres mots, le discours oratoire s'articule autour de deux verbes qui l'ont souvent définis : convaincre et persuader. Pour Chaïm Perelman, dont l'analyse a su reposer le débat, comme pour Cicéron en son temps, l'auditoire doit rester le sens de la rhétorique : « Le seul conseil d'ordre général qu'une théorie de l'argumentation puisse donner en l'occurrence, c'est de demander à l'orateur de s'adapter à son auditoire ».
La distinction de ces notions a une longue histoire ; Blaise Pascal pensait que la persuasion était du domaine de l'imagination alors que la conviction tenait de la raison et Emmanuel Kant y voyait l'opposition entre le subjectif et l'objectif. Cependant, pour Chaïm Perelman, ces débats omettent la nature de l'auditoire, donnée élémentaire. Ce débat autour de la nature de l'auditoire a pourtant été premier historiquement.
Pour Cicéron et Quintilien, le citoyen est l'interlocuteur du discours rhétorique. Or, cette définition demeure par trop philosophique, la conscience de l'auditoire n'étant pas prise en compte.[pas clair] Perelman étend donc cette définition au champ de la pratique en expliquant que l'auditoire est : « l'ensemble de ceux sur lesquels l'orateur veut influer par son argumentation ». Perelman, qui est le spécialiste abouti de la rhétorique du milieu judiciaire, distingue ainsi deux types d'auditoire :
1. un « auditoire universel » ;
2. un « auditoire particulier », d'« une infinie variété »[137] ajoute-t-il.

Pour lui, le discours s'adressant à un auditoire particulier vise à persuader alors que celui à destination d'un public universel vise à convaincre.

### L'orateur
L'orateur est une « personne que sa fonction conduit souvent à prononcer des discours devant un public ». Néanmoins, le terme de « rhéteur » lui fait concurrence, désignant plus spécifiquement « celui qui fait profession de l'art de la rhétorique ». Ce statut existe dès la Grèce antique où l'orateur devient un homme politique et un enseignant. Isocrate résume ainsi ce double aspect :

« […] nous appelons orateurs ceux qui sont capables de parler devant la foule et nous considérons comme de bons conseils ceux qui peuvent sur les affaires s'entretenir avec eux-mêmes de la façon la plus judicieuse. »

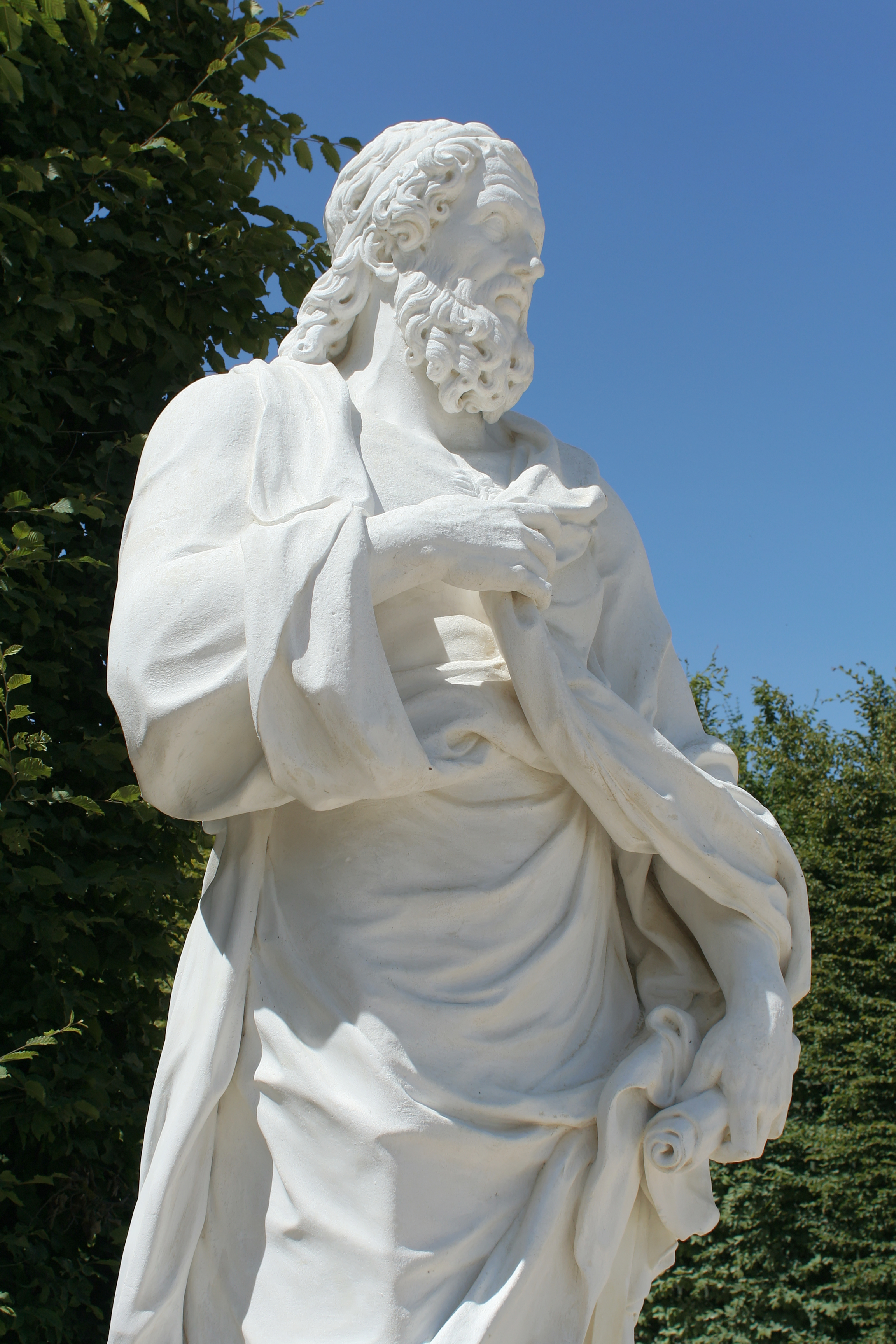
L'orateur grec Isocrate, par Pierre Granier.

L'orateur, selon le type de discours qu'il met en œuvre, peut être un prédicateur, un avocat ou un sophiste. Néanmoins, il y a autant d'orateurs qu'il y a de conversations et de genres discursifs note Olivier Reboul. Un homme d'église peut ainsi faire un sermon alors que l'homme de loi use d'apologie (défense d'une personne) ou de réquisitoire (attaque contre une personne). L'orateur dépend donc avant tout de son public.
Jean Starobinski, dans Les Lieux de mémoire note que les lieux traditionnels de la rhétorique (la chaire, la tribune et le barreau) sont aujourd'hui éclatés et diversifiés en affiches, cortèges politiques ou syndicaux, télévision, publicité, conférence, « si bien que la figure de l'orateur est devenue « anachronique ». Par ailleurs, ce statut, et sa perception dans la sphère publique, a évolué. Le sexe de la personne qui assume le discours, au moyen des techniques oratoires a également évolué. Selon Philippe-Joseph Salazar en effet, il existe « deux régimes de la parole publique », l'un oratoire, qui est masculin (en diplomatie, dans les domaines judiciaire, religieux et parlementaire) et un second féminin, dévolue à l'art de la conversation pur et formant une véritable « institution » selon Marc Fumaroli. Salazar rappelle alors qu'il existe en Suède, depuis le XIXe siècle une tradition oratoire féminine inexistante ailleurs en Europe (sauf peut être lors de la préciosité), et laissée de côté par les historiens de la littérature.
Enfin, pour la rhétorique classique, l'« orateur est homme de bien qui parle de bien », traduction de l'adage latin « uir bonus dicendi peritus » attribué au rhétoricien romain Quintilien, c'est-à-dire qu'il doit porter des valeurs civiques de probité et de respect de l'interlocuteur.
Dans les mondes grec puis romain surtout, l'orateur a une fonction de médiation : « la vie politique se nourrit de cette transaction rhétorique, par quoi l'orateur persuade de manière réglée afin que ceux qui sont persuadés puissent, à leur tour, persuader d'autres » explique Philippe-Joseph Salazar. Le « bien » dont parle Quintilien est alors le « bien commun », la justice sociale, la « res publica » des romains.

### L'argumentation

#### Science du raisonnement

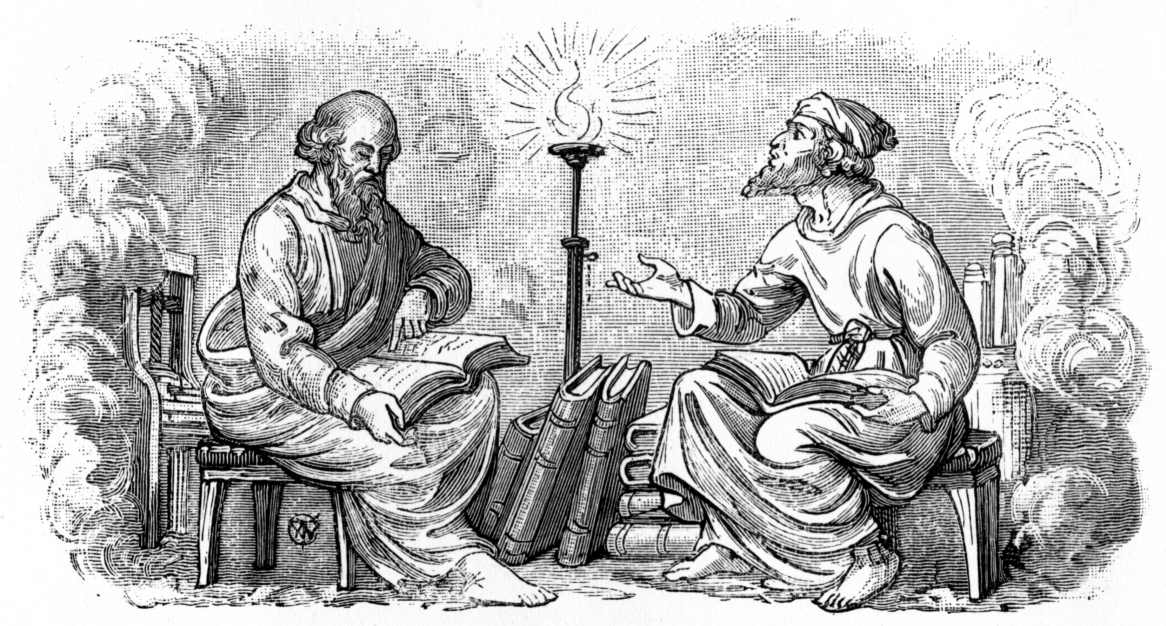
Scène de conversation. William Blades, Pentateuch of Printing with a Chapter on Judges (1891).

L'argumentation constitue une « méthode de recherche et de preuve à mi-chemin entre l'évidence et l'ignorance, entre le nécessaire et l'arbitraire. Elle est, comme la dialectique qu'elle continue sous d'autres formes, un des piliers de la rhétorique ». Elle a souvent été confondue, sans distinction, avec la rhétorique en tant que telle, alors que, si la rhétorique peut s'appuyer sur le discours argumentatif, l'inverse n'est pas vrai. Le but de l'argumentation est de faire progresser la pensée en partant du connu pour faire admettre l'inconnu ; ce que la logique formelle nomme l'inférence. Le maître-mot est alors le raisonnement, qui se divise lui-même en deux notions (la déduction et l'induction). Pour Joëlle Gardes-Tamine l'argumentation a pour but de réduire la distance entre l'orateur et son public. Elle rappelle en effet que les latins appelaient également l'argumentation l'aptum, c'est-à-dire l'« adaptation au public ».
Il existe néanmoins un type de raisonnement qui s'exclut du champ rhétorique remarque Jean-Jacques Robrieux. Il s'agit de la démonstration, qui est « un enchaînement de raisonnements, liés entre eux par un caractère de nécessité […] et à peu près indépendant de la volonté de son auteur », qui est l'apanage du domaine scientifique. Contrairement à l'argumentation, dans laquelle l'orateur est libre de sa stratégie argumentative, dans la démonstration (la mathématique par exemple, parmi les plus rigoureuses) la logique interne prime, « les axiomes ne sont pas en discussion [et] […] on ne se préoccupe guère de savoir s'ils sont ou non acceptés par l'auditoire ».
Il existe ainsi deux types d'argumentations, déterminant toute une gamme d'arguments utilisés dans le discours :
1. l'argumentation « ad rem » (sur la chose), ou « ex concessis », qui s'adresse à un auditoire universel ;
2. l'argumentation « ad hominem » (vers l'homme) qui est une opposition de thèses personnelles.

#### Déduction et syllogistique
La déduction est le principe de raisonnement qui va du général au particulier. La syllogistique étudie ce mode de raisonnement. Jean-Jacques Robrieux donne ainsi cet exemple :

« Toute l'Europe est démocratique.
La France fait partie de l'Europe.
Donc la France est un État démocratique. »

Schéma du syllogisme de type : Tout homme est mortel, or Socrate est un homme, donc Socrate est mortel.

Les deux premières propositions (qui sont des « assertions » : elles énoncent un fait) sont appelées les prémisses du raisonnement. La première assertion est dite « majeure » car elle énonce une loi générale alors que la seconde est « mineure » car elle énonce un fait particulier. Par ailleurs, les termes sont appelés « grand terme » (ici « États démocratiques »), « moyen terme » (« Europe ») et « petit terme » (« France »). Selon leur place, au sein des prémisses, quatre figures sont possibles.
Par ailleurs, la syllogistique distingue les « modes » ou agencement des termes selon deux couples de variables :
1. universel / particulier ;
2. affirmatif / négatif.

qui donnent ainsi également quatre figures possibles (ou « syllogismes » de (grec ancien sun et logos, « qui utilise le discours »). Les modes combinés aux possibilités d'agencement des termes aboutissent à un ensemble de 256 combinaisons dont seulement 19 sont rationnelles et logiques. La scolastique les désigne au moyen de voyelles permettant de créer une matrice :
1. universelle affirmative (a) ;
2. universelle négative (e) ;
3. particulière affirmative (i) ;
4. particulière négative (o).

Les combinaisons forment ainsi des mots, par exemple « Barbara » (a, a, a), dans le cas de trois propositions universelles et affirmatives. Néanmoins, il existe quatre syllogismes dits « complexes », parmi les plus utilisés en rhétorique, au-delà des syllogismes formels et logiques spécifiques :
1. le « sorite » (grec ancien sôreitês, « tas »)[note 43]. Le sorite se fonde sur la décomposition de la mineure en une suite de propositions enchaînées par des relations d'implications ; c'est un syllogisme continu ;
2. l'« épichérème » (latin scientia, « connaissance ») est un syllogisme qui apporte des arguments (preuves ou lieux communs) aux prémisses. Il s'agit par exemple d'user de digressions pour détailler un point précis, dans le cours du raisonnement ;
3. l'« enthymème » (grec ancien enthumeomaï, « je réfléchis »), est un syllogisme réduit car il y manque une prémisse (qui est soit évidente et juste ou fausse, soit elle est masquée volontairement comme dans le « je pense, donc je suis » de René Descartes.

#### Induction et la généralisation
L'induction part de faits particuliers pour aboutir à une loi générale. Elle prime notamment dans la démarche scientifique. Les rhétoriciens en distinguent deux types :
1. l'« induction complète » qui permet des inférences à partir de la totalité des phénomènes sur lesquels se fonde l'orateur ;
2. l'« induction amplifiante » qui n'en retient qu'un échantillon et extrapole ensuite en loi les propriétés découvertes.

Jean-Jacques Robrieux s'arrête sur la remarque selon laquelle le raisonnement inductif ne fait pas que généraliser ; il peut aussi induire des faits particuliers, c'est le cas des enquêtes de police par exemple.

### Les figures de rhétorique

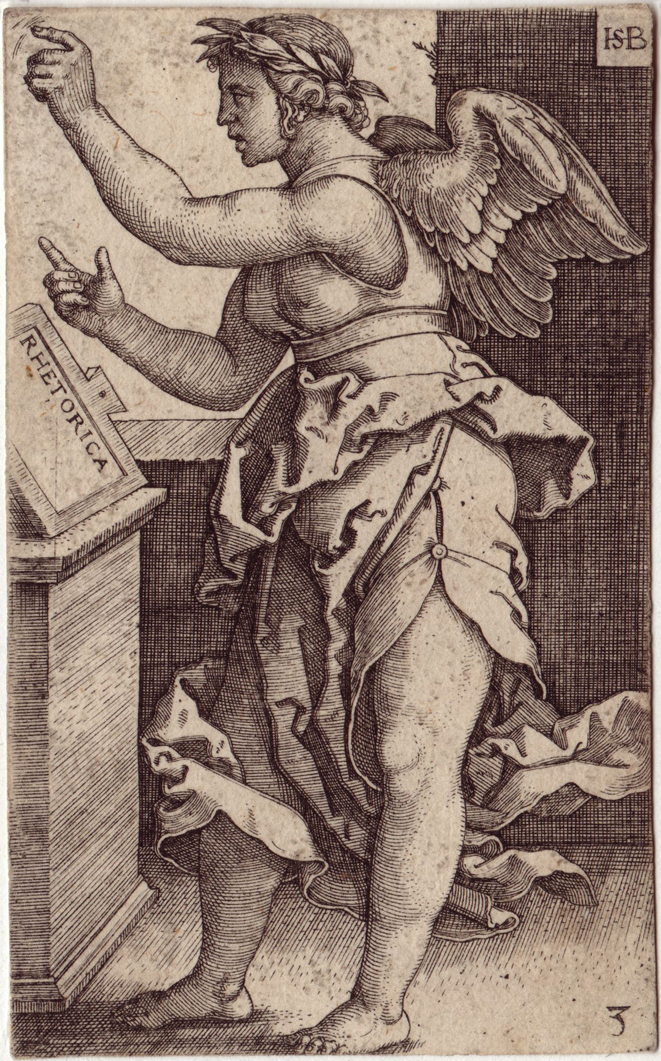
Allégorie de la rhétorique par Hans Sebald Beham. Rhetorica tirée des Sept arts libéraux.

Il s'agissait à l'origine d'une partie de la rhétorique liée à l'« elocutio » mais également de l'agencement du discours (la « dispositio »), avant de devenir l'élément le plus analysé et le plus discuté de la rhétorique, dépassant même le cadre de la discipline oratoire pour devenir un aspect du style, surtout en littérature. La figure de rhétorique est perçue depuis les origines antiques de la discipline comme étant un « ornement du discours » (« colores rhetorici »).
Le classement des figures est un problème transversal à toute l'histoire de la rhétorique. Au XXe siècle, avec les recherches structuralistes surtout, les figures de style quittent le terrain de la rhétorique pour devenir des éléments de la persuasion et de la communication. La linguistique moderne les classe majoritairement en quatre niveaux :
- niveau du mot (exemple : tropes) ;
- niveau du syntagme (exemple : oxymore) ;
- niveau de la proposition (exemple : inversions) ;
- niveau du texte (exemples : ironie, hypotypose).

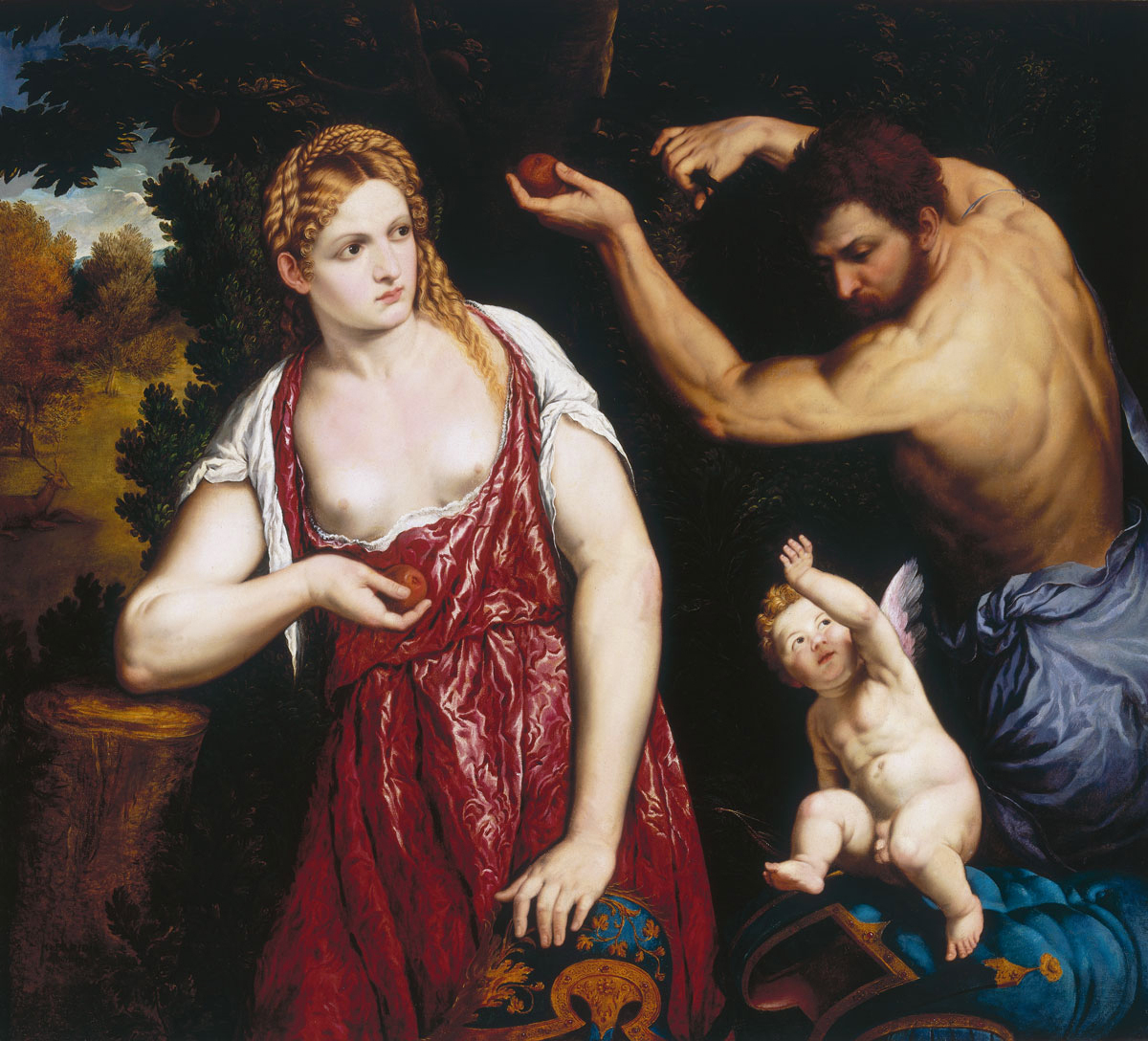
Cupidon est dans ce tableau l'allégorie de l'Amour.

Cependant, les classements proposés ne rendent que difficilement compte des effets stylistiques des figures, complexes et reposant surtout sur le contexte (c'est le cas notamment de l'ironie). Enfin, toutes les figures de style ne concernent pas la rhétorique : seules celles affectant le discours et le rapport de locution sont dites rhétoriques.
Les figures de rhétorique permettent une vaste palette d'effets. La stylistique en étudie plus précisément les effets sur le lecteur, sans tenir compte d'une situation d'éloquence particulière. Nombre de ces figures peuvent devenir des arguments spécifiques. L'allégorie est ainsi très employée dans le discours oratoire car elle permet de donner à voir des concepts abstraits par définition. Le recours aux allégories mythologiques (comme Cupidon qui représente l'Amour) permet de rendre davantage didactique son discours. C'est le cas aussi de la métaphore comme dans « Ma femme aux cheveux de savane » d'André Breton ou du paradoxisme par exemple. Elles peuvent frapper l'esprit par le raccourci que constitue l'association des contraires dans l'oxymore : « Le superflu, chose très nécessaire […] » (Voltaire) ou produire un effet comique avec le zeugme : « On devrait faire l'amour et la poussière », (paroles de Zazie de Raymond Queneau). Si les figures permettent des effets sur le pathos et l'èthos, elles peuvent concerner également des tactiques de manipulation davantage complexes. Joëlle Gardes-Tamine, dans la Rhétorique distingue celles servant à polémiquer (comme l'ironie et l'analogie) à nommer (périphrase, antonomase), à frapper l'auditoire (par l'hyperbole et la description), à suggérer des idées (allusion, métonymie, euphémisme) ou encore à interpeller (apostrophe).

### Les arguments
Les arguments sont les éléments de discours servant à étayer un propos ou une thèse. Pour Quintilien : 

« un argument est un raisonnement fournissant une démonstration, qui permet d’inférer une chose d’une autre, et confirme ce qui est douteux par ce qui n’est pas douteux. »

Les auteurs en distinguent deux catégories majeures : ceux provenant du domaine de la logique formelle et ceux émettant un jugement. Jean-Jacques Robrieux distingue lui quatre classes d'arguments :
1. les « arguments quasi logiques » ;
2. les « arguments empiriques » ;
3. les « arguments contraignants et de mauvaise foi » ;
4. les « arguments jouant sur le pathos ».

Il est important de rappeler que l'on appelle « thème » le sujet de la proposition (c'est-à-dire ce qu'on dit), et « prédicat » l'information sur ce sujet.
Les arguments ont été l'objet de recherches importantes, tant dans leur dimension linguistique que logique. Aristote les analyse dans son Organon et dans les Arguments sophistiques. Port-Royal a rédigé par ailleurs une Logique de Port-Royal. Enfin, l'économiste John Stuart Mill a écrit lui aussi une Logique, et principalement le livre V consacré aux arguments paralogiques.

#### Les arguments quasi logiques
Chaïm Perelman est l'introducteur du concept d'argument quasi-logique. Il faut comprendre ici le « quasi-logique » comme similitude avec les règles d'inférences de la logique formelle).
Perelman identifie cinq types d'arguments quasi-logiques :
- l'incompatibilité ;
- la définition ;
- la transitivité ;
- la règle de justice ;
- la comparaison ;

L'incompatibilité est l'analogue dans l'argumentation de la contradiction logique dans un système formel. Pour illustration, la critique d'une personne sur le fait que ses actes ne sont pas conformes à ses propos est une forme d'argument quasi-logique d'incompatibilité. Il n'y a dans cet exemple à proprement parler aucune contradiction logique, c'est-à-dire que ne sont pas mis en présence des énoncés se niant logiquement.
La définition est un argument quasi-logique quand elle est choisie par l'orateur parmi différentes définitions possibles d'un même concept. Ce choix est argumentatif en ce qu'il influence la pensée de l'auditoire. Dans un système formel, la définition est une relation d'équivalence logique entre le défini et le définissant. Dans l'argumentation, il n'y a généralement pas d'équivalence logique en raison des différentes connotations portées par les termes du défini et du définissant.
La relation logique de transitivité est la relation qui veut que si A implique B et B implique C alors A implique C. Dans l'argumentation, il est souvent mobilisé une forme affaiblie de transitivité. Perelman cite comme exemple le fameux dicton : « Les amis de mes amis sont mes amis ». Cet énoncé ne contient pas une authentique relation logique de transitivité en raison de ce qu'il admet des exceptions selon le contexte.
La règle de justice est l'analogue dans l'argumentation de la règle de symétrie dans un système formel. Un exemple est la formule de Quintilien : « Ce qui est honorable d'apprendre, il est également honorable de l'enseigner ».
Enfin, Perelman conçoit également la comparaison comme un argument quasi-logique quand elle est une recherche d'identité. Il faut alors la distinguer de la figure de style du même nom.

#### Les arguments empiriques
Ces arguments se fondent sur l'expérience. Contrairement aux arguments logiques, ils ne peuvent exister sans une observation du champ de la réalité (appelée « empirie »). D'après Jean-Jacques Robrieux, ils se sous-divisent en trois groupes : les arguments fondés sur la causalité et la succession comme la description, ceux fondés sur la confrontation comme la disqualification ou l'argument d'autorité et enfin les arguments inductifs comme l'illustration ou l'analogie.

#### Les arguments contraignants et de mauvaise foi
Ces types d'arguments sont hautement manipulateurs, mais à des degrés divers. Ainsi, les auteurs distinguent ceux fondés sur le bon sens, l'appel au conformisme, la ruse ou la violence. Ils sont également peu logiques. Peu étudiés au cours des siècles, Jean-Jacques Robrieux remarque qu'ils font « l'objet d'un regain d'intérêt théorique depuis quelques décennies seulement, au moment où les démocraties, le système consumériste et les médias se sont mis à les employer abondamment ». Certains de ces arguments ont recours aux valeurs (ce sont les repères moraux admis par une société donnée et partagées par tous), d'autres sont plus particulièrement des ruses sophistiquées destinées à gagner à tout prix le débat. Ils sont : le proverbe, les lieux communs et les questions.

Les « cubes impossibles » de Maurits Cornelis Escher sont des représentations graphiques de paradoxes.

Les « questions éristiques » sont quant à elles polémiques ; elles cherchent à agresser l'interlocuteur. Le philosophe Arthur Schopenhauer en a proposé une étude précise dans L'Art d'avoir toujours raison ou Dialectique éristique (1830 - 1831).
Dans le domaine de la mauvaise foi, il existe un ensemble d'arguments particulièrement efficaces s'appuyant sur une déficience de logique formelle (appelés de manière générale les paralogismes) comme le sophisme, le paralogisme, la pétition de principe ou le paradoxe.

#### Les arguments jouant sur le pathos
Certains arguments ont pour but unique d'émouvoir ou de susciter la pitié. Le discours judiciaire y est particulièrement sensible, notamment lorsque l'avocat de la défense tente d'émouvoir le jury par exemple. Ils sont l'argument démagogique, l'argument ad misericordiam ou ad baculum.

## Domaines de la rhétorique
Étant avant tout une pratique, la rhétorique s'incarne au sein de divers domaines, principalement les discours philosophique, politique et publicitaire. Le domaine religieux et pédagogique sont également très influencés par l'art oratoire, dans leur dimension historique mais aussi pratique. Tous les spécialistes de la discipline s'accordent à dire que celle-ci vit un renouveau, à travers ces « rhétoriques » du fait de l'expansion des techniques et des enjeux de la communication actuelle. Néanmoins, la rhétorique n'est pas qu'une somme de techniques ; pour Olivier Reboul, Chaïm Perelman, selon les mots de Bertrand Buffon elle « favorise l'exercice du jugement critique face à ces manipulations grandissantes de l'opinion par la parole et par l'image ».

### Rhétorique et philosophie

#### Une histoire et des enjeux communs
Pour Michel Meyer, la philosophie et la rhétorique entretiennent des connexions certaines. D'une part, la philosophie est née de la rhétorique, avec Platon et Aristote surtout. C'est avec ce dernier que « la nouvelle rhétorique devient alors l'instrument de la philosophie » selon Chaïm Perelman. D'autre part, « Philosopher, c'est argumenter, structurer un discours qui va aussi loin que possible, du fondement aux conséquences ». Platon scella définitivement l’opposition entre la rhétorique « philosophique », et la rhétorique « littéraire ». Néanmoins, le discours demeure toujours une interrogation philosophique, alors que la philosophie se fonde de même toujours sur une méthodologie rhétorique. C'est surtout l'œuvre de Cicéron qui symbolise le rapport intime qui existe entre les deux disciplines.
S'il n'est pas public, le raisonnement philosophique doit néanmoins convaincre, argumenter et persuader, autant d'objectifs rhétoriques. Chaïm Perelman a ainsi réalisé une étude de cette double influence, dans Rhétorique et philosophie pour une théorie de l'argumentation en philosophie. Perelman note également l'importance de l'analogie et de la métaphore en philosophie, ce que le philosophe Paul Ricœur, dans La Métaphore vive pose comme un préalable au travail herméneutique. Par ailleurs, le philosophe Jacques Derrida s'intéresse à la construction du discours dans Rhétorique et philosophie.
Enfin, l'histoire des deux disciplines a souvent coévolué ; en effet, les préoccupations de la Renaissance, portant sur l'objet du langage les ont nourri. Il s'agissait alors de savoir si le langage devait être compris comme un instrument de compréhension (d'ouverture au divin) ou bien de communication (de manipulation politique). Les réponses de la philosophie ont considérablement, note Michel Meyer, fait progresser la rhétorique ; parallèlement, les conceptions des rhétoriciens jésuites notamment ont apporté à la philosophie la logique formelle et le logicisme.

#### Philosophies de la rhétorique
La rhétorique comme objet de connaissance et objet d'analyse philosophique a donné lieu à de nombreuses réflexions sur la nature du langage et sur le statut de la vérité au sein du discours. Les fonctions de la rhétorique et les notions de « pathos » et de « logos » vont passionner les thèses philosophiques dès la Renaissance, en effet « Il n'est pas un philosophe du XVIIe siècle qui ne pose le problème de la place et de la puissance du logos […]. ».

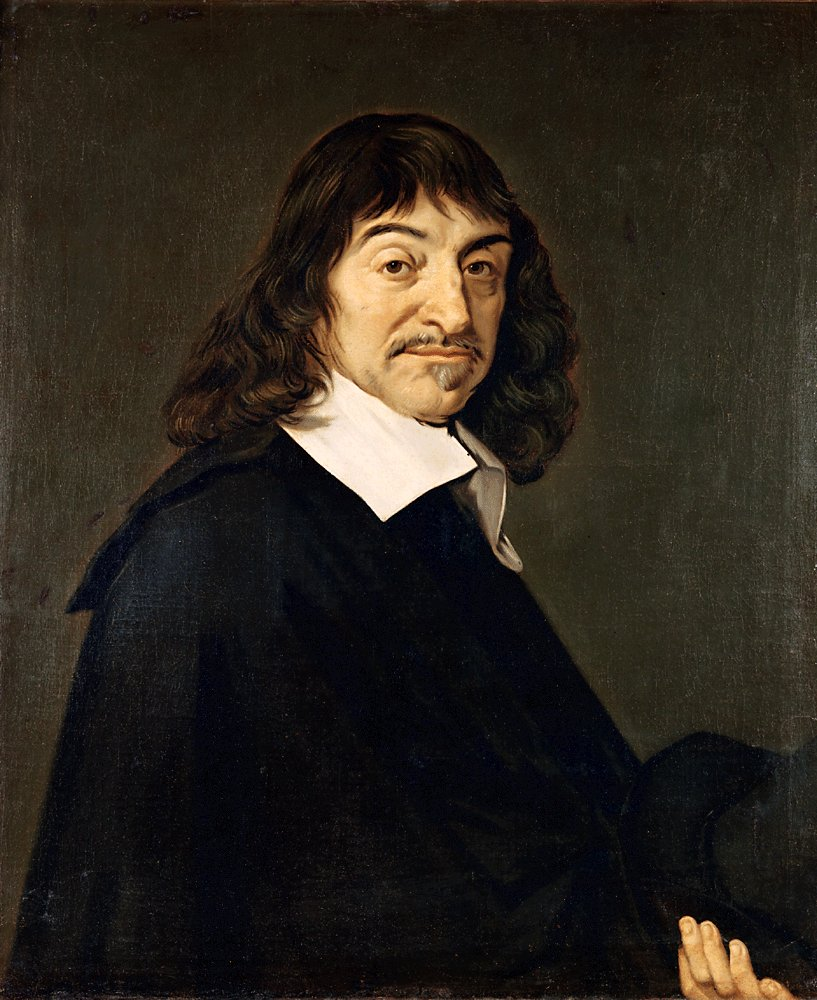
René Descartes a bâti son raisonnement scientifique sur la rhétorique. Portrait par Frans Hals.

Francis Bacon (1561 - 1626) est ainsi le premier à proposer d'étendre la partie de l'« inventio » au domaine scientifique. Tout dans la rhétorique peut aider le savant et le langage construit peut venir à bout de chaque paradoxe et l'art oratoire est selon lui lié à l'imagination. Thomas Hobbes (1588 - 1679) voit lui dans le pathos un danger pour l'entreprise empirique, qui se fonde sur les faits bruts. La rhétorique est ainsi le langage du pouvoir, du Léviathan, et un mensonge qui permet de contrôler les hommes.
Mais c'est surtout René Descartes qui propose un renouveau, en philosophie, de la rhétorique, à travers son Discours de la méthode (1637). Confondant l'argumentation avec la rhétorique, Descartes voit dans l'art oratoire et ses techniques le moyen d'étudier les « raisons » des faits (leurs causes en somme). Il plaide également pour que la dialectique soit intégrée à la rhétorique ; selon lui, une démonstration scientifique ne peut s'en passer. Enfin, Descartes doit à la partie de l'invention rhétorique ses quatre préceptes déterminants sa méthode cartésienne. Michel Meyer voit en effet dans ces préceptes, permettant d'étudier un fait, qui sont : l'évidence, la décomposition, la recomposition et le dénombrement soit les quatre phases de l'invention. Blaise Pascal propose quant à lui un Art de persuader (1662) et affirme l'irréductibilité du pathos, qu'il formule par l'expression du « je ne sais quoi ». Pour lui, la rhétorique doit se cantonner à l'étude des logiques et ne pas chercher à expliquer la dimension pathétique de l'orateur.
La philosophie moderne va beaucoup revenir sur les acquis de la rhétorique. Dans la Dialectique éristique (1830-1831), le philosophe Schopenhauer explore les voies de la controverse. Il considère que la dialectique éristique est l'art de la controverse. Il explore les causes de celle-ci puis aboutit à postuler que, dans le discours rhétorique, la vérité n'existe pas, au contraire du discours logique.

### Rhétorique et politique

#### Véhicule de l'idéologie
Analysé par Constantin Salavastru, dans Rhétorique et politique. Le pouvoir du discours et le discours du pouvoir, l'art oratoire entretient une « vieille complicité avec l'art de gérer [la Cité] ». Déjà, en 1815 - 1816 le rhétoricien français Edgar Quinet remarquait que la rhétorique s'est toujours accommodée de l'autorité politique : « Une seule chose s'était maintenue dans les collèges délabrés de l'Empire : la Rhétorique. Elle avait survécu à tous les régimes, à tous les changements d'opinion et de gouvernement, comme une plante vivace qui naît naturellement du vieux sol gaulois ». Enfin, « le discours politique est l'archétype du genre dit délibératif ».
En réalité, pour la linguistique, le discours est naturellement implicite. La communication et la langue sont en elles-mêmes des systèmes « flous » car soit fragiles (le « bruit » ou le « blanc » peuvent altérer l'échange) soit polysémiques (un mot a ainsi plusieurs sens réels, des dénotations mais aussi des connotations). Oswald Ducrot a ainsi proposé une théorie dite de la « présupposition » dans Dire et ne pas dire. À chaque instant de l'échange, les locuteurs et interlocuteurs émettent un ensemble de présuppositions permettant le décodage du message. C'est sur ces présupposés cognitifs que, selon Marc Angenot, l'idéologie et la politique se fondent. Ils les nomment des « idéologèmes » et constate qu'ils accompagnent certains mots spécifiques, à forte connotation, comme « juif » par exemple, au sein de ce qu'il appelle les « discours sociaux », fortement idéologiques.

#### Rhétorique et démocratie
La manipulation par le verbe et le discours est souvent perçue comme un attribut du pouvoir politique. La rhétorique est ainsi considérée comme le cœur de la propagande ou de la démagogie. Or, pour nombre d'auteurs, la rhétorique est surtout un instrument démocratique.

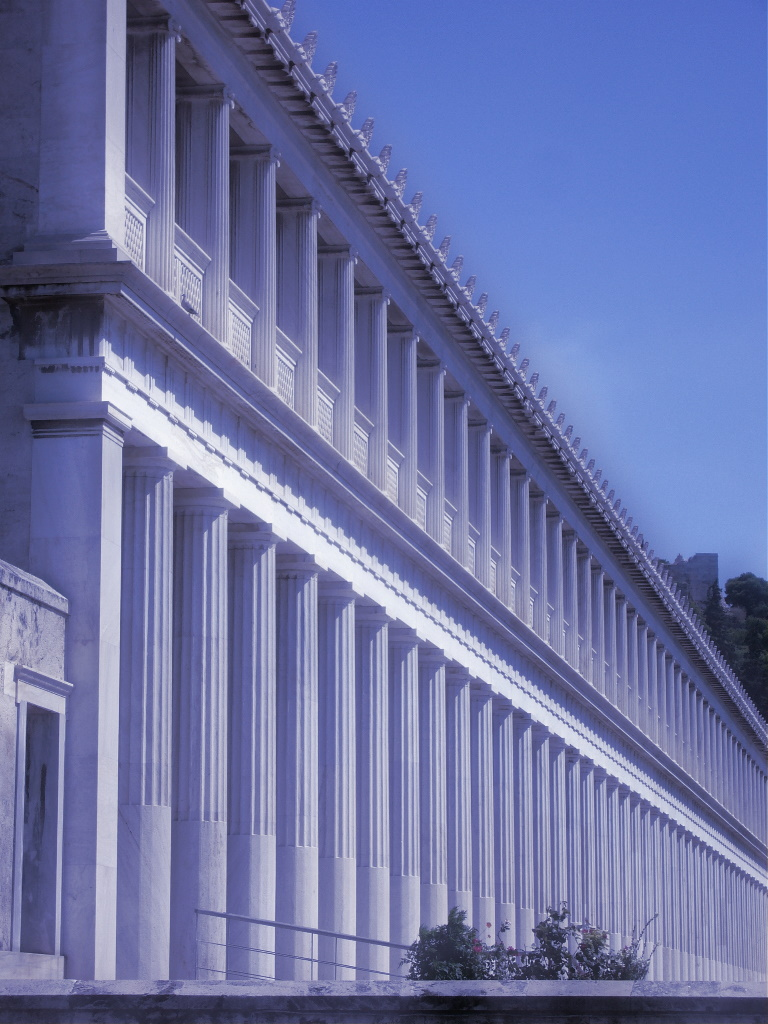
La rhétorique prend le masque de la politique et ceux qui ont l'intention de la pratiquer font de même (Aristote). « Stoa d'Attalus », restes de l'agora à Athènes.

Pour Jean-Jacques Robrieux, spécialiste de la rhétorique classique, « s'il n'est pas nécessairement manipulateur, il [le discours politique] est toujours rhétorique, tendu vers la persuasion, soit parce qu'il faut se mettre à la portée du public (cas de la pédagogie) soit parce qu'il existe un antagonisme (cas du judiciaire), ou au moins des divergences de vue (cas du délibératif) ». Autrement dit, l'équation selon laquelle la rhétorique est synonyme de manipulation reste un cliché que ni l'histoire, ni l'usage n'infèrent. En effet, pour certains auteurs, paradoxalement, la rhétorique ne peut se fonder que sur la liberté individuelle, ainsi que sur un climat de liberté sociale. Jacqueline de Romilly remarque, sur le plan de la méthode historique, que, à Athènes, au siècle de Périclès, la rhétorique progressait d'autant plus que progressait la liberté.
Pour Philippe-Joseph Salazar, dans Pratiques de la rhétorique dans la littérature de la fin du Moyen Âge et de la première modernité, la rhétorique a permis l'avènement de la démocratie, par le maintien de principes d'équité, tels l'égalité de temps de parole ou le débat contradictoire. Reprenant le néologisme de la spécialiste du monde grec en France, Barbara Cassin : « Je citoyenne, nous citoyennons » [sic], Salazar explique que l'art oratoire se fonde sur trois valeurs démocratiques : ce qui est « juste » (rhétorique judiciaire), ce qui est « utile » (rhétorique délibérative) et ce qui est « valable » (rhétorique épidictique). Pour synthétiser, il voit dans l'enseignement rhétorique le noyau de la démocratie :

« La formation rhétorique sert à établir, autant que possible, un équilibre entre la notion fondamentale, en démocratie, que le sens commun est également partagé et la réalité brutale que ce partage s'effectue mal. »

### Rhétorique et psychologie

#### Un substitut à la violence
Depuis les débuts de la discipline, les auteurs remarquent que la rhétorique recherche en priorité les solutions de l'ordre des représentations. Loin de son image actuelle de moyen verbal au service de l'idéologie, la rhétorique a avant tout à voir avec le processus de civilisation et la notion de catharsis décrite par Aristote. Olivier Reboul dit ainsi :

« La polémique n'est pas la guerre. Elle est même exactement le contraire, car elle n'est possible que là où l'on dépose les armes, ou cedant arma togae, où le combat fait place au débat. Sans doute le débat peut-il être long, épuisant et cruel. Mais il n'est pas la guerre, la guerre où triomphe la causalité aveugle et la mort. Tant qu'on parle, on ne se tue pas. Mieux encore, dans la joute rhétorique, on ne perd ni ne gagne jamais tout à fait par hasard, et ni la victoire ni la défaite ne sont irrémédiables. Les Anciens n'avaient pas tort de comparer la rhétorique au sport ; l'un et l'autre canalisent l'agressivité humaine et constituent une victoire de l'art sur la guerre, du raisonnable sur l'arbitraire. »

C'est surtout l'approche « communicationnelle » (étudiant en quoi la rhétorique est avant tout une méthode de communication entre personnes) qui s'intéresse à la dimension psychologique de l'art oratoire. Selon Aron Kibédi Varga, dans Rhétorique et littérature, « à la base de toute rhétorique, il y a le désir de communication ». Pour nombre d'auteurs, les débuts quasi mythiques de la discipline, relatés par Aristote, selon qui la rhétorique est née après que les tyrans de Sicile aient été expulsés par le peuple, au Ve siècle av. J.-C., éclairent cette dimension. Il fallut en effet redistribuer aux paysans les terres confisquées, ce qui obligea de mettre en place un cadre procédurier ainsi qu'une technique de prise de parole. En d'autres termes, note Joëlle Garde-Tamine, la rhétorique devint un substitut à la violence.

#### Des processus cognitifs à l'œuvre dans le système rhétorique
La psycholinguistique a permis au XXe siècle de relever l'importance des processus de cognition que l'orateur ou l'interlocuteur mettent en pratique au sein du discours. La mémoire est ainsi particulièrement sollicitée, ainsi que l'imagination, à travers le pourvoir de figuration. Les figures de style sollicitent en effet les compétences d'imagerie mentale que le cognitivisme a pu mettre en exergue. Rudolf Arnheim, dans La Pensée visuelle (1976) énumère les processus cognitifs liés au sens de la vue auxquels à recours la communication.
Déjà, au XVIIe siècle, le cartésien Géraud de Cordemoy, dans son Discours physique de la parole (1668) voyait dans la rhétorique le résultat de l'interaction intime de l'âme et du corps, interaction consistant en « une heureuse disposition du cerveau » qui explique, par exemple, la force du pathos et des affects. S'il manipule, le discours rhétorique agit en premier lieu au niveau sentimental. La publicité redécouvre la puissance suggestive de l'art oratoire, que les sémioticiens comme Jacques Durand ou Roland Barthes ont étudiée. Roland Barthes voit ainsi dans la rhétorique un langage général à l'esprit : « Il est probable qu'il existe une seule forme rhétorique, commune par exemple au rêve, à la littérature et à l'image ».

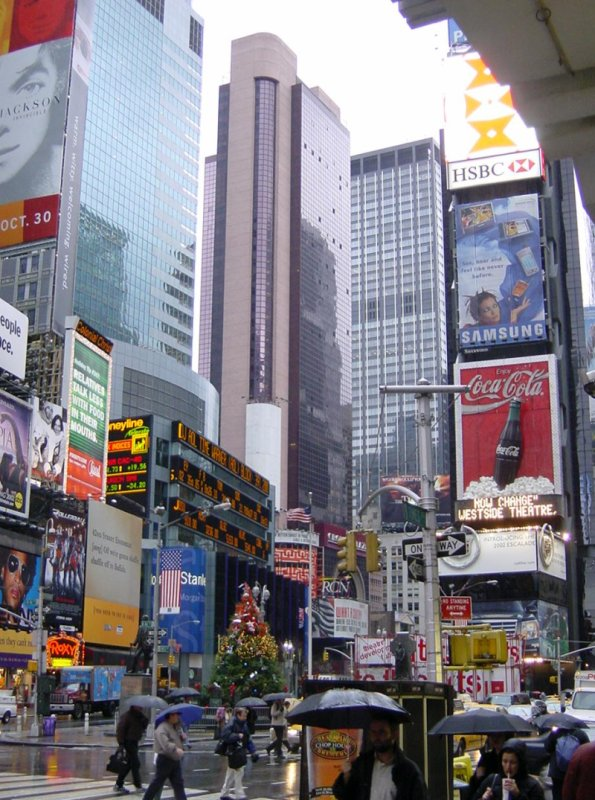
La publicité tente de convaincre sa cible : le consommateur, et pour cela, les figures mais aussi les techniques rhétoriques sont utilisées. Publicités à Times Square, New York.

Le discours publicitaire se fonde enfin sur la dimension psychologique de la rhétorique. À partir de l’analyse d’affiches électorales, Olivier Reboul conclut ainsi que la nature rhétorique de l’image concerne principalement l’èthos et le pathos alors que, au contraire, l’argumentation n'est pas première. Jacques Durand a lui abordé la fonction de l’usage des figures dans le discours de vente. Il propose de considérer la rhétorique de l’image publicitaire comme une rhétorique de recherche du plaisir qui permet au consommateur un double bénéfice : « d’une part en lui épargnant, le temps d’un regard, l’effort psychique nécessité par « l’inhibition ou par la répression » et, d’autre part, en lui permettant de rêver à un monde où tout est possible ».
La manipulation verbale enfin utilise des effets psychologiques, plus ou moins conscients. Ainsi, par exemple, cite Chaïm Perelman, le fait de hiérarchiser les valeurs (les qualifications destinées à présenter les idées ou les faits) conduit subliminalement à imposer un point de vue à l'auditeur. En effet, « par un curieux effet psychologique, ce qui perd en importance devient, par le fait même, abstrait, presque inexistant » dans la conscience de l'auditoire. Des figures de style permettent ainsi de jouer particulièrement sur ce genre d'effets (telles la métabole ou l'amplification par exemple).

### Rhétorique et psychanalyse
Avec le psychanalyste Jacques Lacan apparaît la notion d'une relation étroite entre la rhétorique et l'inconscient : « Qu’on reprenne donc l’œuvre de Freud à la Traumdeutung pour s’y rappeler que le rêve a la structure d’une phrase, ou plutôt, à nous en tenir à sa lettre, d’un rébus, c’est-à-dire d’une écriture, dont le rêve de l’enfant représenterait l’idéographie primordiale. […] C’est à la version du texte que l’important commence, l’important dont Freud nous dit qu’il est donné dans l’élaboration du rêve, c’est-ā-dire dans sa rhétorique. Ellipse et pléonasme, hyperbate ou syllepse, régression, répétition, anaphore, apposition, tels sont les « déplacements » syntaxiques, métaphore, catachrèse, antonomase, allégorie, métonymie et synecdoque, les « condensations » sémantiques, où Freud nous apprend à lire les intentions ostentatoires ou démonstratives, dissimulatrices ou persuasives, rétorsives ou séductrices, dont le sujet module son discours onirique ». En résumé, il fait coïncider, quant aux procédés de constitution du rêve, la condensation de Freud avec la métaphore, et le déplacement avec la métonymie. « La métaphore est constitutive de l'inconscient », énonce-t-il par ailleurs.

### Rhétorique et religion
La rhétorique prend une forme particulièrement vivante au sein des grandes religions. Les discours prophétiques emploient en effet un ensemble de moyens de persuasion allant de l'image (ou « parabole ») à la logique dans les propos théologiques.

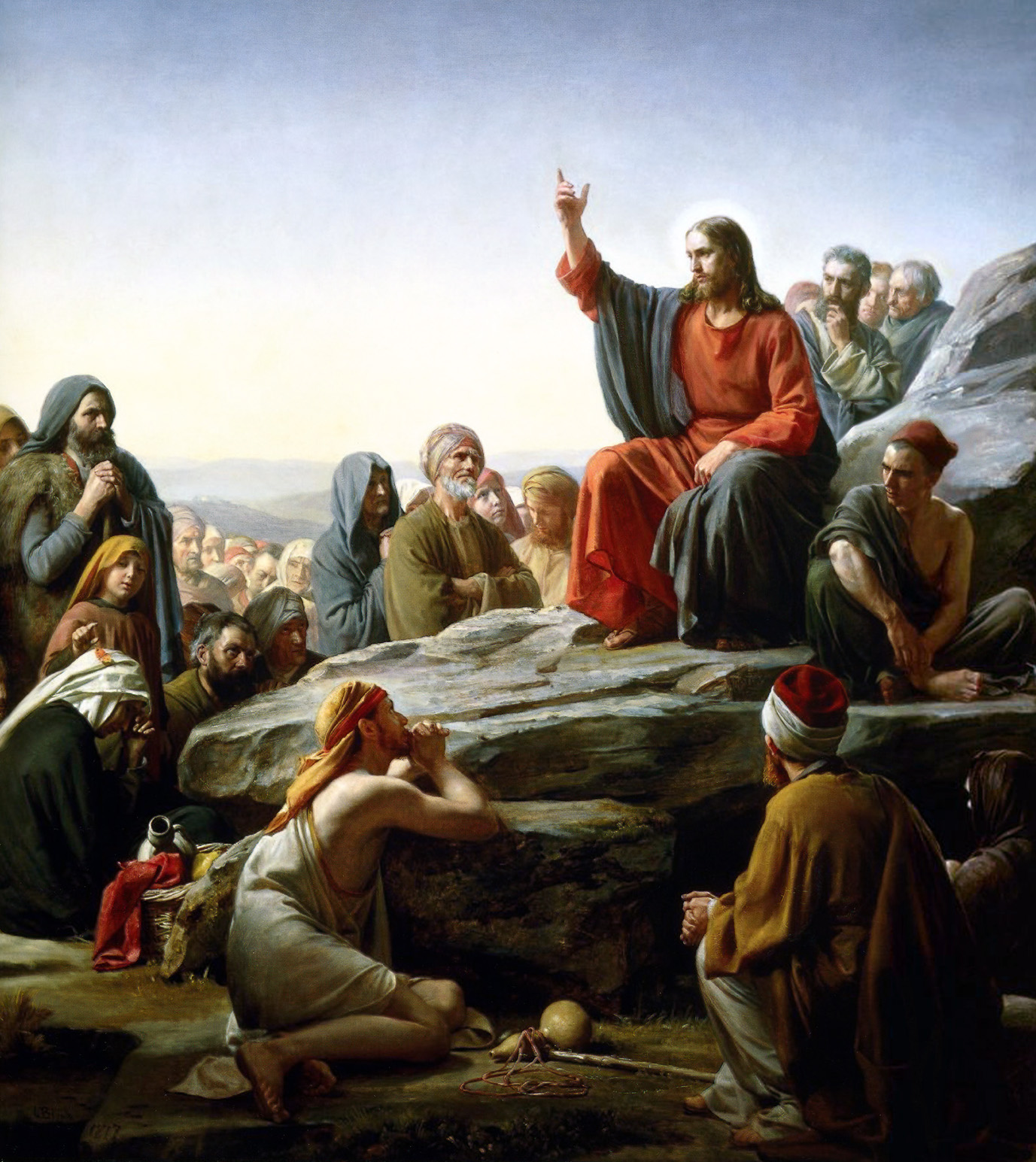
Le « sermon sur la montagne » de Jésus-Christ.

Tout d'abord, la rhétorique et l'analyse du discours sont utilisées pour décrypter les logiques implicites des discours religieux. D. Marguerat et Y. Bourquin, dans La Bible se raconte. Initiation à l’analyse narrative posent ainsi les bases de cette dimension descriptive de la discipline rhétorique. La rhétorique sémitique est par ailleurs une forme de composition littéraire propre aux textes bibliques ou coraniques. Elle est étudiée en tant que telle depuis au moins le IXe siècle. Michel Cuypers indique qu'Al-Mutazz tentait déjà de définir, en 887, de quelle manière la structure des textes arabo-musulmans se différenciait de la rhétorique grecque. Cependant, il faut attendre le XVIIIe siècle, avec les travaux de Robert Lowth, pour que la rhétorique sémitique soit développée par la linguistique.
Pour Philippe-Joseph Salazar, citant Georges Dumézil, les religions font souvent le lien entre la rhétorique et la justice. Il prend ainsi comme exemple la déesse Vac dans l'hindouisme, dont le nom signifie « la Voix » et qui, dans le Rig-Veda préside aux arts de la parole ainsi qu'au lien social, par la justice rendue. Pour certains Michel Meyer, la rhétorique a une fonction sociale liée au sacré. Selon lui, le processus de « rhétorisation » est aussi celui d'un rationalisme de plus en plus réflexif destiné à lever les superstitions. Il explique en effet que

« La rhétorisation du discours fait suite à l'effondrement des vieux mythes explicatifs de l'univers et de l'arrangement social en vigueur. Les mythes étaient de belles histoires, des fables, chefs-d’œuvre de style et d'éloquence, et ils vont d'ailleurs apparaître comme tels, perdant ainsi leur crédibilité initiale. »

Si la rhétorique est née en Grèce, ce n'est pas un hasard, c'est aussi le lieu qui a produit le discours rationnel et scientifique ; dans cette optique, la rhétorique, par la dialectique, a une fonction contre-religieuse.

### Rhétorique et stylistique
La rhétorique, née dans le milieu judiciaire, couvre potentiellement l’ensemble des messages sociaux, y compris les textes à visée esthétique. La pensée classique avait envisagé, à côté de la rhétorique, l’existence de la poétique, œuvrant dans le monde de l'imaginaire et ce dès les débuts de l'art oratoire. Aristote a ainsi écrit une Poétique, même si c'est à la Renaissance surtout que se multiplient les traités de poétique. Mais les textes à visée esthétique, parce qu'ils appartiennent à l’espace du vraisemblable, relèvent aussi d'une rhétorique comprise dans un sens large. De sorte qu'entre poétique et rhétorique, les passages sont possibles : des concepts élaborés dans le cadre de la seconde ont été sans difficultés transposés à la première.

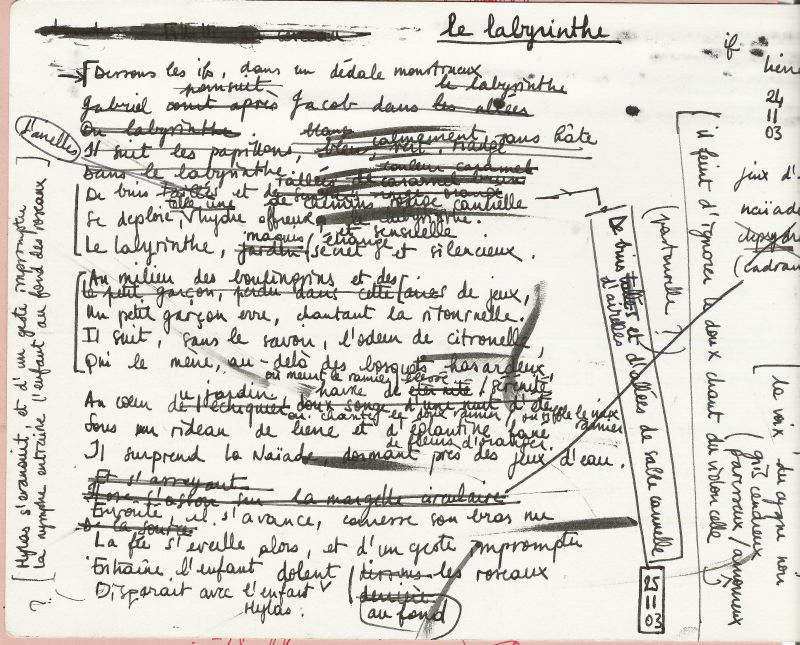
La stylistique s'attache à mettre en lumière la spécificité du texte.

La poétique est ainsi devenue avec le temps une discipline à part, la stylistique, utilisée actuellement, dans le milieu universitaire comme étant la science de la production littéraire, au sens de création d'un discours spécifique. Elle « étudie la valeur affective des faits du langage organisé, et l’action réciproque des faits expressifs qui concourent à former le système des moyens d’expression d’une langue » selon Charles Bally. Au XXe siècle, se nourrissant des apports de la sémiologie des années 1970 (avec Roland Barthes et le Groupe µ surtout), cette poétique se mue en stylistique qui se définit ainsi comme la « discipline qui a pour objet le style, qui étudie les procédés littéraires, les modes de composition utilisés par tel auteur dans ses œuvres ou les traits expressifs propres à une langue ».
La stylistique aujourd'hui se focalise sur l'énonciation, sur les figures de style et sur la narratologie parmi les domaines les plus importants.

### Rhétorique et enseignement

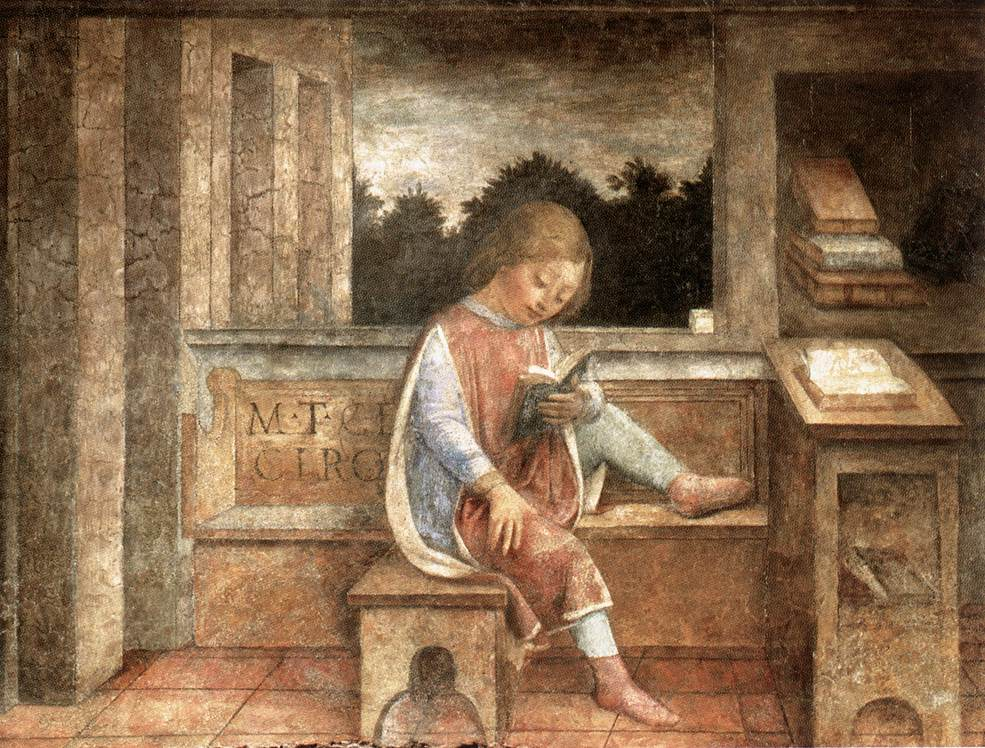
Le jeune Cicéron lisant, fresque de Vincenzo Foppa de Brescia, datée vers 1464.

Dès l'Antiquité, la rhétorique est enseignée. Isocrate y voit la condition d'une formation exemplaire de l'esprit citoyen, parallèlement à la formation physique, par le sport et la musique. En Grèce comme à Rome, l'enseignement se fondait sur la connaissance parfaite des textes classiques et sur la rédaction de commentaires, à l'écrit ou à l'oral. Ces commentaires consistaient en des éloges de personnages d'autorité. L'« invention », qui persiste encore aujourd'hui au Baccalauréat, devait permettre de se nourrir du style de ces auteurs. De 7 à 15 ans, l'élève (garçon ou fille) est sous la tutelle d'un « grammairien » (« magister ») ; à 15 ans, il est enseigné par un « rhéteur » (« rhetor ») qui lui apprend l'éloquence. Il s'agit dès lors d'étudier la rhétorique et non plus seulement de la pratiquer. Les exercices préparatoires (« progymnasmata » et « declamationes ») permettaient d'évaluer les élèves. Or, note Joëlle Gardes-Tamine, le but de ces enseignements était double : développer l'esprit critique d'une part (former le citoyen) mais aussi développer l'esprit créatif. Les jésuites reprendront l'enseignement traditionnel romain, en y incluant la pratique du théâtre. Ce n'est qu'au XVIIIe siècle que les auteurs français comme Bossuet ou Racine deviennent objets d'étude rhétorique.
À l'époque contemporaine, l'enseignement de la rhétorique connaît un net repli. En France, le républicanisme oscille, à partir du XIXe siècle, entre un usage de la rhétorique dans la formation du citoyen par l'école et le rejet de la rhétorique, d'après Philippe-Joseph Salazar[réf. nécessaire]. C'est finalement l'attitude de rejet qui l'emporte, le déclin de l'art oratoire aux programmes étant consommé depuis Jules Ferry, en 1902. Cependant, il y a périodiquement des débats concernant sa réintroduction. Pourtant, l'histoire littéraire portant sur la rhétorique témoigne d'un intérêt croissant depuis les années 1970, en France comme dans les pays anglo-saxons. Elle trouve un nouvel essor dans les associations étudiantes de débat (Fédération mondiale du débat francophone) et dans certaines Écoles comme Sciences Po à Paris. Un enseignement de l'art oratoire y a été systématisé depuis 2001 à partir des techniques de l'actio et de l'incarnation du discours. Le principe pédagogique est que chacune ou chacun peut devenir oratrice ou orateur à condition de s'approprier les techniques nécessaires, déjà évoquées, quoique partiellement, par Quintilien (Institution Oratoire, Livre XI), à l'encontre d'un propos qui laisse accroire à un talent oratoire de naissance. Cette approche volontariste est étayée par une méthode, Tous orateurs, manuel sur les fondations de l'action oratoire, écrit par Cyril Delhay et Hervé Biju-Duval. Les étudiants mettent en pratique leur capacité à débattre et à argumenter dans des débats sur des sujets de controverses en socio-sciences dans le cadre de réunions publiques simulées. Au Québec, pour des raisons historiques et culturelles, la rhétorique fut largement enseignée via ce qu'on appelait le cours classique, une formation qu'offrait la plupart des collèges francophones du Canada jusque dans les années 1960. Ce programme découlait du modèle d'enseignement créé par les jésuites au début de la colonie, avant la conquête anglaise.